# Elecciones departamentales y municipales de Uruguay de 2025
Las elecciones departamentales y municipales de 2025 en Uruguay se celebraron el domingo 11 de mayo del mismo año en los 19 departamentos del país y los 136 municipios. 
En cada departamento se elige al intendente (primera figura del ejecutivo departamental) y 31 ediles. Por cada municipio, son electos un alcalde y 4 concejales. Por lo tanto, en todo el país, se eligen 19 intendentes, 589 ediles, 136 alcaldes y 544 concejales. Todos los elegidos ejercen su cargo durante cinco años, hasta la próxima asunción.

## Generalidades
La división político-administrativa del país se organiza en tres espacios territoriales de gobierno: nacional, departamental y municipal. Las elecciones para renovar cargos ejecutivos y legislativos en estos ámbitos tienen lugar cada 5 años.
El ciclo electoral uruguayo comienza con elecciones internas en los partidos políticos, en las cuales se elige, además de la persona que será candidata a la presidencia nacional por el partido político, un órgano deliberativo nacional y 19 órganos deliberativos departamentales. También llamados convención nacional y convenciones departamentales, el primero designa a quien sea candidato a la vicepresidencia del país y las convenciones departamentales designan a los candidatos a Intendente, titulares y suplentes.
La Constitución de la República establece en su artículo 77 que las elecciones de Intendentes, de los miembros de las Juntas Departamentales y de las demás autoridades locales electivas, se realizará el segundo domingo del mes de mayo del año siguiente al de las elecciones nacionales.
El 11 de abril de 2025, un mes antes del sufragio, vencerán los plazos paraː
- el registro de hojas de votación,
- la presentación de la rendición de donaciones y contribuciones,
- la entrega del presupuesto inicial de campaña, y
- la presentación de programas de gobierno o plataformas electorales por parte de los partidos o coaliciones políticas a la Corte Electoral.

Asimismo, ese día comenzará la publicidad electoral en los medios de comunicación masivos.
Podrán votar todas las personas inscriptas en el Registro Cívico Nacional, que estén habilitadas para sufragar, habiendo cumplido 18 años de edad a la fecha de las elecciones. El plazo para tramitar la credencial cívica venció el 15 de abril de 2024. Votar es obligatorio, no ejercerlo sin una justificación conlleva la aplicación de una multa, según la Ley N° 16.017.
Además de las normas electorales contenidas en la constitución y en leyes vigentes, rigen en la elección disposiciones de la Corte Electoral, particularmente el Reglamento de las Elecciones Departamentales aprobado por la corte el 30/12/2024.
Los Intendentes, Ediles y Alcaldes ganadores de las Elecciones Departamentales del 11 de mayo de 2025, asumirán sus cargos el 9 de julio del mismo año.

## Polémica sobre el "voto cruzado"
Entre gran cantidad de disposiciones del reglamento electoral se establece como causal de anulación del voto cuando en el sobre aparecen hojas de votación conteniendo listas de candidatos a Intendente y Junta Departamental de distinto lema que la hoja para las elecciones municipales (Art. 56 literal A). El Partido Colorado y el Partido Independiente presentaron el 3/1/2025 un recurso solicitando habilitar esta forma de votación, conocida como "voto cruzado". Representantes del Partido Nacional se pronunciaron a favor del impedimento. Finalmente el 23 de enero de 2025 la Corte Electoral rechazó la solicitud por mayoría de sus miembros.

## Elecciones por departamento

### Artigas

#### Departamentales
|  | 35,57 % |

|  | 48,53 % |

|  | 11,05 % |

|  | 1,71 % |

|  | 13,98 % |

|  | 28,27 % |

|  | 11,45 % |

|  | 2,62 % |

|  | 7,64 % |

|  | 9,29 % |

|  | 1,64 % |

|  | 3,47 % |

|  | 6,32 % |

|  | 2,81 % |

|  | 7,59 % |

|  | 97,57 % |

|  | 2,43 % |

|  | 85,85 % |

|  | 100 % |

#### Municipales
- Baltasar Brum
- Bella Unión
- Tomás Gomensoro

|  | 28,54 % |

|  | 49,49 % |

|  | 20,18 % |

|  | 0,66 % |

|  | 18,76 % |

|  | 23,80 % |

|  | 5,05 % |

|  | 8,51 % |

|  | 17,94 % |

|  | 4,69 % |

|  | 2,60 % |

|  | 2,14 % |

|  | 8,77 % |

|  | 98,05 % |

|  | 1,95 % |

|  | 86,62 % |

|  | 100 % |

|  | 26,70 % |

|  | 43,57 % |

|  | 5,73 % |

|  | 0,42 % |

|  | 25,38 % |

|  | 37,41 % |

|  | 3,87 % |

|  | 2,84 % |

|  | 5,16 % |

|  | 3,69 % |

|  | 3,69 % |

|  | 0,61 % |

|  | 0,76 % |

|  | 0,14 % |

|  | 14,57 % |

|  | 97,67 % |

|  | 2,33 % |

|  | 85,09 % |

|  | 100 % |

|  | 54,13 % |

|  | 54,13 % |

|  | 16,67 % |

|  | 33,88 % |

|  | 11,75 % |

|  | 5,37 % |

|  | 1,52 % |

|  | 1,52 % |

|  | 0,83 % |

|  | 1,29 % |

|  | 0,41 % |

|  | 9,18 % |

|  | 98,37 % |

|  | 1,63 % |

|  | 88,03 % |

|  | 100 % |

### Canelones

#### Departamentales
|  | 49,56 % |

|  | 49,56 % |

|  | 13,27 % |

|  | 36,03 % |

|  | 12,40 % |

|  | 9,68 % |

|  | 0,32 % |

|  | 0,32 % |

|  | 14,09 % |

|  | 94,80 % |

|  | 5,20 % |

|  | 85,85 % |

|  | 100 % |

#### Municipales
- 18 de Mayo
- Aguas Corrientes
- Andaluz
- Atlántida
- Barros Blancos
- Canelones
- Ciudad de la Costa
- Colonia Nicolich
- Empalme Olmos
- Juanicó
- La Floresta
- La Paz
- Las Piedras
- Los Cerrillos
- Migues
- Montes
- Pando
- Parque del Plata
- Paso Carrasco
- Progreso
- Salinas
- San Antonio
- San Bautista
- San Jacinto
- San Ramón
- Santa Lucía
- Santa Rosa
- Sauce
- Soca
- Suárez
- Tala
- Toledo

| Municipio          | Partido                              | Partido               | Candidato   | Resultados | Resultados | Resultados      | Resultados  |
| Municipio          | Partido                              | Partido               | Candidato   | Votos      | %          | Votos (partido) | % (partido) |
| ------------------ | ------------------------------------ | --------------------- | ----------- | ---------- | ---------- | --------------- | ----------- |
| 18 de Mayo         |                                      | Frente Amplio         | Candidato 1 |            |            | 3.346           |             |
| 18 de Mayo         | Candidato 2                          | Frente Amplio         |             |            |            | 3.346           |             |
| 18 de Mayo         | Otros (#)                            | Frente Amplio         |             |            |            | 3.346           |             |
| 18 de Mayo         |                                      | Coalición Republicana | Candidato 1 |            |            | 3.487           |             |
| 18 de Mayo         | Candidato 2                          | Coalición Republicana |             |            |            | 3.487           |             |
| 18 de Mayo         | Otros (#)                            | Coalición Republicana |             |            |            | 3.487           |             |
| 18 de Mayo         | Votos anulados                       |                       |             |            |            |                 |             |
| 18 de Mayo         | Votos en blanco                      |                       |             |            |            |                 |             |
| 18 de Mayo         | Total de votos emitidos a candidatos |                       |             |            |            |                 |             |
| 18 de Mayo         | Total de votos emitidos              |                       |             |            |            |                 |             |
| 18 de Mayo         | Total de electores habilitados       |                       |             |            |            |                 |             |
|                    |                                      |                       |             |            |            |                 |             |
| Aguas Corrientes   |                                      | Frente Amplio         | Candidato 1 |            |            | 614             |             |
| Aguas Corrientes   | Candidato 2                          | Frente Amplio         |             |            |            | 614             |             |
| Aguas Corrientes   | Otros (#)                            | Frente Amplio         |             |            |            | 614             |             |
| Aguas Corrientes   |                                      | Coalición Republicana | Candidato 1 |            |            | 319             |             |
| Aguas Corrientes   | Candidato 2                          | Coalición Republicana |             |            |            | 319             |             |
| Aguas Corrientes   | Otros (#)                            | Coalición Republicana |             |            |            | 319             |             |
| Aguas Corrientes   | Votos anulados                       |                       |             |            |            |                 |             |
| Aguas Corrientes   | Votos en blanco                      |                       |             |            |            |                 |             |
| Aguas Corrientes   | Total de votos emitidos a candidatos |                       |             |            |            |                 |             |
| Aguas Corrientes   | Total de votos emitidos              |                       |             |            |            |                 |             |
| Aguas Corrientes   | Total de electores habilitados       |                       |             |            |            |                 |             |
|                    |                                      |                       |             |            |            |                 |             |
| Atlántida          |                                      | Frente Amplio         | Candidato 1 |            |            | 2.892           |             |
| Atlántida          | Candidato 2                          | Frente Amplio         |             |            |            | 2.892           |             |
| Atlántida          | Otros (#)                            | Frente Amplio         |             |            |            | 2.892           |             |
| Atlántida          |                                      | Coalición Republicana | Candidato 1 |            |            | 3.390           |             |
| Atlántida          | Candidato 2                          | Coalición Republicana |             |            |            | 3.390           |             |
| Atlántida          | Otros (#)                            | Coalición Republicana |             |            |            | 3.390           |             |
| Atlántida          | Votos anulados                       |                       |             |            |            |                 |             |
| Atlántida          | Votos en blanco                      |                       |             |            |            |                 |             |
| Atlántida          | Total de votos emitidos a candidatos |                       |             |            |            |                 |             |
| Atlántida          | Total de votos emitidos              |                       |             |            |            |                 |             |
| Atlántida          | Total de electores habilitados       |                       |             |            |            |                 |             |
|                    |                                      |                       |             |            |            |                 |             |
| Barros Blancos     |                                      | Frente Amplio         | Candidato 1 |            |            | 6.604           |             |
| Barros Blancos     | Candidato 2                          | Frente Amplio         |             |            |            | 6.604           |             |
| Barros Blancos     | Otros (#)                            | Frente Amplio         |             |            |            | 6.604           |             |
| Barros Blancos     |                                      | Coalición Republicana | Candidato 1 |            |            | 5.753           |             |
| Barros Blancos     | Candidato 2                          | Coalición Republicana |             |            |            | 5.753           |             |
| Barros Blancos     | Otros (#)                            | Coalición Republicana |             |            |            | 5.753           |             |
| Barros Blancos     | Votos anulados                       |                       |             |            |            |                 |             |
| Barros Blancos     | Votos en blanco                      |                       |             |            |            |                 |             |
| Barros Blancos     | Total de votos emitidos a candidatos |                       |             |            |            |                 |             |
| Barros Blancos     | Total de votos emitidos              |                       |             |            |            |                 |             |
| Barros Blancos     | Total de electores habilitados       |                       |             |            |            |                 |             |
|                    |                                      |                       |             |            |            |                 |             |
| Canelones          |                                      | Frente Amplio         | Candidato 1 |            |            | 6.749           |             |
| Canelones          | Candidato 2                          | Frente Amplio         |             |            |            | 6.749           |             |
| Canelones          | Otros (#)                            | Frente Amplio         |             |            |            | 6.749           |             |
| Canelones          |                                      | Coalición Republicana | Candidato 1 |            |            | 3.609           |             |
| Canelones          | Candidato 2                          | Coalición Republicana |             |            |            | 3.609           |             |
| Canelones          | Otros (#)                            | Coalición Republicana |             |            |            | 3.609           |             |
| Canelones          | Votos anulados                       |                       |             |            |            |                 |             |
| Canelones          | Votos en blanco                      |                       |             |            |            |                 |             |
| Canelones          | Total de votos emitidos a candidatos |                       |             |            |            |                 |             |
| Canelones          | Total de votos emitidos              |                       |             |            |            |                 |             |
| Canelones          | Total de electores habilitados       |                       |             |            |            |                 |             |
|                    |                                      |                       |             |            |            |                 |             |
| Ciudad de la Costa |                                      | Frente Amplio         | Candidato 1 |            |            | 22.146          |             |
| Ciudad de la Costa | Candidato 2                          | Frente Amplio         |             |            |            | 22.146          |             |
| Ciudad de la Costa | Otros (#)                            | Frente Amplio         |             |            |            | 22.146          |             |
| Ciudad de la Costa |                                      | Coalición Republicana | Candidato 1 |            |            | 10.929          |             |
| Ciudad de la Costa | Candidato 2                          | Coalición Republicana |             |            |            | 10.929          |             |
| Ciudad de la Costa | Otros (#)                            | Coalición Republicana |             |            |            | 10.929          |             |
| Ciudad de la Costa | Votos anulados                       |                       |             |            |            |                 |             |
| Ciudad de la Costa | Votos en blanco                      |                       |             |            |            |                 |             |
| Ciudad de la Costa | Total de votos emitidos a candidatos |                       |             |            |            |                 |             |
| Ciudad de la Costa | Total de votos emitidos              |                       |             |            |            |                 |             |
| Ciudad de la Costa | Total de electores habilitados       |                       |             |            |            |                 |             |
|                    |                                      |                       |             |            |            |                 |             |
| Colonia Nicolich   |                                      | Frente Amplio         | Candidato 1 |            |            | 3.271           |             |
| Colonia Nicolich   | Candidato 2                          | Frente Amplio         |             |            |            | 3.271           |             |
| Colonia Nicolich   | Otros (#)                            | Frente Amplio         |             |            |            | 3.271           |             |
| Colonia Nicolich   |                                      | Coalición Republicana | Candidato 1 |            |            | 1.438           |             |
| Colonia Nicolich   | Candidato 2                          | Coalición Republicana |             |            |            | 1.438           |             |
| Colonia Nicolich   | Otros (#)                            | Coalición Republicana |             |            |            | 1.438           |             |
| Colonia Nicolich   | Votos anulados                       |                       |             |            |            |                 |             |
| Colonia Nicolich   | Votos en blanco                      |                       |             |            |            |                 |             |
| Colonia Nicolich   | Total de votos emitidos a candidatos |                       |             |            |            |                 |             |
| Colonia Nicolich   | Total de votos emitidos              |                       |             |            |            |                 |             |
| Colonia Nicolich   | Total de electores habilitados       |                       |             |            |            |                 |             |
|                    |                                      |                       |             |            |            |                 |             |
| Empalme Olmos      |                                      | Frente Amplio         | Candidato 1 |            |            | 1.507           |             |
| Empalme Olmos      | Candidato 2                          | Frente Amplio         |             |            |            | 1.507           |             |
| Empalme Olmos      | Otros (#)                            | Frente Amplio         |             |            |            | 1.507           |             |
| Empalme Olmos      |                                      | Coalición Republicana | Candidato 1 |            |            | 2.193           |             |
| Empalme Olmos      | Candidato 2                          | Coalición Republicana |             |            |            | 2.193           |             |
| Empalme Olmos      | Otros (#)                            | Coalición Republicana |             |            |            | 2.193           |             |
| Empalme Olmos      | Votos anulados                       |                       |             |            |            |                 |             |
| Empalme Olmos      | Votos en blanco                      |                       |             |            |            |                 |             |
| Empalme Olmos      | Total de votos emitidos a candidatos |                       |             |            |            |                 |             |
| Empalme Olmos      | Total de votos emitidos              |                       |             |            |            |                 |             |
| Empalme Olmos      | Total de electores habilitados       |                       |             |            |            |                 |             |
|                    |                                      |                       |             |            |            |                 |             |
| La Floresta        |                                      | Frente Amplio         | Candidato 1 |            |            | 2.981           |             |
| La Floresta        | Candidato 2                          | Frente Amplio         |             |            |            | 2.981           |             |
| La Floresta        | Otros (#)                            | Frente Amplio         |             |            |            | 2.981           |             |
| La Floresta        |                                      | Coalición Republicana | Candidato 1 |            |            | 2.272           |             |
| La Floresta        | Candidato 2                          | Coalición Republicana |             |            |            | 2.272           |             |
| La Floresta        | Otros (#)                            | Coalición Republicana |             |            |            | 2.272           |             |
| La Floresta        | Votos anulados                       |                       |             |            |            |                 |             |
| La Floresta        | Votos en blanco                      |                       |             |            |            |                 |             |
| La Floresta        | Total de votos emitidos a candidatos |                       |             |            |            |                 |             |
| La Floresta        | Total de votos emitidos              |                       |             |            |            |                 |             |
| La Floresta        | Total de electores habilitados       |                       |             |            |            |                 |             |
|                    |                                      |                       |             |            |            |                 |             |
| La Paz             |                                      | Frente Amplio         | Candidato 1 |            |            | 7.194           |             |
| La Paz             | Candidato 2                          | Frente Amplio         |             |            |            | 7.194           |             |
| La Paz             | Otros (#)                            | Frente Amplio         |             |            |            | 7.194           |             |
| La Paz             |                                      | Coalición Republicana | Candidato 1 |            |            | 2.447           |             |
| La Paz             | Candidato 2                          | Coalición Republicana |             |            |            | 2.447           |             |
| La Paz             | Otros (#)                            | Coalición Republicana |             |            |            | 2.447           |             |
| La Paz             | Votos anulados                       |                       |             |            |            |                 |             |
| La Paz             | Votos en blanco                      |                       |             |            |            |                 |             |
| La Paz             | Total de votos emitidos a candidatos |                       |             |            |            |                 |             |
| La Paz             | Total de votos emitidos              |                       |             |            |            |                 |             |
| La Paz             | Total de electores habilitados       |                       |             |            |            |                 |             |
|                    |                                      |                       |             |            |            |                 |             |
| Las Piedras        |                                      | Frente Amplio         | Candidato 1 |            |            |                 |             |
| Las Piedras        | Candidato 2                          | Frente Amplio         |             |            |            |                 |             |
| Las Piedras        | Otros (#)                            | Frente Amplio         |             |            |            |                 |             |
| Las Piedras        |                                      | Coalición Republicana | Candidato 1 |            |            |                 |             |
| Las Piedras        | Candidato 2                          | Coalición Republicana |             |            |            |                 |             |
| Las Piedras        | Otros (#)                            | Coalición Republicana |             |            |            |                 |             |
| Las Piedras        | Votos anulados                       |                       |             |            |            |                 |             |
| Las Piedras        | Votos en blanco                      |                       |             |            |            |                 |             |
| Las Piedras        | Total de votos emitidos a candidatos |                       |             |            |            |                 |             |
| Las Piedras        | Total de votos emitidos              |                       |             |            |            |                 |             |
| Las Piedras        | Total de electores habilitados       |                       |             |            |            |                 |             |
|                    |                                      |                       |             |            |            |                 |             |
| Los Cerrillos      |                                      | Frente Amplio         | Candidato 1 |            |            | 1.422           |             |
| Los Cerrillos      | Candidato 2                          | Frente Amplio         |             |            |            | 1.422           |             |
| Los Cerrillos      | Otros (#)                            | Frente Amplio         |             |            |            | 1.422           |             |
| Los Cerrillos      |                                      | Coalición Republicana | Candidato 1 |            |            | 2.636           |             |
| Los Cerrillos      | Candidato 2                          | Coalición Republicana |             |            |            | 2.636           |             |
| Los Cerrillos      | Otros (#)                            | Coalición Republicana |             |            |            | 2.636           |             |
| Los Cerrillos      | Votos anulados                       |                       |             |            |            |                 |             |
| Los Cerrillos      | Votos en blanco                      |                       |             |            |            |                 |             |
| Los Cerrillos      | Total de votos emitidos a candidatos |                       |             |            |            |                 |             |
| Los Cerrillos      | Total de votos emitidos              |                       |             |            |            |                 |             |
| Los Cerrillos      | Total de electores habilitados       |                       |             |            |            |                 |             |
|                    |                                      |                       |             |            |            |                 |             |
| Migues             |                                      | Frente Amplio         | Candidato 1 |            |            | 443             |             |
| Migues             | Candidato 2                          | Frente Amplio         |             |            |            | 443             |             |
| Migues             | Otros (#)                            | Frente Amplio         |             |            |            | 443             |             |
| Migues             |                                      | Coalición Republicana | Candidato 1 |            |            | 2.303           |             |
| Migues             | Candidato 2                          | Coalición Republicana |             |            |            | 2.303           |             |
| Migues             | Otros (#)                            | Coalición Republicana |             |            |            | 2.303           |             |
| Migues             | Votos anulados                       |                       |             |            |            |                 |             |
| Migues             | Votos en blanco                      |                       |             |            |            |                 |             |
| Migues             | Total de votos emitidos a candidatos |                       |             |            |            |                 |             |
| Migues             | Total de votos emitidos              |                       |             |            |            |                 |             |
| Migues             | Total de electores habilitados       |                       |             |            |            |                 |             |
|                    |                                      |                       |             |            |            |                 |             |
| Montes             |                                      | Frente Amplio         | Candidato 1 |            |            | 753             |             |
| Montes             | Candidato 2                          | Frente Amplio         |             |            |            | 753             |             |
| Montes             | Otros (#)                            | Frente Amplio         |             |            |            | 753             |             |
| Montes             |                                      | Coalición Republicana | Candidato 1 |            |            | 390             |             |
| Montes             | Candidato 2                          | Coalición Republicana |             |            |            | 390             |             |
| Montes             | Otros (#)                            | Coalición Republicana |             |            |            | 390             |             |
| Montes             | Votos anulados                       |                       |             |            |            |                 |             |
| Montes             | Votos en blanco                      |                       |             |            |            |                 |             |
| Montes             | Total de votos emitidos a candidatos |                       |             |            |            |                 |             |
| Montes             | Total de votos emitidos              |                       |             |            |            |                 |             |
| Montes             | Total de electores habilitados       |                       |             |            |            |                 |             |
|                    |                                      |                       |             |            |            |                 |             |
| Pando              |                                      | Frente Amplio         | Candidato 1 |            |            | 8.446           |             |
| Pando              | Candidato 2                          | Frente Amplio         |             |            |            | 8.446           |             |
| Pando              | Otros (#)                            | Frente Amplio         |             |            |            | 8.446           |             |
| Pando              |                                      | Coalición Republicana | Candidato 1 |            |            | 6.645           |             |
| Pando              | Candidato 2                          | Coalición Republicana |             |            |            | 6.645           |             |
| Pando              | Otros (#)                            | Coalición Republicana |             |            |            | 6.645           |             |
| Pando              | Votos anulados                       |                       |             |            |            |                 |             |
| Pando              | Votos en blanco                      |                       |             |            |            |                 |             |
| Pando              | Total de votos emitidos a candidatos |                       |             |            |            |                 |             |
| Pando              | Total de votos emitidos              |                       |             |            |            |                 |             |
| Pando              | Total de electores habilitados       |                       |             |            |            |                 |             |
|                    |                                      |                       |             |            |            |                 |             |
| Parque del Plata   |                                      | Frente Amplio         | Candidato 1 |            |            |                 |             |
| Parque del Plata   | Candidato 2                          | Frente Amplio         |             |            |            |                 |             |
| Parque del Plata   | Otros (#)                            | Frente Amplio         |             |            |            |                 |             |
| Parque del Plata   |                                      | Coalición Republicana | Candidato 1 |            |            |                 |             |
| Parque del Plata   | Candidato 2                          | Coalición Republicana |             |            |            |                 |             |
| Parque del Plata   | Otros (#)                            | Coalición Republicana |             |            |            |                 |             |
| Parque del Plata   | Votos anulados                       |                       |             |            |            |                 |             |
| Parque del Plata   | Votos en blanco                      |                       |             |            |            |                 |             |
| Parque del Plata   | Total de votos emitidos a candidatos |                       |             |            |            |                 |             |
| Parque del Plata   | Total de votos emitidos              |                       |             |            |            |                 |             |
| Parque del Plata   | Total de electores habilitados       |                       |             |            |            |                 |             |
|                    |                                      |                       |             |            |            |                 |             |
| Paso Carrasco      |                                      | Frente Amplio         | Candidato 1 |            |            | 3.884           |             |
| Paso Carrasco      | Candidato 2                          | Frente Amplio         |             |            |            | 3.884           |             |
| Paso Carrasco      | Otros (#)                            | Frente Amplio         |             |            |            | 3.884           |             |
| Paso Carrasco      |                                      | Coalición Republicana | Candidato 1 |            |            | 1.237           |             |
| Paso Carrasco      | Candidato 2                          | Coalición Republicana |             |            |            | 1.237           |             |
| Paso Carrasco      | Otros (#)                            | Coalición Republicana |             |            |            | 1.237           |             |
| Paso Carrasco      | Votos anulados                       |                       |             |            |            |                 |             |
| Paso Carrasco      | Votos en blanco                      |                       |             |            |            |                 |             |
| Paso Carrasco      | Total de votos emitidos a candidatos |                       |             |            |            |                 |             |
| Paso Carrasco      | Total de votos emitidos              |                       |             |            |            |                 |             |
| Paso Carrasco      | Total de electores habilitados       |                       |             |            |            |                 |             |
|                    |                                      |                       |             |            |            |                 |             |
| Progreso           |                                      | Frente Amplio         | Candidato 1 |            |            | 5.033           |             |
| Progreso           | Candidato 2                          | Frente Amplio         |             |            |            | 5.033           |             |
| Progreso           | Otros (#)                            | Frente Amplio         |             |            |            | 5.033           |             |
| Progreso           |                                      | Coalición Republicana | Candidato 1 |            |            | 1.969           |             |
| Progreso           | Candidato 2                          | Coalición Republicana |             |            |            | 1.969           |             |
| Progreso           | Otros (#)                            | Coalición Republicana |             |            |            | 1.969           |             |
| Progreso           | Votos anulados                       |                       |             |            |            |                 |             |
| Progreso           | Votos en blanco                      |                       |             |            |            |                 |             |
| Progreso           | Total de votos emitidos a candidatos |                       |             |            |            |                 |             |
| Progreso           | Total de votos emitidos              |                       |             |            |            |                 |             |
| Progreso           | Total de electores habilitados       |                       |             |            |            |                 |             |
|                    |                                      |                       |             |            |            |                 |             |
| Salinas            |                                      | Frente Amplio         | Candidato 1 |            |            |                 |             |
| Salinas            | Candidato 2                          | Frente Amplio         |             |            |            |                 |             |
| Salinas            | Otros (#)                            | Frente Amplio         |             |            |            |                 |             |
| Salinas            |                                      | Coalición Republicana | Candidato 1 |            |            |                 |             |
| Salinas            | Candidato 2                          | Coalición Republicana |             |            |            |                 |             |
| Salinas            | Otros (#)                            | Coalición Republicana |             |            |            |                 |             |
| Salinas            | Votos anulados                       |                       |             |            |            |                 |             |
| Salinas            | Votos en blanco                      |                       |             |            |            |                 |             |
| Salinas            | Total de votos emitidos a candidatos |                       |             |            |            |                 |             |
| Salinas            | Total de votos emitidos              |                       |             |            |            |                 |             |
| Salinas            | Total de electores habilitados       |                       |             |            |            |                 |             |
|                    |                                      |                       |             |            |            |                 |             |
| San Antonio        |                                      | Frente Amplio         | Candidato 1 |            |            | 664             |             |
| San Antonio        | Candidato 2                          | Frente Amplio         |             |            |            | 664             |             |
| San Antonio        | Otros (#)                            | Frente Amplio         |             |            |            | 664             |             |
| San Antonio        |                                      | Coalición Republicana | Candidato 1 |            |            | 1.322           |             |
| San Antonio        | Candidato 2                          | Coalición Republicana |             |            |            | 1.322           |             |
| San Antonio        | Otros (#)                            | Coalición Republicana |             |            |            | 1.322           |             |
| San Antonio        | Votos anulados                       |                       |             |            |            |                 |             |
| San Antonio        | Votos en blanco                      |                       |             |            |            |                 |             |
| San Antonio        | Total de votos emitidos a candidatos |                       |             |            |            |                 |             |
| San Antonio        | Total de votos emitidos              |                       |             |            |            |                 |             |
| San Antonio        | Total de electores habilitados       |                       |             |            |            |                 |             |
|                    |                                      |                       |             |            |            |                 |             |
| San Bautista       |                                      | Frente Amplio         | Candidato 1 |            |            | 547             |             |
| San Bautista       | Candidato 2                          | Frente Amplio         |             |            |            | 547             |             |
| San Bautista       | Otros (#)                            | Frente Amplio         |             |            |            | 547             |             |
| San Bautista       |                                      | Coalición Republicana | Candidato 1 |            |            | 2.079           |             |
| San Bautista       | Candidato 2                          | Coalición Republicana |             |            |            | 2.079           |             |
| San Bautista       | Otros (#)                            | Coalición Republicana |             |            |            | 2.079           |             |
| San Bautista       | Votos anulados                       |                       |             |            |            |                 |             |
| San Bautista       | Votos en blanco                      |                       |             |            |            |                 |             |
| San Bautista       | Total de votos emitidos a candidatos |                       |             |            |            |                 |             |
| San Bautista       | Total de votos emitidos              |                       |             |            |            |                 |             |
| San Bautista       | Total de electores habilitados       |                       |             |            |            |                 |             |
|                    |                                      |                       |             |            |            |                 |             |
| San Jacinto        |                                      | Frente Amplio         | Candidato 1 |            |            | 1.274           |             |
| San Jacinto        | Candidato 2                          | Frente Amplio         |             |            |            | 1.274           |             |
| San Jacinto        | Otros (#)                            | Frente Amplio         |             |            |            | 1.274           |             |
| San Jacinto        |                                      | Coalición Republicana | Candidato 1 |            |            | 3.490           |             |
| San Jacinto        | Candidato 2                          | Coalición Republicana |             |            |            | 3.490           |             |
| San Jacinto        | Otros (#)                            | Coalición Republicana |             |            |            | 3.490           |             |
| San Jacinto        | Votos anulados                       |                       |             |            |            |                 |             |
| San Jacinto        | Votos en blanco                      |                       |             |            |            |                 |             |
| San Jacinto        | Total de votos emitidos a candidatos |                       |             |            |            |                 |             |
| San Jacinto        | Total de votos emitidos              |                       |             |            |            |                 |             |
| San Jacinto        | Total de electores habilitados       |                       |             |            |            |                 |             |
|                    |                                      |                       |             |            |            |                 |             |
| San Ramón          |                                      | Frente Amplio         | Candidato 1 |            |            | 713             |             |
| San Ramón          | Candidato 2                          | Frente Amplio         |             |            |            | 713             |             |
| San Ramón          | Otros (#)                            | Frente Amplio         |             |            |            | 713             |             |
| San Ramón          |                                      | Coalición Republicana | Candidato 1 |            |            | 3.955           |             |
| San Ramón          | Candidato 2                          | Coalición Republicana |             |            |            | 3.955           |             |
| San Ramón          | Otros (#)                            | Coalición Republicana |             |            |            | 3.955           |             |
| San Ramón          | Votos anulados                       |                       |             |            |            |                 |             |
| San Ramón          | Votos en blanco                      |                       |             |            |            |                 |             |
| San Ramón          | Total de votos emitidos a candidatos |                       |             |            |            |                 |             |
| San Ramón          | Total de votos emitidos              |                       |             |            |            |                 |             |
| San Ramón          | Total de electores habilitados       |                       |             |            |            |                 |             |
|                    |                                      |                       |             |            |            |                 |             |
| Santa Lucía        |                                      | Frente Amplio         | Candidato 1 |            |            | 5.600           |             |
| Santa Lucía        | Candidato 2                          | Frente Amplio         |             |            |            | 5.600           |             |
| Santa Lucía        | Otros (#)                            | Frente Amplio         |             |            |            | 5.600           |             |
| Santa Lucía        |                                      | Coalición Republicana | Candidato 1 |            |            | 3.047           |             |
| Santa Lucía        | Candidato 2                          | Coalición Republicana |             |            |            | 3.047           |             |
| Santa Lucía        | Otros (#)                            | Coalición Republicana |             |            |            | 3.047           |             |
| Santa Lucía        | Votos anulados                       |                       |             |            |            |                 |             |
| Santa Lucía        | Votos en blanco                      |                       |             |            |            |                 |             |
| Santa Lucía        | Total de votos emitidos a candidatos |                       |             |            |            |                 |             |
| Santa Lucía        | Total de votos emitidos              |                       |             |            |            |                 |             |
| Santa Lucía        | Total de electores habilitados       |                       |             |            |            |                 |             |
|                    |                                      |                       |             |            |            |                 |             |
| Santa Rosa         |                                      | Frente Amplio         | Candidato 1 |            |            | 1.792           |             |
| Santa Rosa         | Candidato 2                          | Frente Amplio         |             |            |            | 1.792           |             |
| Santa Rosa         | Otros (#)                            | Frente Amplio         |             |            |            | 1.792           |             |
| Santa Rosa         |                                      | Coalición Republicana | Candidato 1 |            |            | 1.058           |             |
| Santa Rosa         | Candidato 2                          | Coalición Republicana |             |            |            | 1.058           |             |
| Santa Rosa         | Otros (#)                            | Coalición Republicana |             |            |            | 1.058           |             |
| Santa Rosa         | Votos anulados                       |                       |             |            |            |                 |             |
| Santa Rosa         | Votos en blanco                      |                       |             |            |            |                 |             |
| Santa Rosa         | Total de votos emitidos a candidatos |                       |             |            |            |                 |             |
| Santa Rosa         | Total de votos emitidos              |                       |             |            |            |                 |             |
| Santa Rosa         | Total de electores habilitados       |                       |             |            |            |                 |             |
|                    |                                      |                       |             |            |            |                 |             |
| Sauce              |                                      | Frente Amplio         | Candidato 1 |            |            | 2.131           |             |
| Sauce              | Candidato 2                          | Frente Amplio         |             |            |            | 2.131           |             |
| Sauce              | Otros (#)                            | Frente Amplio         |             |            |            | 2.131           |             |
| Sauce              |                                      | Coalición Republicana | Candidato 1 |            |            | 4.418           |             |
| Sauce              | Candidato 2                          | Coalición Republicana |             |            |            | 4.418           |             |
| Sauce              | Otros (#)                            | Coalición Republicana |             |            |            | 4.418           |             |
| Sauce              | Votos anulados                       |                       |             |            |            |                 |             |
| Sauce              | Votos en blanco                      |                       |             |            |            |                 |             |
| Sauce              | Total de votos emitidos a candidatos |                       |             |            |            |                 |             |
| Sauce              | Total de votos emitidos              |                       |             |            |            |                 |             |
| Sauce              | Total de electores habilitados       |                       |             |            |            |                 |             |
|                    |                                      |                       |             |            |            |                 |             |
| Soca               |                                      | Frente Amplio         | Candidato 1 |            |            | 649             |             |
| Soca               | Candidato 2                          | Frente Amplio         |             |            |            | 649             |             |
| Soca               | Otros (#)                            | Frente Amplio         |             |            |            | 649             |             |
| Soca               |                                      | Coalición Republicana | Candidato 1 |            |            | 1.113           |             |
| Soca               | Candidato 2                          | Coalición Republicana |             |            |            | 1.113           |             |
| Soca               | Otros (#)                            | Coalición Republicana |             |            |            | 1.113           |             |
| Soca               | Votos anulados                       |                       |             |            |            |                 |             |
| Soca               | Votos en blanco                      |                       |             |            |            |                 |             |
| Soca               | Total de votos emitidos a candidatos |                       |             |            |            |                 |             |
| Soca               | Total de votos emitidos              |                       |             |            |            |                 |             |
| Soca               | Total de electores habilitados       |                       |             |            |            |                 |             |
|                    |                                      |                       |             |            |            |                 |             |
| Suárez             |                                      | Frente Amplio         | Candidato 1 |            |            |                 |             |
| Suárez             | Candidato 2                          | Frente Amplio         |             |            |            |                 |             |
| Suárez             | Otros (#)                            | Frente Amplio         |             |            |            |                 |             |
| Suárez             |                                      | Coalición Republicana | Candidato 1 |            |            |                 |             |
| Suárez             | Candidato 2                          | Coalición Republicana |             |            |            |                 |             |
| Suárez             | Otros (#)                            | Coalición Republicana |             |            |            |                 |             |
| Suárez             | Votos anulados                       |                       |             |            |            |                 |             |
| Suárez             | Votos en blanco                      |                       |             |            |            |                 |             |
| Suárez             | Total de votos emitidos a candidatos |                       |             |            |            |                 |             |
| Suárez             | Total de votos emitidos              |                       |             |            |            |                 |             |
| Suárez             | Total de electores habilitados       |                       |             |            |            |                 |             |
|                    |                                      |                       |             |            |            |                 |             |
| Tala               |                                      | Frente Amplio         | Candidato 1 |            |            | 1.791           |             |
| Tala               | Candidato 2                          | Frente Amplio         |             |            |            | 1.791           |             |
| Tala               | Otros (#)                            | Frente Amplio         |             |            |            | 1.791           |             |
| Tala               |                                      | Coalición Republicana | Candidato 1 |            |            | 3.877           |             |
| Tala               | Candidato 2                          | Coalición Republicana |             |            |            | 3.877           |             |
| Tala               | Otros (#)                            | Coalición Republicana |             |            |            | 3.877           |             |
| Tala               | Votos anulados                       |                       |             |            |            |                 |             |
| Tala               | Votos en blanco                      |                       |             |            |            |                 |             |
| Tala               | Total de votos emitidos a candidatos |                       |             |            |            |                 |             |
| Tala               | Total de votos emitidos              |                       |             |            |            |                 |             |
| Tala               | Total de electores habilitados       |                       |             |            |            |                 |             |
|                    |                                      |                       |             |            |            |                 |             |
| Toledo             |                                      | Frente Amplio         | Candidato 1 |            |            | 3.564           |             |
| Toledo             | Candidato 2                          | Frente Amplio         |             |            |            | 3.564           |             |
| Toledo             | Otros (#)                            | Frente Amplio         |             |            |            | 3.564           |             |
| Toledo             |                                      | Coalición Republicana | Candidato 1 |            |            | 3.654           |             |
| Toledo             | Candidato 2                          | Coalición Republicana |             |            |            | 3.654           |             |
| Toledo             | Otros (#)                            | Coalición Republicana |             |            |            | 3.654           |             |
| Toledo             | Votos anulados                       |                       |             |            |            |                 |             |
| Toledo             | Votos en blanco                      |                       |             |            |            |                 |             |
| Toledo             | Total de votos emitidos a candidatos |                       |             |            |            |                 |             |
| Toledo             | Total de votos emitidos              |                       |             |            |            |                 |             |
| Toledo             | Total de electores habilitados       |                       |             |            |            |                 |             |

### Cerro Largo

#### Departamentales
|  | 44,55 % |

|  | 84,56 % |

|  | 39,70 % |

|  | 5,150 % |

|  | 9,88 % |

|  | 3,93 % |

|  | 0,72 % |

|  | 1,15 % |

|  | 1,15 % |

|  | 4,41 % |

|  | 98,80 % |

|  | 1,20 % |

|  | 89,24 % |

|  | 100 % |

#### Municipales
- Aceguá
- Arbolito
- Arévalo
- Bañado de Medina
- Centurión
- Cerro de las Cuentas
- Fraile Muerto
- Isidoro Noblía
- Las Cañas
- Laguna Merín
- Plácido Rosas
- Quebracho
- Ramón Trigo
- Río Branco
- Tres Islas
- Tupambaé

| Aceguá               |                                      | Partido Nacional | Candidato 1 |  |  |  |  |  |  |  |  |  |
| Aceguá               | Candidato 2                          | Partido Nacional |             |  |  |  |  |  |  |  |  |  |
| Aceguá               | Otros (#)                            | Partido Nacional |             |  |  |  |  |  |  |  |  |  |
| Aceguá               |                                      | Frente Amplio    | Candidato 1 |  |  |  |  |  |  |  |  |  |
| Aceguá               | Candidato 2                          | Frente Amplio    |             |  |  |  |  |  |  |  |  |  |
| Aceguá               | Otros (#)                            | Frente Amplio    |             |  |  |  |  |  |  |  |  |  |
| Aceguá               |                                      | Partido Colorado | Candidato 1 |  |  |  |  |  |  |  |  |  |
| Aceguá               | Candidato 2                          | Partido Colorado |             |  |  |  |  |  |  |  |  |  |
| Aceguá               | Otros (#)                            | Partido Colorado |             |  |  |  |  |  |  |  |  |  |
| Aceguá               | Votos anulados                       |                  |             |  |  |  |  |  |  |  |  |  |
| Aceguá               | Votos en blanco                      |                  |             |  |  |  |  |  |  |  |  |  |
| Aceguá               | Total de votos emitidos a candidatos |                  |             |  |  |  |  |  |  |  |  |  |
| Aceguá               | Total de votos emitidos              |                  |             |  |  |  |  |  |  |  |  |  |
| Aceguá               | Total de electores habilitados       |                  |             |  |  |  |  |  |  |  |  |  |
|                      |                                      |                  |             |  |  |  |  |  |  |  |  |  |
| Arbolito             |                                      | Partido Nacional | Candidato 1 |  |  |  |  |  |  |  |  |  |
| Arbolito             | Candidato 2                          | Partido Nacional |             |  |  |  |  |  |  |  |  |  |
| Arbolito             | Otros (#)                            | Partido Nacional |             |  |  |  |  |  |  |  |  |  |
| Arbolito             |                                      | Frente Amplio    | Candidato 1 |  |  |  |  |  |  |  |  |  |
| Arbolito             | Candidato 2                          | Frente Amplio    |             |  |  |  |  |  |  |  |  |  |
| Arbolito             | Otros (#)                            | Frente Amplio    |             |  |  |  |  |  |  |  |  |  |
| Arbolito             |                                      | Partido Colorado | Candidato 1 |  |  |  |  |  |  |  |  |  |
| Arbolito             | Candidato 2                          | Partido Colorado |             |  |  |  |  |  |  |  |  |  |
| Arbolito             | Otros (#)                            | Partido Colorado |             |  |  |  |  |  |  |  |  |  |
| Arbolito             | Votos anulados                       |                  |             |  |  |  |  |  |  |  |  |  |
| Arbolito             | Votos en blanco                      |                  |             |  |  |  |  |  |  |  |  |  |
| Arbolito             | Total de votos emitidos a candidatos |                  |             |  |  |  |  |  |  |  |  |  |
| Arbolito             | Total de votos emitidos              |                  |             |  |  |  |  |  |  |  |  |  |
| Arbolito             | Total de electores habilitados       |                  |             |  |  |  |  |  |  |  |  |  |
|                      |                                      |                  |             |  |  |  |  |  |  |  |  |  |
| Arévalo              |                                      | Partido Nacional | Candidato 1 |  |  |  |  |  |  |  |  |  |
| Arévalo              | Candidato 2                          | Partido Nacional |             |  |  |  |  |  |  |  |  |  |
| Arévalo              | Otros (#)                            | Partido Nacional |             |  |  |  |  |  |  |  |  |  |
| Arévalo              |                                      | Frente Amplio    | Candidato 1 |  |  |  |  |  |  |  |  |  |
| Arévalo              | Candidato 2                          | Frente Amplio    |             |  |  |  |  |  |  |  |  |  |
| Arévalo              | Otros (#)                            | Frente Amplio    |             |  |  |  |  |  |  |  |  |  |
| Arévalo              |                                      | Partido Colorado | Candidato 1 |  |  |  |  |  |  |  |  |  |
| Arévalo              | Candidato 2                          | Partido Colorado |             |  |  |  |  |  |  |  |  |  |
| Arévalo              | Otros (#)                            | Partido Colorado |             |  |  |  |  |  |  |  |  |  |
| Arévalo              | Votos anulados                       |                  |             |  |  |  |  |  |  |  |  |  |
| Arévalo              | Votos en blanco                      |                  |             |  |  |  |  |  |  |  |  |  |
| Arévalo              | Total de votos emitidos a candidatos |                  |             |  |  |  |  |  |  |  |  |  |
| Arévalo              | Total de votos emitidos              |                  |             |  |  |  |  |  |  |  |  |  |
| Arévalo              | Total de electores habilitados       |                  |             |  |  |  |  |  |  |  |  |  |
|                      |                                      |                  |             |  |  |  |  |  |  |  |  |  |
| Bañado de Medina     |                                      | Partido Nacional | Candidato 1 |  |  |  |  |  |  |  |  |  |
| Bañado de Medina     | Candidato 2                          | Partido Nacional |             |  |  |  |  |  |  |  |  |  |
| Bañado de Medina     | Otros (#)                            | Partido Nacional |             |  |  |  |  |  |  |  |  |  |
| Bañado de Medina     |                                      | Frente Amplio    | Candidato 1 |  |  |  |  |  |  |  |  |  |
| Bañado de Medina     | Candidato 2                          | Frente Amplio    |             |  |  |  |  |  |  |  |  |  |
| Bañado de Medina     | Otros (#)                            | Frente Amplio    |             |  |  |  |  |  |  |  |  |  |
| Bañado de Medina     |                                      | Partido Colorado | Candidato 1 |  |  |  |  |  |  |  |  |  |
| Bañado de Medina     | Candidato 2                          | Partido Colorado |             |  |  |  |  |  |  |  |  |  |
| Bañado de Medina     | Otros (#)                            | Partido Colorado |             |  |  |  |  |  |  |  |  |  |
| Bañado de Medina     | Votos anulados                       |                  |             |  |  |  |  |  |  |  |  |  |
| Bañado de Medina     | Votos en blanco                      |                  |             |  |  |  |  |  |  |  |  |  |
| Bañado de Medina     | Total de votos emitidos a candidatos |                  |             |  |  |  |  |  |  |  |  |  |
| Bañado de Medina     | Total de votos emitidos              |                  |             |  |  |  |  |  |  |  |  |  |
| Bañado de Medina     | Total de electores habilitados       |                  |             |  |  |  |  |  |  |  |  |  |
|                      |                                      |                  |             |  |  |  |  |  |  |  |  |  |
| Centurión            |                                      | Partido Nacional | Candidato 1 |  |  |  |  |  |  |  |  |  |
| Centurión            | Candidato 2                          | Partido Nacional |             |  |  |  |  |  |  |  |  |  |
| Centurión            | Otros (#)                            | Partido Nacional |             |  |  |  |  |  |  |  |  |  |
| Centurión            |                                      | Frente Amplio    | Candidato 1 |  |  |  |  |  |  |  |  |  |
| Centurión            | Candidato 2                          | Frente Amplio    |             |  |  |  |  |  |  |  |  |  |
| Centurión            | Otros (#)                            | Frente Amplio    |             |  |  |  |  |  |  |  |  |  |
| Centurión            |                                      | Partido Colorado | Candidato 1 |  |  |  |  |  |  |  |  |  |
| Centurión            | Candidato 2                          | Partido Colorado |             |  |  |  |  |  |  |  |  |  |
| Centurión            | Otros (#)                            | Partido Colorado |             |  |  |  |  |  |  |  |  |  |
| Centurión            | Votos anulados                       |                  |             |  |  |  |  |  |  |  |  |  |
| Centurión            | Votos en blanco                      |                  |             |  |  |  |  |  |  |  |  |  |
| Centurión            | Total de votos emitidos a candidatos |                  |             |  |  |  |  |  |  |  |  |  |
| Centurión            | Total de votos emitidos              |                  |             |  |  |  |  |  |  |  |  |  |
| Centurión            | Total de electores habilitados       |                  |             |  |  |  |  |  |  |  |  |  |
|                      |                                      |                  |             |  |  |  |  |  |  |  |  |  |
| Cerro de las Cuentas |                                      | Partido Nacional | Candidato 1 |  |  |  |  |  |  |  |  |  |
| Cerro de las Cuentas | Candidato 2                          | Partido Nacional |             |  |  |  |  |  |  |  |  |  |
| Cerro de las Cuentas | Otros (#)                            | Partido Nacional |             |  |  |  |  |  |  |  |  |  |
| Cerro de las Cuentas |                                      | Frente Amplio    | Candidato 1 |  |  |  |  |  |  |  |  |  |
| Cerro de las Cuentas | Candidato 2                          | Frente Amplio    |             |  |  |  |  |  |  |  |  |  |
| Cerro de las Cuentas | Otros (#)                            | Frente Amplio    |             |  |  |  |  |  |  |  |  |  |
| Cerro de las Cuentas |                                      | Partido Colorado | Candidato 1 |  |  |  |  |  |  |  |  |  |
| Cerro de las Cuentas | Candidato 2                          | Partido Colorado |             |  |  |  |  |  |  |  |  |  |
| Cerro de las Cuentas | Otros (#)                            | Partido Colorado |             |  |  |  |  |  |  |  |  |  |
| Cerro de las Cuentas | Votos anulados                       |                  |             |  |  |  |  |  |  |  |  |  |
| Cerro de las Cuentas | Votos en blanco                      |                  |             |  |  |  |  |  |  |  |  |  |
| Cerro de las Cuentas | Total de votos emitidos a candidatos |                  |             |  |  |  |  |  |  |  |  |  |
| Cerro de las Cuentas | Total de votos emitidos              |                  |             |  |  |  |  |  |  |  |  |  |
| Cerro de las Cuentas | Total de electores habilitados       |                  |             |  |  |  |  |  |  |  |  |  |
|                      |                                      |                  |             |  |  |  |  |  |  |  |  |  |
| Fraile Muerto        |                                      | Partido Nacional | Candidato 1 |  |  |  |  |  |  |  |  |  |
| Fraile Muerto        | Candidato 2                          | Partido Nacional |             |  |  |  |  |  |  |  |  |  |
| Fraile Muerto        | Otros (#)                            | Partido Nacional |             |  |  |  |  |  |  |  |  |  |
| Fraile Muerto        |                                      | Frente Amplio    | Candidato 1 |  |  |  |  |  |  |  |  |  |
| Fraile Muerto        | Candidato 2                          | Frente Amplio    |             |  |  |  |  |  |  |  |  |  |
| Fraile Muerto        | Otros (#)                            | Frente Amplio    |             |  |  |  |  |  |  |  |  |  |
| Fraile Muerto        |                                      | Partido Colorado | Candidato 1 |  |  |  |  |  |  |  |  |  |
| Fraile Muerto        | Candidato 2                          | Partido Colorado |             |  |  |  |  |  |  |  |  |  |
| Fraile Muerto        | Otros (#)                            | Partido Colorado |             |  |  |  |  |  |  |  |  |  |
| Fraile Muerto        | Votos anulados                       |                  |             |  |  |  |  |  |  |  |  |  |
| Fraile Muerto        | Votos en blanco                      |                  |             |  |  |  |  |  |  |  |  |  |
| Fraile Muerto        | Total de votos emitidos a candidatos |                  |             |  |  |  |  |  |  |  |  |  |
| Fraile Muerto        | Total de votos emitidos              |                  |             |  |  |  |  |  |  |  |  |  |
| Fraile Muerto        | Total de electores habilitados       |                  |             |  |  |  |  |  |  |  |  |  |
|                      |                                      |                  |             |  |  |  |  |  |  |  |  |  |
| Isidoro Noblía       |                                      | Partido Nacional | Candidato 1 |  |  |  |  |  |  |  |  |  |
| Isidoro Noblía       | Candidato 2                          | Partido Nacional |             |  |  |  |  |  |  |  |  |  |
| Isidoro Noblía       | Otros (#)                            | Partido Nacional |             |  |  |  |  |  |  |  |  |  |
| Isidoro Noblía       |                                      | Frente Amplio    | Candidato 1 |  |  |  |  |  |  |  |  |  |
| Isidoro Noblía       | Candidato 2                          | Frente Amplio    |             |  |  |  |  |  |  |  |  |  |
| Isidoro Noblía       | Otros (#)                            | Frente Amplio    |             |  |  |  |  |  |  |  |  |  |
| Isidoro Noblía       |                                      | Partido Colorado | Candidato 1 |  |  |  |  |  |  |  |  |  |
| Isidoro Noblía       | Candidato 2                          | Partido Colorado |             |  |  |  |  |  |  |  |  |  |
| Isidoro Noblía       | Otros (#)                            | Partido Colorado |             |  |  |  |  |  |  |  |  |  |
| Isidoro Noblía       | Votos anulados                       |                  |             |  |  |  |  |  |  |  |  |  |
| Isidoro Noblía       | Votos en blanco                      |                  |             |  |  |  |  |  |  |  |  |  |
| Isidoro Noblía       | Total de votos emitidos a candidatos |                  |             |  |  |  |  |  |  |  |  |  |
| Isidoro Noblía       | Total de votos emitidos              |                  |             |  |  |  |  |  |  |  |  |  |
| Isidoro Noblía       | Total de electores habilitados       |                  |             |  |  |  |  |  |  |  |  |  |
|                      |                                      |                  |             |  |  |  |  |  |  |  |  |  |
| Las Cañas            |                                      | Partido Nacional | Candidato 1 |  |  |  |  |  |  |  |  |  |
| Las Cañas            | Candidato 2                          | Partido Nacional |             |  |  |  |  |  |  |  |  |  |
| Las Cañas            | Otros (#)                            | Partido Nacional |             |  |  |  |  |  |  |  |  |  |
| Las Cañas            |                                      | Frente Amplio    | Candidato 1 |  |  |  |  |  |  |  |  |  |
| Las Cañas            | Candidato 2                          | Frente Amplio    |             |  |  |  |  |  |  |  |  |  |
| Las Cañas            | Otros (#)                            | Frente Amplio    |             |  |  |  |  |  |  |  |  |  |
| Las Cañas            |                                      | Partido Colorado | Candidato 1 |  |  |  |  |  |  |  |  |  |
| Las Cañas            | Candidato 2                          | Partido Colorado |             |  |  |  |  |  |  |  |  |  |
| Las Cañas            | Otros (#)                            | Partido Colorado |             |  |  |  |  |  |  |  |  |  |
| Las Cañas            | Votos anulados                       |                  |             |  |  |  |  |  |  |  |  |  |
| Las Cañas            | Votos en blanco                      |                  |             |  |  |  |  |  |  |  |  |  |
| Las Cañas            | Total de votos emitidos a candidatos |                  |             |  |  |  |  |  |  |  |  |  |
| Las Cañas            | Total de votos emitidos              |                  |             |  |  |  |  |  |  |  |  |  |
| Las Cañas            | Total de electores habilitados       |                  |             |  |  |  |  |  |  |  |  |  |
|                      |                                      |                  |             |  |  |  |  |  |  |  |  |  |
| Plácido Rosas        |                                      | Partido Nacional | Candidato 1 |  |  |  |  |  |  |  |  |  |
| Plácido Rosas        | Candidato 2                          | Partido Nacional |             |  |  |  |  |  |  |  |  |  |
| Plácido Rosas        | Otros (#)                            | Partido Nacional |             |  |  |  |  |  |  |  |  |  |
| Plácido Rosas        |                                      | Frente Amplio    | Candidato 1 |  |  |  |  |  |  |  |  |  |
| Plácido Rosas        | Candidato 2                          | Frente Amplio    |             |  |  |  |  |  |  |  |  |  |
| Plácido Rosas        | Otros (#)                            | Frente Amplio    |             |  |  |  |  |  |  |  |  |  |
| Plácido Rosas        |                                      | Partido Colorado | Candidato 1 |  |  |  |  |  |  |  |  |  |
| Plácido Rosas        | Candidato 2                          | Partido Colorado |             |  |  |  |  |  |  |  |  |  |
| Plácido Rosas        | Otros (#)                            | Partido Colorado |             |  |  |  |  |  |  |  |  |  |
| Plácido Rosas        | Votos anulados                       |                  |             |  |  |  |  |  |  |  |  |  |
| Plácido Rosas        | Votos en blanco                      |                  |             |  |  |  |  |  |  |  |  |  |
| Plácido Rosas        | Total de votos emitidos a candidatos |                  |             |  |  |  |  |  |  |  |  |  |
| Plácido Rosas        | Total de votos emitidos              |                  |             |  |  |  |  |  |  |  |  |  |
| Plácido Rosas        | Total de electores habilitados       |                  |             |  |  |  |  |  |  |  |  |  |
|                      |                                      |                  |             |  |  |  |  |  |  |  |  |  |
| Quebracho            |                                      | Partido Nacional | Candidato 1 |  |  |  |  |  |  |  |  |  |
| Quebracho            | Candidato 2                          | Partido Nacional |             |  |  |  |  |  |  |  |  |  |
| Quebracho            | Otros (#)                            | Partido Nacional |             |  |  |  |  |  |  |  |  |  |
| Quebracho            |                                      | Frente Amplio    | Candidato 1 |  |  |  |  |  |  |  |  |  |
| Quebracho            | Candidato 2                          | Frente Amplio    |             |  |  |  |  |  |  |  |  |  |
| Quebracho            | Otros (#)                            | Frente Amplio    |             |  |  |  |  |  |  |  |  |  |
| Quebracho            |                                      | Partido Colorado | Candidato 1 |  |  |  |  |  |  |  |  |  |
| Quebracho            | Candidato 2                          | Partido Colorado |             |  |  |  |  |  |  |  |  |  |
| Quebracho            | Otros (#)                            | Partido Colorado |             |  |  |  |  |  |  |  |  |  |
| Quebracho            | Votos anulados                       |                  |             |  |  |  |  |  |  |  |  |  |
| Quebracho            | Votos en blanco                      |                  |             |  |  |  |  |  |  |  |  |  |
| Quebracho            | Total de votos emitidos a candidatos |                  |             |  |  |  |  |  |  |  |  |  |
| Quebracho            | Total de votos emitidos              |                  |             |  |  |  |  |  |  |  |  |  |
| Quebracho            | Total de electores habilitados       |                  |             |  |  |  |  |  |  |  |  |  |
|                      |                                      |                  |             |  |  |  |  |  |  |  |  |  |
| Ramón Trigo          |                                      | Partido Nacional | Candidato 1 |  |  |  |  |  |  |  |  |  |
| Ramón Trigo          | Candidato 2                          | Partido Nacional |             |  |  |  |  |  |  |  |  |  |
| Ramón Trigo          | Otros (#)                            | Partido Nacional |             |  |  |  |  |  |  |  |  |  |
| Ramón Trigo          |                                      | Frente Amplio    | Candidato 1 |  |  |  |  |  |  |  |  |  |
| Ramón Trigo          | Candidato 2                          | Frente Amplio    |             |  |  |  |  |  |  |  |  |  |
| Ramón Trigo          | Otros (#)                            | Frente Amplio    |             |  |  |  |  |  |  |  |  |  |
| Ramón Trigo          |                                      | Partido Colorado | Candidato 1 |  |  |  |  |  |  |  |  |  |
| Ramón Trigo          | Candidato 2                          | Partido Colorado |             |  |  |  |  |  |  |  |  |  |
| Ramón Trigo          | Otros (#)                            | Partido Colorado |             |  |  |  |  |  |  |  |  |  |
| Ramón Trigo          | Votos anulados                       |                  |             |  |  |  |  |  |  |  |  |  |
| Ramón Trigo          | Votos en blanco                      |                  |             |  |  |  |  |  |  |  |  |  |
| Ramón Trigo          | Total de votos emitidos a candidatos |                  |             |  |  |  |  |  |  |  |  |  |
| Ramón Trigo          | Total de votos emitidos              |                  |             |  |  |  |  |  |  |  |  |  |
| Ramón Trigo          | Total de electores habilitados       |                  |             |  |  |  |  |  |  |  |  |  |
|                      |                                      |                  |             |  |  |  |  |  |  |  |  |  |
| Río Branco           |                                      | Partido Nacional | Candidato 1 |  |  |  |  |  |  |  |  |  |
| Río Branco           | Candidato 2                          | Partido Nacional |             |  |  |  |  |  |  |  |  |  |
| Río Branco           | Otros (#)                            | Partido Nacional |             |  |  |  |  |  |  |  |  |  |
| Río Branco           |                                      | Frente Amplio    | Candidato 1 |  |  |  |  |  |  |  |  |  |
| Río Branco           | Candidato 2                          | Frente Amplio    |             |  |  |  |  |  |  |  |  |  |
| Río Branco           | Otros (#)                            | Frente Amplio    |             |  |  |  |  |  |  |  |  |  |
| Río Branco           |                                      | Partido Colorado | Candidato 1 |  |  |  |  |  |  |  |  |  |
| Río Branco           | Candidato 2                          | Partido Colorado |             |  |  |  |  |  |  |  |  |  |
| Río Branco           | Otros (#)                            | Partido Colorado |             |  |  |  |  |  |  |  |  |  |
| Río Branco           | Votos anulados                       |                  |             |  |  |  |  |  |  |  |  |  |
| Río Branco           | Votos en blanco                      |                  |             |  |  |  |  |  |  |  |  |  |
| Río Branco           | Total de votos emitidos a candidatos |                  |             |  |  |  |  |  |  |  |  |  |
| Río Branco           | Total de votos emitidos              |                  |             |  |  |  |  |  |  |  |  |  |
| Río Branco           | Total de electores habilitados       |                  |             |  |  |  |  |  |  |  |  |  |
|                      |                                      |                  |             |  |  |  |  |  |  |  |  |  |
| Tres Islas           |                                      | Partido Nacional | Candidato 1 |  |  |  |  |  |  |  |  |  |
| Tres Islas           | Candidato 2                          | Partido Nacional |             |  |  |  |  |  |  |  |  |  |
| Tres Islas           | Otros (#)                            | Partido Nacional |             |  |  |  |  |  |  |  |  |  |
| Tres Islas           |                                      | Frente Amplio    | Candidato 1 |  |  |  |  |  |  |  |  |  |
| Tres Islas           | Candidato 2                          | Frente Amplio    |             |  |  |  |  |  |  |  |  |  |
| Tres Islas           | Otros (#)                            | Frente Amplio    |             |  |  |  |  |  |  |  |  |  |
| Tres Islas           |                                      | Partido Colorado | Candidato 1 |  |  |  |  |  |  |  |  |  |
| Tres Islas           | Candidato 2                          | Partido Colorado |             |  |  |  |  |  |  |  |  |  |
| Tres Islas           | Otros (#)                            | Partido Colorado |             |  |  |  |  |  |  |  |  |  |
| Tres Islas           | Votos anulados                       |                  |             |  |  |  |  |  |  |  |  |  |
| Tres Islas           | Votos en blanco                      |                  |             |  |  |  |  |  |  |  |  |  |
| Tres Islas           | Total de votos emitidos a candidatos |                  |             |  |  |  |  |  |  |  |  |  |
| Tres Islas           | Total de votos emitidos              |                  |             |  |  |  |  |  |  |  |  |  |
| Tres Islas           | Total de electores habilitados       |                  |             |  |  |  |  |  |  |  |  |  |
|                      |                                      |                  |             |  |  |  |  |  |  |  |  |  |
| Tupambaé             |                                      | Partido Nacional | Candidato 1 |  |  |  |  |  |  |  |  |  |
| Tupambaé             | Candidato 2                          | Partido Nacional |             |  |  |  |  |  |  |  |  |  |
| Tupambaé             | Otros (#)                            | Partido Nacional |             |  |  |  |  |  |  |  |  |  |
| Tupambaé             |                                      | Frente Amplio    | Candidato 1 |  |  |  |  |  |  |  |  |  |
| Tupambaé             | Candidato 2                          | Frente Amplio    |             |  |  |  |  |  |  |  |  |  |
| Tupambaé             | Otros (#)                            | Frente Amplio    |             |  |  |  |  |  |  |  |  |  |
| Tupambaé             |                                      | Partido Colorado | Candidato 1 |  |  |  |  |  |  |  |  |  |
| Tupambaé             | Candidato 2                          | Partido Colorado |             |  |  |  |  |  |  |  |  |  |
| Tupambaé             | Otros (#)                            | Partido Colorado |             |  |  |  |  |  |  |  |  |  |
| Tupambaé             | Votos anulados                       |                  |             |  |  |  |  |  |  |  |  |  |
| Tupambaé             | Votos en blanco                      |                  |             |  |  |  |  |  |  |  |  |  |
| Tupambaé             | Total de votos emitidos a candidatos |                  |             |  |  |  |  |  |  |  |  |  |
| Tupambaé             | Total de votos emitidos              |                  |             |  |  |  |  |  |  |  |  |  |
| Tupambaé             | Total de electores habilitados       |                  |             |  |  |  |  |  |  |  |  |  |

### Colonia

#### Departamentales
|  | 29,50 % |

|  | 54,59 % |

|  | 24,82 % |

|  | 23,33 % |

|  | 30,28 % |

|  | 6,60 % |

|  | 2,87 % |

|  | 2,87 % |

|  | 0,22 % |

|  | 0,22 % |

|  | 12,03 % |

|  | 96,56 % |

|  | 3,44 % |

|  | 88,50 % |

|  | 100 % |

#### Municipales
- Carmelo
- Colonia Valdense
- Colonia Miguelete
- Conchillas
- Cufré
- Florencio Sánchez
- Juan L. Lacaze
- La Paz
- Nueva Helvecia
- Nueva Palmira
- Ombúes de Lavalle
- Rosario
- Tarariras

| Carmelo           |                                      | Partido Nacional | Candidato 1 |  |  |  |  |  |  |  |  |  |
| Carmelo           | Candidato 2                          | Partido Nacional |             |  |  |  |  |  |  |  |  |  |
| Carmelo           | Otros (#)                            | Partido Nacional |             |  |  |  |  |  |  |  |  |  |
| Carmelo           |                                      | Frente Amplio    | Candidato 1 |  |  |  |  |  |  |  |  |  |
| Carmelo           | Candidato 2                          | Frente Amplio    |             |  |  |  |  |  |  |  |  |  |
| Carmelo           | Otros (#)                            | Frente Amplio    |             |  |  |  |  |  |  |  |  |  |
| Carmelo           |                                      | Partido Colorado | Candidato 1 |  |  |  |  |  |  |  |  |  |
| Carmelo           | Candidato 2                          | Partido Colorado |             |  |  |  |  |  |  |  |  |  |
| Carmelo           | Otros (#)                            | Partido Colorado |             |  |  |  |  |  |  |  |  |  |
| Carmelo           |                                      | Asamblea Popular | Candidato 1 |  |  |  |  |  |  |  |  |  |
| Carmelo           | Candidato 2                          | Asamblea Popular |             |  |  |  |  |  |  |  |  |  |
| Carmelo           | Otros (#)                            | Asamblea Popular |             |  |  |  |  |  |  |  |  |  |
| Carmelo           | Votos anulados                       |                  |             |  |  |  |  |  |  |  |  |  |
| Carmelo           | Votos en blanco                      |                  |             |  |  |  |  |  |  |  |  |  |
| Carmelo           | Total de votos emitidos a candidatos |                  |             |  |  |  |  |  |  |  |  |  |
| Carmelo           | Total de votos emitidos              |                  |             |  |  |  |  |  |  |  |  |  |
| Carmelo           | Total de electores habilitados       |                  |             |  |  |  |  |  |  |  |  |  |
|                   |                                      |                  |             |  |  |  |  |  |  |  |  |  |
| Colonia Valdense  |                                      | Partido Nacional | Candidato 1 |  |  |  |  |  |  |  |  |  |
| Colonia Valdense  | Candidato 2                          | Partido Nacional |             |  |  |  |  |  |  |  |  |  |
| Colonia Valdense  | Otros (#)                            | Partido Nacional |             |  |  |  |  |  |  |  |  |  |
| Colonia Valdense  |                                      | Frente Amplio    | Candidato 1 |  |  |  |  |  |  |  |  |  |
| Colonia Valdense  | Candidato 2                          | Frente Amplio    |             |  |  |  |  |  |  |  |  |  |
| Colonia Valdense  | Otros (#)                            | Frente Amplio    |             |  |  |  |  |  |  |  |  |  |
| Colonia Valdense  |                                      | Partido Colorado | Candidato 1 |  |  |  |  |  |  |  |  |  |
| Colonia Valdense  | Candidato 2                          | Partido Colorado |             |  |  |  |  |  |  |  |  |  |
| Colonia Valdense  | Otros (#)                            | Partido Colorado |             |  |  |  |  |  |  |  |  |  |
| Colonia Valdense  |                                      | Asamblea Popular | Candidato 1 |  |  |  |  |  |  |  |  |  |
| Colonia Valdense  | Candidato 2                          | Asamblea Popular |             |  |  |  |  |  |  |  |  |  |
| Colonia Valdense  | Otros (#)                            | Asamblea Popular |             |  |  |  |  |  |  |  |  |  |
| Colonia Valdense  | Votos anulados                       |                  |             |  |  |  |  |  |  |  |  |  |
| Colonia Valdense  | Votos en blanco                      |                  |             |  |  |  |  |  |  |  |  |  |
| Colonia Valdense  | Total de votos emitidos a candidatos |                  |             |  |  |  |  |  |  |  |  |  |
| Colonia Valdense  | Total de votos emitidos              |                  |             |  |  |  |  |  |  |  |  |  |
| Colonia Valdense  | Total de electores habilitados       |                  |             |  |  |  |  |  |  |  |  |  |
|                   |                                      |                  |             |  |  |  |  |  |  |  |  |  |
| Colonia Miguelete |                                      | Partido Nacional | Candidato 1 |  |  |  |  |  |  |  |  |  |
| Colonia Miguelete | Candidato 2                          | Partido Nacional |             |  |  |  |  |  |  |  |  |  |
| Colonia Miguelete | Otros (#)                            | Partido Nacional |             |  |  |  |  |  |  |  |  |  |
| Colonia Miguelete |                                      | Frente Amplio    | Candidato 1 |  |  |  |  |  |  |  |  |  |
| Colonia Miguelete | Candidato 2                          | Frente Amplio    |             |  |  |  |  |  |  |  |  |  |
| Colonia Miguelete | Otros (#)                            | Frente Amplio    |             |  |  |  |  |  |  |  |  |  |
| Colonia Miguelete |                                      | Partido Colorado | Candidato 1 |  |  |  |  |  |  |  |  |  |
| Colonia Miguelete | Candidato 2                          | Partido Colorado |             |  |  |  |  |  |  |  |  |  |
| Colonia Miguelete | Otros (#)                            | Partido Colorado |             |  |  |  |  |  |  |  |  |  |
| Colonia Miguelete |                                      | Asamblea Popular | Candidato 1 |  |  |  |  |  |  |  |  |  |
| Colonia Miguelete | Candidato 2                          | Asamblea Popular |             |  |  |  |  |  |  |  |  |  |
| Colonia Miguelete | Otros (#)                            | Asamblea Popular |             |  |  |  |  |  |  |  |  |  |
| Colonia Miguelete | Votos anulados                       |                  |             |  |  |  |  |  |  |  |  |  |
| Colonia Miguelete | Votos en blanco                      |                  |             |  |  |  |  |  |  |  |  |  |
| Colonia Miguelete | Total de votos emitidos a candidatos |                  |             |  |  |  |  |  |  |  |  |  |
| Colonia Miguelete | Total de votos emitidos              |                  |             |  |  |  |  |  |  |  |  |  |
| Colonia Miguelete | Total de electores habilitados       |                  |             |  |  |  |  |  |  |  |  |  |
|                   |                                      |                  |             |  |  |  |  |  |  |  |  |  |
| Conchillas        |                                      | Partido Nacional | Candidato 1 |  |  |  |  |  |  |  |  |  |
| Conchillas        | Candidato 2                          | Partido Nacional |             |  |  |  |  |  |  |  |  |  |
| Conchillas        | Otros (#)                            | Partido Nacional |             |  |  |  |  |  |  |  |  |  |
| Conchillas        |                                      | Frente Amplio    | Candidato 1 |  |  |  |  |  |  |  |  |  |
| Conchillas        | Candidato 2                          | Frente Amplio    |             |  |  |  |  |  |  |  |  |  |
| Conchillas        | Otros (#)                            | Frente Amplio    |             |  |  |  |  |  |  |  |  |  |
| Conchillas        |                                      | Partido Colorado | Candidato 1 |  |  |  |  |  |  |  |  |  |
| Conchillas        | Candidato 2                          | Partido Colorado |             |  |  |  |  |  |  |  |  |  |
| Conchillas        | Otros (#)                            | Partido Colorado |             |  |  |  |  |  |  |  |  |  |
| Conchillas        |                                      | Asamblea Popular | Candidato 1 |  |  |  |  |  |  |  |  |  |
| Conchillas        | Candidato 2                          | Asamblea Popular |             |  |  |  |  |  |  |  |  |  |
| Conchillas        | Otros (#)                            | Asamblea Popular |             |  |  |  |  |  |  |  |  |  |
| Conchillas        | Votos anulados                       |                  |             |  |  |  |  |  |  |  |  |  |
| Conchillas        | Votos en blanco                      |                  |             |  |  |  |  |  |  |  |  |  |
| Conchillas        | Total de votos emitidos a candidatos |                  |             |  |  |  |  |  |  |  |  |  |
| Conchillas        | Total de votos emitidos              |                  |             |  |  |  |  |  |  |  |  |  |
| Conchillas        | Total de electores habilitados       |                  |             |  |  |  |  |  |  |  |  |  |
|                   |                                      |                  |             |  |  |  |  |  |  |  |  |  |
| Cufré             |                                      | Partido Nacional | Candidato 1 |  |  |  |  |  |  |  |  |  |
| Cufré             | Candidato 2                          | Partido Nacional |             |  |  |  |  |  |  |  |  |  |
| Cufré             | Otros (#)                            | Partido Nacional |             |  |  |  |  |  |  |  |  |  |
| Cufré             |                                      | Frente Amplio    | Candidato 1 |  |  |  |  |  |  |  |  |  |
| Cufré             | Candidato 2                          | Frente Amplio    |             |  |  |  |  |  |  |  |  |  |
| Cufré             | Otros (#)                            | Frente Amplio    |             |  |  |  |  |  |  |  |  |  |
| Cufré             |                                      | Partido Colorado | Candidato 1 |  |  |  |  |  |  |  |  |  |
| Cufré             | Candidato 2                          | Partido Colorado |             |  |  |  |  |  |  |  |  |  |
| Cufré             | Otros (#)                            | Partido Colorado |             |  |  |  |  |  |  |  |  |  |
| Cufré             |                                      | Asamblea Popular | Candidato 1 |  |  |  |  |  |  |  |  |  |
| Cufré             | Candidato 2                          | Asamblea Popular |             |  |  |  |  |  |  |  |  |  |
| Cufré             | Otros (#)                            | Asamblea Popular |             |  |  |  |  |  |  |  |  |  |
| Cufré             | Votos anulados                       |                  |             |  |  |  |  |  |  |  |  |  |
| Cufré             | Votos en blanco                      |                  |             |  |  |  |  |  |  |  |  |  |
| Cufré             | Total de votos emitidos a candidatos |                  |             |  |  |  |  |  |  |  |  |  |
| Cufré             | Total de votos emitidos              |                  |             |  |  |  |  |  |  |  |  |  |
| Cufré             | Total de electores habilitados       |                  |             |  |  |  |  |  |  |  |  |  |
|                   |                                      |                  |             |  |  |  |  |  |  |  |  |  |
| Florencio Sánchez |                                      | Partido Nacional | Candidato 1 |  |  |  |  |  |  |  |  |  |
| Florencio Sánchez | Candidato 2                          | Partido Nacional |             |  |  |  |  |  |  |  |  |  |
| Florencio Sánchez | Otros (#)                            | Partido Nacional |             |  |  |  |  |  |  |  |  |  |
| Florencio Sánchez |                                      | Frente Amplio    | Candidato 1 |  |  |  |  |  |  |  |  |  |
| Florencio Sánchez | Candidato 2                          | Frente Amplio    |             |  |  |  |  |  |  |  |  |  |
| Florencio Sánchez | Otros (#)                            | Frente Amplio    |             |  |  |  |  |  |  |  |  |  |
| Florencio Sánchez |                                      | Partido Colorado | Candidato 1 |  |  |  |  |  |  |  |  |  |
| Florencio Sánchez | Candidato 2                          | Partido Colorado |             |  |  |  |  |  |  |  |  |  |
| Florencio Sánchez | Otros (#)                            | Partido Colorado |             |  |  |  |  |  |  |  |  |  |
| Florencio Sánchez |                                      | Asamblea Popular | Candidato 1 |  |  |  |  |  |  |  |  |  |
| Florencio Sánchez | Candidato 2                          | Asamblea Popular |             |  |  |  |  |  |  |  |  |  |
| Florencio Sánchez | Otros (#)                            | Asamblea Popular |             |  |  |  |  |  |  |  |  |  |
| Florencio Sánchez | Votos anulados                       |                  |             |  |  |  |  |  |  |  |  |  |
| Florencio Sánchez | Votos en blanco                      |                  |             |  |  |  |  |  |  |  |  |  |
| Florencio Sánchez | Total de votos emitidos a candidatos |                  |             |  |  |  |  |  |  |  |  |  |
| Florencio Sánchez | Total de votos emitidos              |                  |             |  |  |  |  |  |  |  |  |  |
| Florencio Sánchez | Total de electores habilitados       |                  |             |  |  |  |  |  |  |  |  |  |
|                   |                                      |                  |             |  |  |  |  |  |  |  |  |  |
| Juan L. Lacaze    |                                      | Partido Nacional | Candidato 1 |  |  |  |  |  |  |  |  |  |
| Juan L. Lacaze    | Candidato 2                          | Partido Nacional |             |  |  |  |  |  |  |  |  |  |
| Juan L. Lacaze    | Otros (#)                            | Partido Nacional |             |  |  |  |  |  |  |  |  |  |
| Juan L. Lacaze    |                                      | Frente Amplio    | Candidato 1 |  |  |  |  |  |  |  |  |  |
| Juan L. Lacaze    | Candidato 2                          | Frente Amplio    |             |  |  |  |  |  |  |  |  |  |
| Juan L. Lacaze    | Otros (#)                            | Frente Amplio    |             |  |  |  |  |  |  |  |  |  |
| Juan L. Lacaze    |                                      | Partido Colorado | Candidato 1 |  |  |  |  |  |  |  |  |  |
| Juan L. Lacaze    | Candidato 2                          | Partido Colorado |             |  |  |  |  |  |  |  |  |  |
| Juan L. Lacaze    | Otros (#)                            | Partido Colorado |             |  |  |  |  |  |  |  |  |  |
| Juan L. Lacaze    |                                      | Asamblea Popular | Candidato 1 |  |  |  |  |  |  |  |  |  |
| Juan L. Lacaze    | Candidato 2                          | Asamblea Popular |             |  |  |  |  |  |  |  |  |  |
| Juan L. Lacaze    | Otros (#)                            | Asamblea Popular |             |  |  |  |  |  |  |  |  |  |
| Juan L. Lacaze    | Votos anulados                       |                  |             |  |  |  |  |  |  |  |  |  |
| Juan L. Lacaze    | Votos en blanco                      |                  |             |  |  |  |  |  |  |  |  |  |
| Juan L. Lacaze    | Total de votos emitidos a candidatos |                  |             |  |  |  |  |  |  |  |  |  |
| Juan L. Lacaze    | Total de votos emitidos              |                  |             |  |  |  |  |  |  |  |  |  |
| Juan L. Lacaze    | Total de electores habilitados       |                  |             |  |  |  |  |  |  |  |  |  |
|                   |                                      |                  |             |  |  |  |  |  |  |  |  |  |
| La Paz            |                                      | Partido Nacional | Candidato 1 |  |  |  |  |  |  |  |  |  |
| La Paz            | Candidato 2                          | Partido Nacional |             |  |  |  |  |  |  |  |  |  |
| La Paz            | Otros (#)                            | Partido Nacional |             |  |  |  |  |  |  |  |  |  |
| La Paz            |                                      | Frente Amplio    | Candidato 1 |  |  |  |  |  |  |  |  |  |
| La Paz            | Candidato 2                          | Frente Amplio    |             |  |  |  |  |  |  |  |  |  |
| La Paz            | Otros (#)                            | Frente Amplio    |             |  |  |  |  |  |  |  |  |  |
| La Paz            |                                      | Partido Colorado | Candidato 1 |  |  |  |  |  |  |  |  |  |
| La Paz            | Candidato 2                          | Partido Colorado |             |  |  |  |  |  |  |  |  |  |
| La Paz            | Otros (#)                            | Partido Colorado |             |  |  |  |  |  |  |  |  |  |
| La Paz            |                                      | Asamblea Popular | Candidato 1 |  |  |  |  |  |  |  |  |  |
| La Paz            | Candidato 2                          | Asamblea Popular |             |  |  |  |  |  |  |  |  |  |
| La Paz            | Otros (#)                            | Asamblea Popular |             |  |  |  |  |  |  |  |  |  |
| La Paz            | Votos anulados                       |                  |             |  |  |  |  |  |  |  |  |  |
| La Paz            | Votos en blanco                      |                  |             |  |  |  |  |  |  |  |  |  |
| La Paz            | Total de votos emitidos a candidatos |                  |             |  |  |  |  |  |  |  |  |  |
| La Paz            | Total de votos emitidos              |                  |             |  |  |  |  |  |  |  |  |  |
| La Paz            | Total de electores habilitados       |                  |             |  |  |  |  |  |  |  |  |  |
|                   |                                      |                  |             |  |  |  |  |  |  |  |  |  |
| Nueva Helvecia    |                                      | Partido Nacional | Candidato 1 |  |  |  |  |  |  |  |  |  |
| Nueva Helvecia    | Candidato 2                          | Partido Nacional |             |  |  |  |  |  |  |  |  |  |
| Nueva Helvecia    | Otros (#)                            | Partido Nacional |             |  |  |  |  |  |  |  |  |  |
| Nueva Helvecia    |                                      | Frente Amplio    | Candidato 1 |  |  |  |  |  |  |  |  |  |
| Nueva Helvecia    | Candidato 2                          | Frente Amplio    |             |  |  |  |  |  |  |  |  |  |
| Nueva Helvecia    | Otros (#)                            | Frente Amplio    |             |  |  |  |  |  |  |  |  |  |
| Nueva Helvecia    |                                      | Partido Colorado | Candidato 1 |  |  |  |  |  |  |  |  |  |
| Nueva Helvecia    | Candidato 2                          | Partido Colorado |             |  |  |  |  |  |  |  |  |  |
| Nueva Helvecia    | Otros (#)                            | Partido Colorado |             |  |  |  |  |  |  |  |  |  |
| Nueva Helvecia    |                                      | Asamblea Popular | Candidato 1 |  |  |  |  |  |  |  |  |  |
| Nueva Helvecia    | Candidato 2                          | Asamblea Popular |             |  |  |  |  |  |  |  |  |  |
| Nueva Helvecia    | Otros (#)                            | Asamblea Popular |             |  |  |  |  |  |  |  |  |  |
| Nueva Helvecia    | Votos anulados                       |                  |             |  |  |  |  |  |  |  |  |  |
| Nueva Helvecia    | Votos en blanco                      |                  |             |  |  |  |  |  |  |  |  |  |
| Nueva Helvecia    | Total de votos emitidos a candidatos |                  |             |  |  |  |  |  |  |  |  |  |
| Nueva Helvecia    | Total de votos emitidos              |                  |             |  |  |  |  |  |  |  |  |  |
| Nueva Helvecia    | Total de electores habilitados       |                  |             |  |  |  |  |  |  |  |  |  |
|                   |                                      |                  |             |  |  |  |  |  |  |  |  |  |
| Nueva Palmira     |                                      | Partido Nacional | Candidato 1 |  |  |  |  |  |  |  |  |  |
| Nueva Palmira     | Candidato 2                          | Partido Nacional |             |  |  |  |  |  |  |  |  |  |
| Nueva Palmira     | Otros (#)                            | Partido Nacional |             |  |  |  |  |  |  |  |  |  |
| Nueva Palmira     |                                      | Frente Amplio    | Candidato 1 |  |  |  |  |  |  |  |  |  |
| Nueva Palmira     | Candidato 2                          | Frente Amplio    |             |  |  |  |  |  |  |  |  |  |
| Nueva Palmira     | Otros (#)                            | Frente Amplio    |             |  |  |  |  |  |  |  |  |  |
| Nueva Palmira     |                                      | Partido Colorado | Candidato 1 |  |  |  |  |  |  |  |  |  |
| Nueva Palmira     | Candidato 2                          | Partido Colorado |             |  |  |  |  |  |  |  |  |  |
| Nueva Palmira     | Otros (#)                            | Partido Colorado |             |  |  |  |  |  |  |  |  |  |
| Nueva Palmira     |                                      | Asamblea Popular | Candidato 1 |  |  |  |  |  |  |  |  |  |
| Nueva Palmira     | Candidato 2                          | Asamblea Popular |             |  |  |  |  |  |  |  |  |  |
| Nueva Palmira     | Otros (#)                            | Asamblea Popular |             |  |  |  |  |  |  |  |  |  |
| Nueva Palmira     | Votos anulados                       |                  |             |  |  |  |  |  |  |  |  |  |
| Nueva Palmira     | Votos en blanco                      |                  |             |  |  |  |  |  |  |  |  |  |
| Nueva Palmira     | Total de votos emitidos a candidatos |                  |             |  |  |  |  |  |  |  |  |  |
| Nueva Palmira     | Total de votos emitidos              |                  |             |  |  |  |  |  |  |  |  |  |
| Nueva Palmira     | Total de electores habilitados       |                  |             |  |  |  |  |  |  |  |  |  |
|                   |                                      |                  |             |  |  |  |  |  |  |  |  |  |
| Ombúes de Lavalle |                                      | Partido Nacional | Candidato 1 |  |  |  |  |  |  |  |  |  |
| Ombúes de Lavalle | Candidato 2                          | Partido Nacional |             |  |  |  |  |  |  |  |  |  |
| Ombúes de Lavalle | Otros (#)                            | Partido Nacional |             |  |  |  |  |  |  |  |  |  |
| Ombúes de Lavalle |                                      | Frente Amplio    | Candidato 1 |  |  |  |  |  |  |  |  |  |
| Ombúes de Lavalle | Candidato 2                          | Frente Amplio    |             |  |  |  |  |  |  |  |  |  |
| Ombúes de Lavalle | Otros (#)                            | Frente Amplio    |             |  |  |  |  |  |  |  |  |  |
| Ombúes de Lavalle |                                      | Partido Colorado | Candidato 1 |  |  |  |  |  |  |  |  |  |
| Ombúes de Lavalle | Candidato 2                          | Partido Colorado |             |  |  |  |  |  |  |  |  |  |
| Ombúes de Lavalle | Otros (#)                            | Partido Colorado |             |  |  |  |  |  |  |  |  |  |
| Ombúes de Lavalle |                                      | Asamblea Popular | Candidato 1 |  |  |  |  |  |  |  |  |  |
| Ombúes de Lavalle | Candidato 2                          | Asamblea Popular |             |  |  |  |  |  |  |  |  |  |
| Ombúes de Lavalle | Otros (#)                            | Asamblea Popular |             |  |  |  |  |  |  |  |  |  |
| Ombúes de Lavalle | Votos anulados                       |                  |             |  |  |  |  |  |  |  |  |  |
| Ombúes de Lavalle | Votos en blanco                      |                  |             |  |  |  |  |  |  |  |  |  |
| Ombúes de Lavalle | Total de votos emitidos a candidatos |                  |             |  |  |  |  |  |  |  |  |  |
| Ombúes de Lavalle | Total de votos emitidos              |                  |             |  |  |  |  |  |  |  |  |  |
| Ombúes de Lavalle | Total de electores habilitados       |                  |             |  |  |  |  |  |  |  |  |  |
|                   |                                      |                  |             |  |  |  |  |  |  |  |  |  |
| Rosario           |                                      | Partido Nacional | Candidato 1 |  |  |  |  |  |  |  |  |  |
| Rosario           | Candidato 2                          | Partido Nacional |             |  |  |  |  |  |  |  |  |  |
| Rosario           | Otros (#)                            | Partido Nacional |             |  |  |  |  |  |  |  |  |  |
| Rosario           |                                      | Frente Amplio    | Candidato 1 |  |  |  |  |  |  |  |  |  |
| Rosario           | Candidato 2                          | Frente Amplio    |             |  |  |  |  |  |  |  |  |  |
| Rosario           | Otros (#)                            | Frente Amplio    |             |  |  |  |  |  |  |  |  |  |
| Rosario           |                                      | Partido Colorado | Candidato 1 |  |  |  |  |  |  |  |  |  |
| Rosario           | Candidato 2                          | Partido Colorado |             |  |  |  |  |  |  |  |  |  |
| Rosario           | Otros (#)                            | Partido Colorado |             |  |  |  |  |  |  |  |  |  |
| Rosario           |                                      | Asamblea Popular | Candidato 1 |  |  |  |  |  |  |  |  |  |
| Rosario           | Candidato 2                          | Asamblea Popular |             |  |  |  |  |  |  |  |  |  |
| Rosario           | Otros (#)                            | Asamblea Popular |             |  |  |  |  |  |  |  |  |  |
| Rosario           | Votos anulados                       |                  |             |  |  |  |  |  |  |  |  |  |
| Rosario           | Votos en blanco                      |                  |             |  |  |  |  |  |  |  |  |  |
| Rosario           | Total de votos emitidos a candidatos |                  |             |  |  |  |  |  |  |  |  |  |
| Rosario           | Total de votos emitidos              |                  |             |  |  |  |  |  |  |  |  |  |
| Rosario           | Total de electores habilitados       |                  |             |  |  |  |  |  |  |  |  |  |
|                   |                                      |                  |             |  |  |  |  |  |  |  |  |  |
| Tarariras         |                                      | Partido Nacional | Candidato 1 |  |  |  |  |  |  |  |  |  |
| Tarariras         | Candidato 2                          | Partido Nacional |             |  |  |  |  |  |  |  |  |  |
| Tarariras         | Otros (#)                            | Partido Nacional |             |  |  |  |  |  |  |  |  |  |
| Tarariras         |                                      | Frente Amplio    | Candidato 1 |  |  |  |  |  |  |  |  |  |
| Tarariras         | Candidato 2                          | Frente Amplio    |             |  |  |  |  |  |  |  |  |  |
| Tarariras         | Otros (#)                            | Frente Amplio    |             |  |  |  |  |  |  |  |  |  |
| Tarariras         |                                      | Partido Colorado | Candidato 1 |  |  |  |  |  |  |  |  |  |
| Tarariras         | Candidato 2                          | Partido Colorado |             |  |  |  |  |  |  |  |  |  |
| Tarariras         | Otros (#)                            | Partido Colorado |             |  |  |  |  |  |  |  |  |  |
| Tarariras         |                                      | Asamblea Popular | Candidato 1 |  |  |  |  |  |  |  |  |  |
| Tarariras         | Candidato 2                          | Asamblea Popular |             |  |  |  |  |  |  |  |  |  |
| Tarariras         | Otros (#)                            | Asamblea Popular |             |  |  |  |  |  |  |  |  |  |
| Tarariras         | Votos anulados                       |                  |             |  |  |  |  |  |  |  |  |  |
| Tarariras         | Votos en blanco                      |                  |             |  |  |  |  |  |  |  |  |  |
| Tarariras         | Total de votos emitidos a candidatos |                  |             |  |  |  |  |  |  |  |  |  |
| Tarariras         | Total de votos emitidos              |                  |             |  |  |  |  |  |  |  |  |  |
| Tarariras         | Total de electores habilitados       |                  |             |  |  |  |  |  |  |  |  |  |

### Durazno

#### Departamentales
| Partido | Partido          | Candidato | Resultados | Resultados | Resultados      | Resultados  | Resultados |
| Partido | Partido          | Candidato | Votos      | %          | Votos (partido) | % (partido) | Ediles     |
| --- | ---------------- | --- | ---------- | ---------- | --------------- | ----------- | ---------- |
| | Partido Nacional | José Rielli Suplentes: 1. Pedro Bessonart 2. Diego Avila 3. María Burgues 4. Pablo Langone                   |            |            | 24.778          |             |            |
| Felipe Algorta Suplentes: 1. Jorge Reyna 2. José Luis Morena 3. Ana Laura Gadea 4. Luciana Cristiano                | Partido Nacional | |            |            | 24.778          |             |            |
| | Frente Amplio    | Mauricio Bertalmio Suplentes: 1. María Bocchiardo 2. Laura Baldenegro 3. Raúl Curbelo 4. Pedro Hernández     |            |            | 14.928          |             |            |
| Raúl Licandro Suplentes: 1. María del Rosario Juambeltz 2. Conrado Torena 3. Enrique Antonio 4. María Laura Delgado | Frente Amplio    | |            |            | 14.928          |             |            |
| | Partido Colorado | Rubén Monte de Oca Suplentes: 1. Adriana Viñales 2. José Pedro Varela 3. Adriana Madriaga 4. Roberto Eiraldi |            |            | 2.985           |             |            |
| Ana Laura Hunter Suplentes: 1. Edgardo Lerena 2. Marcelo Lujan 3. Leticia Blanco 4. Renzo Serena                    | Partido Colorado | |            |            | 2.985           |             |            |
| | Cabildo Abierto  | Carlos Kuster Suplentes: 1. Pablo Acosta 2. Silvia Moulia 3. Julio Ruso 4. María Julia Olivera               |            |            | 243             |             |            |
| | Asamblea Popular | Martín Barrero Suplentes: 1. Roberto Correa 2. Josefa Arrua 3. Braian Cabrera 4. Michael González            |            |            | 121             |             |            |
| Votos anulados |                  | |            |            |                 |             |            |
| Votos en blanco |                  | |            |            |                 |             |            |
| Total de votos válidos                                                                                              |                  | |            |            |                 |             |            |
| Total de votos emitidos                                                                                             |                  | |            |            |                 |             |            |
| Total de electores habilitados                                                                                      |                  | |            |            |                 |             |            |

#### Municipales
- Sarandí del Yí
- Villa del Carmen

| Municipio        | Partido                              | Partido          | Candidato   | Resultados | Resultados | Resultados      | Resultados  |
| Municipio        | Partido                              | Partido          | Candidato   | Votos      | %          | Votos (partido) | % (partido) |
| ---------------- | ------------------------------------ | ---------------- | ----------- | ---------- | ---------- | --------------- | ----------- |
| Sarandí del Yí   |                                      | Partido Nacional | Candidato 1 |            |            |                 |             |
| Sarandí del Yí   | Candidato 2                          | Partido Nacional |             |            |            |                 |             |
| Sarandí del Yí   | Otros (#)                            | Partido Nacional |             |            |            |                 |             |
| Sarandí del Yí   |                                      | Frente Amplio    | Candidato 1 |            |            |                 |             |
| Sarandí del Yí   | Candidato 2                          | Frente Amplio    |             |            |            |                 |             |
| Sarandí del Yí   | Otros (#)                            | Frente Amplio    |             |            |            |                 |             |
| Sarandí del Yí   |                                      | Partido Colorado | Candidato 1 |            |            |                 |             |
| Sarandí del Yí   | Candidato 2                          | Partido Colorado |             |            |            |                 |             |
| Sarandí del Yí   | Otros (#)                            | Partido Colorado |             |            |            |                 |             |
| Sarandí del Yí   |                                      | Cabildo Abierto  | Candidato 1 |            |            |                 |             |
| Sarandí del Yí   | Candidato 2                          | Cabildo Abierto  |             |            |            |                 |             |
| Sarandí del Yí   | Otros (#)                            | Cabildo Abierto  |             |            |            |                 |             |
| Sarandí del Yí   |                                      | Asamblea Popular | Candidato 1 |            |            |                 |             |
| Sarandí del Yí   | Candidato 2                          | Asamblea Popular |             |            |            |                 |             |
| Sarandí del Yí   | Otros (#)                            | Asamblea Popular |             |            |            |                 |             |
| Sarandí del Yí   | Votos anulados                       |                  |             |            |            |                 |             |
| Sarandí del Yí   | Votos en blanco                      |                  |             |            |            |                 |             |
| Sarandí del Yí   | Total de votos emitidos a candidatos |                  |             |            |            |                 |             |
| Sarandí del Yí   | Total de votos emitidos              |                  |             |            |            |                 |             |
| Sarandí del Yí   | Total de electores habilitados       |                  |             |            |            |                 |             |
|                  |                                      |                  |             |            |            |                 |             |
| Villa del Carmen |                                      | Partido Nacional | Candidato 1 |            |            |                 |             |
| Villa del Carmen | Candidato 2                          | Partido Nacional |             |            |            |                 |             |
| Villa del Carmen | Otros (#)                            | Partido Nacional |             |            |            |                 |             |
| Villa del Carmen |                                      | Frente Amplio    | Candidato 1 |            |            |                 |             |
| Villa del Carmen | Candidato 2                          | Frente Amplio    |             |            |            |                 |             |
| Villa del Carmen | Otros (#)                            | Frente Amplio    |             |            |            |                 |             |
| Villa del Carmen |                                      | Partido Colorado | Candidato 1 |            |            |                 |             |
| Villa del Carmen | Candidato 2                          | Partido Colorado |             |            |            |                 |             |
| Villa del Carmen | Otros (#)                            | Partido Colorado |             |            |            |                 |             |
| Villa del Carmen |                                      | Cabildo Abierto  | Candidato 1 |            |            |                 |             |
| Villa del Carmen | Candidato 2                          | Cabildo Abierto  |             |            |            |                 |             |
| Villa del Carmen | Otros (#)                            | Cabildo Abierto  |             |            |            |                 |             |
| Villa del Carmen |                                      | Asamblea Popular | Candidato 1 |            |            |                 |             |
| Villa del Carmen | Candidato 2                          | Asamblea Popular |             |            |            |                 |             |
| Villa del Carmen | Otros (#)                            | Asamblea Popular |             |            |            |                 |             |
| Villa del Carmen | Votos anulados                       |                  |             |            |            |                 |             |
| Villa del Carmen | Votos en blanco                      |                  |             |            |            |                 |             |
| Villa del Carmen | Total de votos emitidos a candidatos |                  |             |            |            |                 |             |
| Villa del Carmen | Total de votos emitidos              |                  |             |            |            |                 |             |
| Villa del Carmen | Total de electores habilitados       |                  |             |            |            |                 |             |

### Flores

#### Departamentales
|  | 42.45 % |

|  | 71.97 % |

|  | 29.21 % |

|  | 9.14 % |

|  | 16.88 % |

|  | 7.56 % |

|  | 4.04 % |

|  | 5.85 % |

|  | 1.39 % |

|  | 0.43 % |

|  | 0.93 % |

|  | 0.26 % |

|  | 0.24 % |

#### Municipales
- Ismael Cortinas

| Municipio       | Partido                              | Partido          | Candidato   | Resultados | Resultados | Resultados      | Resultados  |
| Municipio       | Partido                              | Partido          | Candidato   | Votos      | %          | Votos (partido) | % (partido) |
| --------------- | ------------------------------------ | ---------------- | ----------- | ---------- | ---------- | --------------- | ----------- |
| Ismael Cortinas |                                      | Partido Nacional | Candidato 1 |            |            |                 |             |
| Ismael Cortinas | Candidato 2                          | Partido Nacional |             |            |            |                 |             |
| Ismael Cortinas | Otros (#)                            | Partido Nacional |             |            |            |                 |             |
| Ismael Cortinas |                                      | Frente Amplio    | Candidato 1 |            |            |                 |             |
| Ismael Cortinas | Candidato 2                          | Frente Amplio    |             |            |            |                 |             |
| Ismael Cortinas | Otros (#)                            | Frente Amplio    |             |            |            |                 |             |
| Ismael Cortinas |                                      | Partido Colorado | Candidato 1 |            |            |                 |             |
| Ismael Cortinas | Candidato 2                          | Partido Colorado |             |            |            |                 |             |
| Ismael Cortinas | Otros (#)                            | Partido Colorado |             |            |            |                 |             |
| Ismael Cortinas |                                      | Cabildo Abierto  | Candidato 1 |            |            |                 |             |
| Ismael Cortinas | Candidato 2                          | Cabildo Abierto  |             |            |            |                 |             |
| Ismael Cortinas | Otros (#)                            | Cabildo Abierto  |             |            |            |                 |             |
| Ismael Cortinas | Votos anulados                       |                  |             |            |            |                 |             |
| Ismael Cortinas | Votos en blanco                      |                  |             |            |            |                 |             |
| Ismael Cortinas | Total de votos emitidos a candidatos |                  |             |            |            |                 |             |
| Ismael Cortinas | Total de votos emitidos              |                  |             |            |            |                 |             |
| Ismael Cortinas | Total de electores habilitados       |                  |             |            |            |                 |             |

### Florida

#### Departamentales
| Partido                                                                                               | Partido          | Candidato | Resultados | Resultados | Resultados      | Resultados  | Resultados |
| Partido                                                                                               | Partido          | Candidato | Votos      | %          | Votos (partido) | % (partido) | Ediles     |
| --- | ---------------- | --- | ---------- | ---------- | --------------- | ----------- | ---------- |
| | Partido Nacional | Carlos Enciso Suplentes: 1. Álvaro Rodríguez 2. Andrea Brugman 3. Arturo López 4. Celestino Martínez         |            |            | 26.244          |             |            |
| Cayetano Stopingi Suplentes: 1. William Martínez 2. Angélica Brum 3. Oribe Barboza 4. Cecilia Fontana | Partido Nacional | |            |            | 26.244          |             |            |
| | Frente Amplio    | Mariana Lorier Suplentes: 1. Nelson Mas Tirelli 2. Silvana Marroco 3. Giovanna de la Cruz 4. Ramón Juambeltz |            |            | 18.996          |             |            |
| Álvaro Vega Suplentes: 1. Lorena Azpiroz 2. Federico Caetano 3. María Álvarez 4. Natalie Irigoyen     | Frente Amplio    | |            |            | 18.996          |             |            |
| Juan Giachetto Suplentes: 1. Jodami Martínez 2. Daniel Ayala 3. César Falcón 4. Fabiel González       | Frente Amplio    | |            |            | 18.996          |             |            |
| | Partido Colorado | Pablo Lanz Suplentes: 1. María Rocha 2. Juan Trezza 3. Nicolás Urchitano 4. Graciela Alegretti               |            |            | 3.318           |             |            |
| Juan Amaro Suplentes: 1. Corinne Castelli 2. Ruben Colombo 3. Ezequiel Ibarra 4. Nivia Martínez       | Partido Colorado | |            |            | 3.318           |             |            |
| | Asamblea Popular | Antonio Buday Suplentes: 1. José Colombo 2. Andreína Tezza 3. Oscar Pessano 4. Julio Dellapiazza             |            |            | 77              |             |            |
| Votos anulados                                                                                        |                  | |            |            |                 |             |            |
| Votos en blanco                                                                                       |                  | |            |            |                 |             |            |
| Total de votos válidos                                                                                |                  | |            |            |                 |             |            |
| Total de votos emitidos                                                                               |                  | |            |            |                 |             |            |
| Total de electores habilitados                                                                        |                  | |            |            |                 |             |            |

#### Municipales
- Casupá
- Fray Marcos
- Sarandí Grande

| Casupá         |                                      | Partido Nacional | Candidato 1 |  |  |  |  |  |  |  |  |  |
| Casupá         | Candidato 2                          | Partido Nacional |             |  |  |  |  |  |  |  |  |  |
| Casupá         | Otros (#)                            | Partido Nacional |             |  |  |  |  |  |  |  |  |  |
| Casupá         |                                      | Frente Amplio    | Candidato 1 |  |  |  |  |  |  |  |  |  |
| Casupá         | Candidato 2                          | Frente Amplio    |             |  |  |  |  |  |  |  |  |  |
| Casupá         | Otros (#)                            | Frente Amplio    |             |  |  |  |  |  |  |  |  |  |
| Casupá         |                                      | Partido Colorado | Candidato 1 |  |  |  |  |  |  |  |  |  |
| Casupá         | Candidato 2                          | Partido Colorado |             |  |  |  |  |  |  |  |  |  |
| Casupá         | Otros (#)                            | Partido Colorado |             |  |  |  |  |  |  |  |  |  |
| Casupá         |                                      | Asamblea Popular | Candidato 1 |  |  |  |  |  |  |  |  |  |
| Casupá         | Candidato 2                          | Asamblea Popular |             |  |  |  |  |  |  |  |  |  |
| Casupá         | Otros (#)                            | Asamblea Popular |             |  |  |  |  |  |  |  |  |  |
| Casupá         | Votos anulados                       |                  |             |  |  |  |  |  |  |  |  |  |
| Casupá         | Votos en blanco                      |                  |             |  |  |  |  |  |  |  |  |  |
| Casupá         | Total de votos emitidos a candidatos |                  |             |  |  |  |  |  |  |  |  |  |
| Casupá         | Total de votos emitidos              |                  |             |  |  |  |  |  |  |  |  |  |
| Casupá         | Total de electores habilitados       |                  |             |  |  |  |  |  |  |  |  |  |
|                |                                      |                  |             |  |  |  |  |  |  |  |  |  |
| Fray Marcos    |                                      | Partido Nacional | Candidato 1 |  |  |  |  |  |  |  |  |  |
| Fray Marcos    | Candidato 2                          | Partido Nacional |             |  |  |  |  |  |  |  |  |  |
| Fray Marcos    | Otros (#)                            | Partido Nacional |             |  |  |  |  |  |  |  |  |  |
| Fray Marcos    |                                      | Frente Amplio    | Candidato 1 |  |  |  |  |  |  |  |  |  |
| Fray Marcos    | Candidato 2                          | Frente Amplio    |             |  |  |  |  |  |  |  |  |  |
| Fray Marcos    | Otros (#)                            | Frente Amplio    |             |  |  |  |  |  |  |  |  |  |
| Fray Marcos    |                                      | Partido Colorado | Candidato 1 |  |  |  |  |  |  |  |  |  |
| Fray Marcos    | Candidato 2                          | Partido Colorado |             |  |  |  |  |  |  |  |  |  |
| Fray Marcos    | Otros (#)                            | Partido Colorado |             |  |  |  |  |  |  |  |  |  |
| Fray Marcos    |                                      | Asamblea Popular | Candidato 1 |  |  |  |  |  |  |  |  |  |
| Fray Marcos    | Candidato 2                          | Asamblea Popular |             |  |  |  |  |  |  |  |  |  |
| Fray Marcos    | Otros (#)                            | Asamblea Popular |             |  |  |  |  |  |  |  |  |  |
| Fray Marcos    | Votos anulados                       |                  |             |  |  |  |  |  |  |  |  |  |
| Fray Marcos    | Votos en blanco                      |                  |             |  |  |  |  |  |  |  |  |  |
| Fray Marcos    | Total de votos emitidos a candidatos |                  |             |  |  |  |  |  |  |  |  |  |
| Fray Marcos    | Total de votos emitidos              |                  |             |  |  |  |  |  |  |  |  |  |
| Fray Marcos    | Total de electores habilitados       |                  |             |  |  |  |  |  |  |  |  |  |
|                |                                      |                  |             |  |  |  |  |  |  |  |  |  |
| Sarandí Grande |                                      | Partido Nacional | Candidato 1 |  |  |  |  |  |  |  |  |  |
| Sarandí Grande | Candidato 2                          | Partido Nacional |             |  |  |  |  |  |  |  |  |  |
| Sarandí Grande | Otros (#)                            | Partido Nacional |             |  |  |  |  |  |  |  |  |  |
| Sarandí Grande |                                      | Frente Amplio    | Candidato 1 |  |  |  |  |  |  |  |  |  |
| Sarandí Grande | Candidato 2                          | Frente Amplio    |             |  |  |  |  |  |  |  |  |  |
| Sarandí Grande | Otros (#)                            | Frente Amplio    |             |  |  |  |  |  |  |  |  |  |
| Sarandí Grande |                                      | Partido Colorado | Candidato 1 |  |  |  |  |  |  |  |  |  |
| Sarandí Grande | Candidato 2                          | Partido Colorado |             |  |  |  |  |  |  |  |  |  |
| Sarandí Grande | Otros (#)                            | Partido Colorado |             |  |  |  |  |  |  |  |  |  |
| Sarandí Grande |                                      | Asamblea Popular | Candidato 1 |  |  |  |  |  |  |  |  |  |
| Sarandí Grande | Candidato 2                          | Asamblea Popular |             |  |  |  |  |  |  |  |  |  |
| Sarandí Grande | Otros (#)                            | Asamblea Popular |             |  |  |  |  |  |  |  |  |  |
| Sarandí Grande | Votos anulados                       |                  |             |  |  |  |  |  |  |  |  |  |
| Sarandí Grande | Votos en blanco                      |                  |             |  |  |  |  |  |  |  |  |  |
| Sarandí Grande | Total de votos emitidos a candidatos |                  |             |  |  |  |  |  |  |  |  |  |
| Sarandí Grande | Total de votos emitidos              |                  |             |  |  |  |  |  |  |  |  |  |
| Sarandí Grande | Total de electores habilitados       |                  |             |  |  |  |  |  |  |  |  |  |

### Lavalleja

#### Departamentales
| Partido                                                                                              | Partido                        | Candidato                                                                                          | Resultados | Resultados | Resultados      | Resultados  | Resultados |
| Partido                                                                                              | Partido                        | Candidato                                                                                          | Votos      | %          | Votos (partido) | % (partido) | Ediles     |
| --- | ------------------------------ | -------------------------------------------------------------------------------------------------- | ---------- | ---------- | --------------- | ----------- | ---------- |
| | Frente Amplio                  | Daniel Ximénez Suplentes: 1. Arianna Bentos 2. Ernesto César 3. Yliana Zeballos 4. Daniel Urquiola | 15.617     |            | 17.535          |             |            |
| Javier Umpierrez Suplentes: 1. María López 2. Carlos Cardinal 3. Claudia Dibueno 4. Carmen Estela    | Frente Amplio                  | 1.808                                                                                              |            |            | 17.535          |             |            |
| | Partido Nacional               | Mario García Suplentes: 1. Adriana Peña 2. Francisco de la Peña 3. Lidia Araújo 4. Juan Estévez    | 14.697     |            | 17.440          |             |            |
| Carol Aviaga Suplentes: 1. Alejandro Giorello 2. Elena de Luca 3. Daniel Antúnez 4. Daniel Rodríguez | Partido Nacional               | 2.180                                                                                              |            |            | 17.440          |             |            |
| | Partido Colorado               | Luis Carresse Suplentes: 1. Julio Sánchez 2. María Bueno 3. Marta Bardesio 4. Miguel Acosta        | 2.900      |            | 5.147           |             |            |
| Robert Bouvier Suplentes: 1. Javier Fernández 2. Inés Gardil 3. Néstor Risso 4. María Falco          | Partido Colorado               | 2.206                                                                                              |            |            | 5.147           |             |            |
| | Cabildo Abierto                | Rosana Pereiro Suplentes: 1. Walter Viera 2. Sandra Colmán 3. Miguel del Puerto 4. Ana Noria       |            |            |                 |             |            |
| | Asamblea Popular               | Sergio Charquero Suplentes: 1. Julio Tellechea 2. Luciana Duque 3. Ruben Aliaga 4. Leonardo Gadea  | 104        |            | 104             |             |            |
| Votos anulados                                                                                       | Votos anulados                 | Votos anulados                                                                                     | 1.421      |            |                 |             |            |
| Votos en blanco                                                                                      | Votos en blanco                | Votos en blanco                                                                                    | 1.431      |            |                 |             |            |
| Total de votos válidos                                                                               |                                | |            |            |                 |             |            |
| Total de votos emitidos                                                                              | Total de votos emitidos        | Total de votos emitidos                                                                            | 45.449     | 45.449     | 45.449          | 45.449      | 45.449     |
| Total de electores habilitados                                                                       | Total de electores habilitados | Total de electores habilitados                                                                     | 50.703     | 50.703     | 50.703          | 50.703      | 50.703     |

#### Municipales
- José Batlle y Ordóñez
- José Pedro Varela
- Mariscala
- Solís de Mataojo

| José Batlle y Ordóñez |                                      | Partido Nacional | Candidato 1 |  |  |  |  |  |  |  |  |  |
| José Batlle y Ordóñez | Candidato 2                          | Partido Nacional |             |  |  |  |  |  |  |  |  |  |
| José Batlle y Ordóñez | Otros (#)                            | Partido Nacional |             |  |  |  |  |  |  |  |  |  |
| José Batlle y Ordóñez |                                      | Frente Amplio    | Candidato 1 |  |  |  |  |  |  |  |  |  |
| José Batlle y Ordóñez | Candidato 2                          | Frente Amplio    |             |  |  |  |  |  |  |  |  |  |
| José Batlle y Ordóñez | Otros (#)                            | Frente Amplio    |             |  |  |  |  |  |  |  |  |  |
| José Batlle y Ordóñez |                                      | Partido Colorado | Candidato 1 |  |  |  |  |  |  |  |  |  |
| José Batlle y Ordóñez | Candidato 2                          | Partido Colorado |             |  |  |  |  |  |  |  |  |  |
| José Batlle y Ordóñez | Otros (#)                            | Partido Colorado |             |  |  |  |  |  |  |  |  |  |
| José Batlle y Ordóñez |                                      | Cabildo Abierto  | Candidato 1 |  |  |  |  |  |  |  |  |  |
| José Batlle y Ordóñez | Candidato 2                          | Cabildo Abierto  |             |  |  |  |  |  |  |  |  |  |
| José Batlle y Ordóñez | Otros (#)                            | Cabildo Abierto  |             |  |  |  |  |  |  |  |  |  |
| José Batlle y Ordóñez |                                      | Asamblea Popular | Candidato 1 |  |  |  |  |  |  |  |  |  |
| José Batlle y Ordóñez | Candidato 2                          | Asamblea Popular |             |  |  |  |  |  |  |  |  |  |
| José Batlle y Ordóñez | Otros (#)                            | Asamblea Popular |             |  |  |  |  |  |  |  |  |  |
| José Batlle y Ordóñez | Votos anulados                       |                  |             |  |  |  |  |  |  |  |  |  |
| José Batlle y Ordóñez | Votos en blanco                      |                  |             |  |  |  |  |  |  |  |  |  |
| José Batlle y Ordóñez | Total de votos emitidos a candidatos |                  |             |  |  |  |  |  |  |  |  |  |
| José Batlle y Ordóñez | Total de votos emitidos              |                  |             |  |  |  |  |  |  |  |  |  |
| José Batlle y Ordóñez | Total de electores habilitados       |                  |             |  |  |  |  |  |  |  |  |  |
|                       |                                      |                  |             |  |  |  |  |  |  |  |  |  |
| José Pedro Varela     |                                      | Partido Nacional | Candidato 1 |  |  |  |  |  |  |  |  |  |
| José Pedro Varela     | Candidato 2                          | Partido Nacional |             |  |  |  |  |  |  |  |  |  |
| José Pedro Varela     | Otros (#)                            | Partido Nacional |             |  |  |  |  |  |  |  |  |  |
| José Pedro Varela     |                                      | Frente Amplio    | Candidato 1 |  |  |  |  |  |  |  |  |  |
| José Pedro Varela     | Candidato 2                          | Frente Amplio    |             |  |  |  |  |  |  |  |  |  |
| José Pedro Varela     | Otros (#)                            | Frente Amplio    |             |  |  |  |  |  |  |  |  |  |
| José Pedro Varela     |                                      | Partido Colorado | Candidato 1 |  |  |  |  |  |  |  |  |  |
| José Pedro Varela     | Candidato 2                          | Partido Colorado |             |  |  |  |  |  |  |  |  |  |
| José Pedro Varela     | Otros (#)                            | Partido Colorado |             |  |  |  |  |  |  |  |  |  |
| José Pedro Varela     |                                      | Cabildo Abierto  | Candidato 1 |  |  |  |  |  |  |  |  |  |
| José Pedro Varela     | Candidato 2                          | Cabildo Abierto  |             |  |  |  |  |  |  |  |  |  |
| José Pedro Varela     | Otros (#)                            | Cabildo Abierto  |             |  |  |  |  |  |  |  |  |  |
| José Pedro Varela     |                                      | Asamblea Popular | Candidato 1 |  |  |  |  |  |  |  |  |  |
| José Pedro Varela     | Candidato 2                          | Asamblea Popular |             |  |  |  |  |  |  |  |  |  |
| José Pedro Varela     | Otros (#)                            | Asamblea Popular |             |  |  |  |  |  |  |  |  |  |
| José Pedro Varela     | Votos anulados                       |                  |             |  |  |  |  |  |  |  |  |  |
| José Pedro Varela     | Votos en blanco                      |                  |             |  |  |  |  |  |  |  |  |  |
| José Pedro Varela     | Total de votos emitidos a candidatos |                  |             |  |  |  |  |  |  |  |  |  |
| José Pedro Varela     | Total de votos emitidos              |                  |             |  |  |  |  |  |  |  |  |  |
| José Pedro Varela     | Total de electores habilitados       |                  |             |  |  |  |  |  |  |  |  |  |
|                       |                                      |                  |             |  |  |  |  |  |  |  |  |  |
| Mariscala             |                                      | Partido Nacional | Candidato 1 |  |  |  |  |  |  |  |  |  |
| Mariscala             | Candidato 2                          | Partido Nacional |             |  |  |  |  |  |  |  |  |  |
| Mariscala             | Otros (#)                            | Partido Nacional |             |  |  |  |  |  |  |  |  |  |
| Mariscala             |                                      | Frente Amplio    | Candidato 1 |  |  |  |  |  |  |  |  |  |
| Mariscala             | Candidato 2                          | Frente Amplio    |             |  |  |  |  |  |  |  |  |  |
| Mariscala             | Otros (#)                            | Frente Amplio    |             |  |  |  |  |  |  |  |  |  |
| Mariscala             |                                      | Partido Colorado | Candidato 1 |  |  |  |  |  |  |  |  |  |
| Mariscala             | Candidato 2                          | Partido Colorado |             |  |  |  |  |  |  |  |  |  |
| Mariscala             | Otros (#)                            | Partido Colorado |             |  |  |  |  |  |  |  |  |  |
| Mariscala             |                                      | Cabildo Abierto  | Candidato 1 |  |  |  |  |  |  |  |  |  |
| Mariscala             | Candidato 2                          | Cabildo Abierto  |             |  |  |  |  |  |  |  |  |  |
| Mariscala             | Otros (#)                            | Cabildo Abierto  |             |  |  |  |  |  |  |  |  |  |
| Mariscala             |                                      | Asamblea Popular | Candidato 1 |  |  |  |  |  |  |  |  |  |
| Mariscala             | Candidato 2                          | Asamblea Popular |             |  |  |  |  |  |  |  |  |  |
| Mariscala             | Otros (#)                            | Asamblea Popular |             |  |  |  |  |  |  |  |  |  |
| Mariscala             | Votos anulados                       |                  |             |  |  |  |  |  |  |  |  |  |
| Mariscala             | Votos en blanco                      |                  |             |  |  |  |  |  |  |  |  |  |
| Mariscala             | Total de votos emitidos a candidatos |                  |             |  |  |  |  |  |  |  |  |  |
| Mariscala             | Total de votos emitidos              |                  |             |  |  |  |  |  |  |  |  |  |
| Mariscala             | Total de electores habilitados       |                  |             |  |  |  |  |  |  |  |  |  |
|                       |                                      |                  |             |  |  |  |  |  |  |  |  |  |
| Solís de Mataojo      |                                      | Partido Nacional | Candidato 1 |  |  |  |  |  |  |  |  |  |
| Solís de Mataojo      | Candidato 2                          | Partido Nacional |             |  |  |  |  |  |  |  |  |  |
| Solís de Mataojo      | Otros (#)                            | Partido Nacional |             |  |  |  |  |  |  |  |  |  |
| Solís de Mataojo      |                                      | Frente Amplio    | Candidato 1 |  |  |  |  |  |  |  |  |  |
| Solís de Mataojo      | Candidato 2                          | Frente Amplio    |             |  |  |  |  |  |  |  |  |  |
| Solís de Mataojo      | Otros (#)                            | Frente Amplio    |             |  |  |  |  |  |  |  |  |  |
| Solís de Mataojo      |                                      | Partido Colorado | Candidato 1 |  |  |  |  |  |  |  |  |  |
| Solís de Mataojo      | Candidato 2                          | Partido Colorado |             |  |  |  |  |  |  |  |  |  |
| Solís de Mataojo      | Otros (#)                            | Partido Colorado |             |  |  |  |  |  |  |  |  |  |
| Solís de Mataojo      |                                      | Cabildo Abierto  | Candidato 1 |  |  |  |  |  |  |  |  |  |
| Solís de Mataojo      | Candidato 2                          | Cabildo Abierto  |             |  |  |  |  |  |  |  |  |  |
| Solís de Mataojo      | Otros (#)                            | Cabildo Abierto  |             |  |  |  |  |  |  |  |  |  |
| Solís de Mataojo      |                                      | Asamblea Popular | Candidato 1 |  |  |  |  |  |  |  |  |  |
| Solís de Mataojo      | Candidato 2                          | Asamblea Popular |             |  |  |  |  |  |  |  |  |  |
| Solís de Mataojo      | Otros (#)                            | Asamblea Popular |             |  |  |  |  |  |  |  |  |  |
| Solís de Mataojo      | Votos anulados                       |                  |             |  |  |  |  |  |  |  |  |  |
| Solís de Mataojo      | Votos en blanco                      |                  |             |  |  |  |  |  |  |  |  |  |
| Solís de Mataojo      | Total de votos emitidos a candidatos |                  |             |  |  |  |  |  |  |  |  |  |
| Solís de Mataojo      | Total de votos emitidos              |                  |             |  |  |  |  |  |  |  |  |  |
| Solís de Mataojo      | Total de electores habilitados       |                  |             |  |  |  |  |  |  |  |  |  |

### Maldonado

#### Departamentales
| Partido                                                                                              | Partido          | Candidato                                                                                            | Resultados | Resultados | Resultados      | Resultados  | Resultados |
| Partido                                                                                              | Partido          | Candidato                                                                                            | Votos      | %          | Votos (partido) | % (partido) | Ediles     |
| --- | ---------------- | --- | ---------- | ---------- | --------------- | ----------- | ---------- |
| | Partido Nacional | Rodrigo Blás Suplentes: 1. Hernán Ciganda 2. Enrique Baeza 3. Ana Medina 4. René Graña               |            |            | 79.614          |             |            |
| Miguel Abella Suplentes: 1. Miguel Plada 2. María Antía 3. Luis Artola 4. Luis Cima                  | Partido Nacional | |            |            | 79.614          |             |            |
| | Frente Amplio    | Eduardo Antonini Suplentes: 1. Karina Gómez 2. Horacio Díaz 3. Mary Araújo 4. Sergio Duclosson       |            |            | 32.614          |             |            |
| Susana Hernández Suplentes: 1. Gerardo Viñales 2. Silvia Pérez 3. Ernesto Murro 4. Daniela Goncalvez | Frente Amplio    | |            |            | 32.614          |             |            |
| Óscar de los Santos Suplentes: 1. Gustavo Salaberry 2. Nélida López 3. Fabiana Danta 4. Raúl Castro  | Frente Amplio    | |            |            | 32.614          |             |            |
| | Partido Colorado | Teresita Manzano Suplentes: 1. Federico Corbo 2. Andrés de Modena 3. Teresita Marzano 4. Oscar Fungi |            |            | 4.798           |             |            |
| Bethy Molina Suplentes: 1. Jorge Schusman 2. Augusto Montesdeoca 3. Adriana Pacheco 4. Angela Núñez  | Partido Colorado | |            |            | 4.798           |             |            |
| | Cabildo Abierto  | Sebastián Cal Suplentes: 1. Matías Mascolo 2. Jonathan Sanz 3. Natalia San Martín 4. Libia Alba      |            |            |                 |             |            |
| | Asamblea Popular | Carlos Pérez Suplentes: 1. Ángelo Nicola 2. Selva Pastorini 3. Nicolás Pisoni 4. Damián Mozzo        |            |            | 327             |             |            |
| Votos anulados                                                                                       |                  | |            |            |                 |             |            |
| Votos en blanco                                                                                      |                  | |            |            |                 |             |            |
| Total de votos válidos                                                                               |                  | |            |            |                 |             |            |
| Total de votos emitidos                                                                              |                  | |            |            |                 |             |            |
| Total de electores habilitados                                                                       |                  | |            |            |                 |             |            |

#### Municipales
- Aiguá
- Garzón
- Maldonado
- Pan de Azúcar
- Piriápolis
- Punta del Este
- San Carlos
- Solís Grande

| Aiguá          |                                      | Partido Nacional | Candidato 1 |  |  |       |  |  |  |  |  |  |
| Aiguá          | Candidato 2                          | Partido Nacional |             |  |  |       |  |  |  |  |  |  |
| Aiguá          | Otros (#)                            | Partido Nacional |             |  |  |       |  |  |  |  |  |  |
| Aiguá          |                                      | Frente Amplio    | Candidato 1 |  |  |       |  |  |  |  |  |  |
| Aiguá          | Candidato 2                          | Frente Amplio    |             |  |  |       |  |  |  |  |  |  |
| Aiguá          | Otros (#)                            | Frente Amplio    |             |  |  |       |  |  |  |  |  |  |
| Aiguá          |                                      | Partido Colorado | Candidato 1 |  |  |       |  |  |  |  |  |  |
| Aiguá          | Candidato 2                          | Partido Colorado |             |  |  |       |  |  |  |  |  |  |
| Aiguá          | Otros (#)                            | Partido Colorado |             |  |  |       |  |  |  |  |  |  |
| Aiguá          |                                      | Cabildo Abierto  | Candidato 1 |  |  |       |  |  |  |  |  |  |
| Aiguá          | Candidato 2                          | Cabildo Abierto  |             |  |  |       |  |  |  |  |  |  |
| Aiguá          | Otros (#)                            | Cabildo Abierto  |             |  |  |       |  |  |  |  |  |  |
| Aiguá          |                                      | Asamblea Popular | Candidato 1 |  |  |       |  |  |  |  |  |  |
| Aiguá          | Candidato 2                          | Asamblea Popular |             |  |  |       |  |  |  |  |  |  |
| Aiguá          | Otros (#)                            | Asamblea Popular |             |  |  |       |  |  |  |  |  |  |
| Aiguá          | Votos anulados                       |                  |             |  |  |       |  |  |  |  |  |  |
| Aiguá          | Votos en blanco                      |                  |             |  |  |       |  |  |  |  |  |  |
| Aiguá          | Total de votos emitidos a candidatos |                  |             |  |  |       |  |  |  |  |  |  |
| Aiguá          | Total de votos emitidos              |                  |             |  |  |       |  |  |  |  |  |  |
| Aiguá          | Total de electores habilitados       |                  |             |  |  |       |  |  |  |  |  |  |
|                |                                      |                  |             |  |  |       |  |  |  |  |  |  |
| Garzón         |                                      | Partido Nacional | Candidato 1 |  |  |       |  |  |  |  |  |  |
| Garzón         | Candidato 2                          | Partido Nacional |             |  |  |       |  |  |  |  |  |  |
| Garzón         | Otros (#)                            | Partido Nacional |             |  |  |       |  |  |  |  |  |  |
| Garzón         |                                      | Frente Amplio    | Candidato 1 |  |  |       |  |  |  |  |  |  |
| Garzón         | Candidato 2                          | Frente Amplio    |             |  |  |       |  |  |  |  |  |  |
| Garzón         | Otros (#)                            | Frente Amplio    |             |  |  |       |  |  |  |  |  |  |
| Garzón         |                                      | Partido Colorado | Candidato 1 |  |  |       |  |  |  |  |  |  |
| Garzón         | Candidato 2                          | Partido Colorado |             |  |  |       |  |  |  |  |  |  |
| Garzón         | Otros (#)                            | Partido Colorado |             |  |  |       |  |  |  |  |  |  |
| Garzón         |                                      | Cabildo Abierto  | Candidato 1 |  |  |       |  |  |  |  |  |  |
| Garzón         | Candidato 2                          | Cabildo Abierto  |             |  |  |       |  |  |  |  |  |  |
| Garzón         | Otros (#)                            | Cabildo Abierto  |             |  |  |       |  |  |  |  |  |  |
| Garzón         |                                      | Asamblea Popular | Candidato 1 |  |  |       |  |  |  |  |  |  |
| Garzón         | Candidato 2                          | Asamblea Popular |             |  |  |       |  |  |  |  |  |  |
| Garzón         | Otros (#)                            | Asamblea Popular |             |  |  |       |  |  |  |  |  |  |
| Garzón         | Votos anulados                       |                  |             |  |  |       |  |  |  |  |  |  |
| Garzón         | Votos en blanco                      |                  |             |  |  |       |  |  |  |  |  |  |
| Garzón         | Total de votos emitidos a candidatos |                  |             |  |  |       |  |  |  |  |  |  |
| Garzón         | Total de votos emitidos              |                  |             |  |  |       |  |  |  |  |  |  |
| Garzón         | Total de electores habilitados       |                  |             |  |  |       |  |  |  |  |  |  |
|                |                                      |                  |             |  |  |       |  |  |  |  |  |  |
| Maldonado      |                                      | Partido Nacional | Candidato 1 |  |  |       |  |  |  |  |  |  |
| Maldonado      | Candidato 2                          | Partido Nacional |             |  |  |       |  |  |  |  |  |  |
| Maldonado      | Otros (#)                            | Partido Nacional |             |  |  |       |  |  |  |  |  |  |
| Maldonado      |                                      | Frente Amplio    | Candidato 1 |  |  |       |  |  |  |  |  |  |
| Maldonado      | Candidato 2                          | Frente Amplio    |             |  |  |       |  |  |  |  |  |  |
| Maldonado      | Otros (#)                            | Frente Amplio    |             |  |  |       |  |  |  |  |  |  |
| Maldonado      |                                      | Partido Colorado | Candidato 1 |  |  |       |  |  |  |  |  |  |
| Maldonado      | Candidato 2                          | Partido Colorado |             |  |  |       |  |  |  |  |  |  |
| Maldonado      | Otros (#)                            | Partido Colorado |             |  |  |       |  |  |  |  |  |  |
| Maldonado      |                                      | Cabildo Abierto  | Candidato 1 |  |  |       |  |  |  |  |  |  |
| Maldonado      | Candidato 2                          | Cabildo Abierto  |             |  |  |       |  |  |  |  |  |  |
| Maldonado      | Otros (#)                            | Cabildo Abierto  |             |  |  |       |  |  |  |  |  |  |
| Maldonado      |                                      | Asamblea Popular | Candidato 1 |  |  |       |  |  |  |  |  |  |
| Maldonado      | Candidato 2                          | Asamblea Popular |             |  |  |       |  |  |  |  |  |  |
| Maldonado      | Otros (#)                            | Asamblea Popular |             |  |  |       |  |  |  |  |  |  |
| Maldonado      | Votos anulados                       |                  |             |  |  |       |  |  |  |  |  |  |
| Maldonado      | Votos en blanco                      |                  |             |  |  |       |  |  |  |  |  |  |
| Maldonado      | Total de votos emitidos a candidatos |                  |             |  |  |       |  |  |  |  |  |  |
| Maldonado      | Total de votos emitidos              |                  |             |  |  |       |  |  |  |  |  |  |
| Maldonado      | Total de electores habilitados       |                  |             |  |  |       |  |  |  |  |  |  |
|                |                                      |                  |             |  |  |       |  |  |  |  |  |  |
| Pan de Azúcar  |                                      | Partido Nacional | Candidato 1 |  |  |       |  |  |  |  |  |  |
| Pan de Azúcar  | Candidato 2                          | Partido Nacional |             |  |  |       |  |  |  |  |  |  |
| Pan de Azúcar  | Otros (#)                            | Partido Nacional |             |  |  |       |  |  |  |  |  |  |
| Pan de Azúcar  |                                      | Frente Amplio    | Candidato 1 |  |  |       |  |  |  |  |  |  |
| Pan de Azúcar  | Candidato 2                          | Frente Amplio    |             |  |  |       |  |  |  |  |  |  |
| Pan de Azúcar  | Otros (#)                            | Frente Amplio    |             |  |  |       |  |  |  |  |  |  |
| Pan de Azúcar  |                                      | Partido Colorado | Candidato 1 |  |  |       |  |  |  |  |  |  |
| Pan de Azúcar  | Candidato 2                          | Partido Colorado |             |  |  |       |  |  |  |  |  |  |
| Pan de Azúcar  | Otros (#)                            | Partido Colorado |             |  |  |       |  |  |  |  |  |  |
| Pan de Azúcar  |                                      | Cabildo Abierto  | Candidato 1 |  |  |       |  |  |  |  |  |  |
| Pan de Azúcar  | Candidato 2                          | Cabildo Abierto  |             |  |  |       |  |  |  |  |  |  |
| Pan de Azúcar  | Otros (#)                            | Cabildo Abierto  |             |  |  |       |  |  |  |  |  |  |
| Pan de Azúcar  |                                      | Asamblea Popular | Candidato 1 |  |  |       |  |  |  |  |  |  |
| Pan de Azúcar  | Candidato 2                          | Asamblea Popular |             |  |  |       |  |  |  |  |  |  |
| Pan de Azúcar  | Otros (#)                            | Asamblea Popular |             |  |  |       |  |  |  |  |  |  |
| Pan de Azúcar  | Votos anulados                       |                  |             |  |  |       |  |  |  |  |  |  |
| Pan de Azúcar  | Votos en blanco                      |                  |             |  |  |       |  |  |  |  |  |  |
| Pan de Azúcar  | Total de votos emitidos a candidatos |                  |             |  |  |       |  |  |  |  |  |  |
| Pan de Azúcar  | Total de votos emitidos              |                  |             |  |  |       |  |  |  |  |  |  |
| Pan de Azúcar  | Total de electores habilitados       |                  |             |  |  |       |  |  |  |  |  |  |
|                |                                      |                  |             |  |  |       |  |  |  |  |  |  |
| Piriápolis     |                                      | Partido Nacional | Candidato 1 |  |  | 4.651 |  |  |  |  |  |  |
| Piriápolis     | Candidato 2                          | Partido Nacional |             |  |  | 4.651 |  |  |  |  |  |  |
| Piriápolis     | Otros (#)                            | Partido Nacional |             |  |  | 4.651 |  |  |  |  |  |  |
| Piriápolis     |                                      | Frente Amplio    | Candidato 1 |  |  | 4.189 |  |  |  |  |  |  |
| Piriápolis     | Candidato 2                          | Frente Amplio    |             |  |  | 4.189 |  |  |  |  |  |  |
| Piriápolis     | Otros (#)                            | Frente Amplio    |             |  |  | 4.189 |  |  |  |  |  |  |
| Piriápolis     |                                      | Partido Colorado | Candidato 1 |  |  |       |  |  |  |  |  |  |
| Piriápolis     | Candidato 2                          | Partido Colorado |             |  |  |       |  |  |  |  |  |  |
| Piriápolis     | Otros (#)                            | Partido Colorado |             |  |  |       |  |  |  |  |  |  |
| Piriápolis     |                                      | Cabildo Abierto  | Candidato 1 |  |  |       |  |  |  |  |  |  |
| Piriápolis     | Candidato 2                          | Cabildo Abierto  |             |  |  |       |  |  |  |  |  |  |
| Piriápolis     | Otros (#)                            | Cabildo Abierto  |             |  |  |       |  |  |  |  |  |  |
| Piriápolis     |                                      | Asamblea Popular | Candidato 1 |  |  |       |  |  |  |  |  |  |
| Piriápolis     | Candidato 2                          | Asamblea Popular |             |  |  |       |  |  |  |  |  |  |
| Piriápolis     | Otros (#)                            | Asamblea Popular |             |  |  |       |  |  |  |  |  |  |
| Piriápolis     | Votos anulados                       |                  |             |  |  |       |  |  |  |  |  |  |
| Piriápolis     | Votos en blanco                      |                  |             |  |  |       |  |  |  |  |  |  |
| Piriápolis     | Total de votos emitidos a candidatos |                  |             |  |  |       |  |  |  |  |  |  |
| Piriápolis     | Total de votos emitidos              |                  |             |  |  |       |  |  |  |  |  |  |
| Piriápolis     | Total de electores habilitados       |                  |             |  |  |       |  |  |  |  |  |  |
|                |                                      |                  |             |  |  |       |  |  |  |  |  |  |
| Punta del Este |                                      | Partido Nacional | Candidato 1 |  |  |       |  |  |  |  |  |  |
| Punta del Este | Candidato 2                          | Partido Nacional |             |  |  |       |  |  |  |  |  |  |
| Punta del Este | Otros (#)                            | Partido Nacional |             |  |  |       |  |  |  |  |  |  |
| Punta del Este |                                      | Frente Amplio    | Candidato 1 |  |  |       |  |  |  |  |  |  |
| Punta del Este | Candidato 2                          | Frente Amplio    |             |  |  |       |  |  |  |  |  |  |
| Punta del Este | Otros (#)                            | Frente Amplio    |             |  |  |       |  |  |  |  |  |  |
| Punta del Este |                                      | Partido Colorado | Candidato 1 |  |  |       |  |  |  |  |  |  |
| Punta del Este | Candidato 2                          | Partido Colorado |             |  |  |       |  |  |  |  |  |  |
| Punta del Este | Otros (#)                            | Partido Colorado |             |  |  |       |  |  |  |  |  |  |
| Punta del Este |                                      | Cabildo Abierto  | Candidato 1 |  |  |       |  |  |  |  |  |  |
| Punta del Este | Candidato 2                          | Cabildo Abierto  |             |  |  |       |  |  |  |  |  |  |
| Punta del Este | Otros (#)                            | Cabildo Abierto  |             |  |  |       |  |  |  |  |  |  |
| Punta del Este |                                      | Asamblea Popular | Candidato 1 |  |  |       |  |  |  |  |  |  |
| Punta del Este | Candidato 2                          | Asamblea Popular |             |  |  |       |  |  |  |  |  |  |
| Punta del Este | Otros (#)                            | Asamblea Popular |             |  |  |       |  |  |  |  |  |  |
| Punta del Este | Votos anulados                       |                  |             |  |  |       |  |  |  |  |  |  |
| Punta del Este | Votos en blanco                      |                  |             |  |  |       |  |  |  |  |  |  |
| Punta del Este | Total de votos emitidos a candidatos |                  |             |  |  |       |  |  |  |  |  |  |
| Punta del Este | Total de votos emitidos              |                  |             |  |  |       |  |  |  |  |  |  |
| Punta del Este | Total de electores habilitados       |                  |             |  |  |       |  |  |  |  |  |  |
|                |                                      |                  |             |  |  |       |  |  |  |  |  |  |
| San Carlos     |                                      | Partido Nacional | Candidato 1 |  |  |       |  |  |  |  |  |  |
| San Carlos     | Candidato 2                          | Partido Nacional |             |  |  |       |  |  |  |  |  |  |
| San Carlos     | Otros (#)                            | Partido Nacional |             |  |  |       |  |  |  |  |  |  |
| San Carlos     |                                      | Frente Amplio    | Candidato 1 |  |  |       |  |  |  |  |  |  |
| San Carlos     | Candidato 2                          | Frente Amplio    |             |  |  |       |  |  |  |  |  |  |
| San Carlos     | Otros (#)                            | Frente Amplio    |             |  |  |       |  |  |  |  |  |  |
| San Carlos     |                                      | Partido Colorado | Candidato 1 |  |  |       |  |  |  |  |  |  |
| San Carlos     | Candidato 2                          | Partido Colorado |             |  |  |       |  |  |  |  |  |  |
| San Carlos     | Otros (#)                            | Partido Colorado |             |  |  |       |  |  |  |  |  |  |
| San Carlos     |                                      | Cabildo Abierto  | Candidato 1 |  |  |       |  |  |  |  |  |  |
| San Carlos     | Candidato 2                          | Cabildo Abierto  |             |  |  |       |  |  |  |  |  |  |
| San Carlos     | Otros (#)                            | Cabildo Abierto  |             |  |  |       |  |  |  |  |  |  |
| San Carlos     |                                      | Asamblea Popular | Candidato 1 |  |  |       |  |  |  |  |  |  |
| San Carlos     | Candidato 2                          | Asamblea Popular |             |  |  |       |  |  |  |  |  |  |
| San Carlos     | Otros (#)                            | Asamblea Popular |             |  |  |       |  |  |  |  |  |  |
| San Carlos     | Votos anulados                       |                  |             |  |  |       |  |  |  |  |  |  |
| San Carlos     | Votos en blanco                      |                  |             |  |  |       |  |  |  |  |  |  |
| San Carlos     | Total de votos emitidos a candidatos |                  |             |  |  |       |  |  |  |  |  |  |
| San Carlos     | Total de votos emitidos              |                  |             |  |  |       |  |  |  |  |  |  |
| San Carlos     | Total de electores habilitados       |                  |             |  |  |       |  |  |  |  |  |  |
|                |                                      |                  |             |  |  |       |  |  |  |  |  |  |
| Solís Grande   |                                      | Partido Nacional | Candidato 1 |  |  |       |  |  |  |  |  |  |
| Solís Grande   | Candidato 2                          | Partido Nacional |             |  |  |       |  |  |  |  |  |  |
| Solís Grande   | Otros (#)                            | Partido Nacional |             |  |  |       |  |  |  |  |  |  |
| Solís Grande   |                                      | Frente Amplio    | Candidato 1 |  |  |       |  |  |  |  |  |  |
| Solís Grande   | Candidato 2                          | Frente Amplio    |             |  |  |       |  |  |  |  |  |  |
| Solís Grande   | Otros (#)                            | Frente Amplio    |             |  |  |       |  |  |  |  |  |  |
| Solís Grande   |                                      | Partido Colorado | Candidato 1 |  |  |       |  |  |  |  |  |  |
| Solís Grande   | Candidato 2                          | Partido Colorado |             |  |  |       |  |  |  |  |  |  |
| Solís Grande   | Otros (#)                            | Partido Colorado |             |  |  |       |  |  |  |  |  |  |
| Solís Grande   |                                      | Cabildo Abierto  | Candidato 1 |  |  |       |  |  |  |  |  |  |
| Solís Grande   | Candidato 2                          | Cabildo Abierto  |             |  |  |       |  |  |  |  |  |  |
| Solís Grande   | Otros (#)                            | Cabildo Abierto  |             |  |  |       |  |  |  |  |  |  |
| Solís Grande   |                                      | Asamblea Popular | Candidato 1 |  |  |       |  |  |  |  |  |  |
| Solís Grande   | Candidato 2                          | Asamblea Popular |             |  |  |       |  |  |  |  |  |  |
| Solís Grande   | Otros (#)                            | Asamblea Popular |             |  |  |       |  |  |  |  |  |  |
| Solís Grande   | Votos anulados                       |                  |             |  |  |       |  |  |  |  |  |  |
| Solís Grande   | Votos en blanco                      |                  |             |  |  |       |  |  |  |  |  |  |
| Solís Grande   | Total de votos emitidos a candidatos |                  |             |  |  |       |  |  |  |  |  |  |
| Solís Grande   | Total de votos emitidos              |                  |             |  |  |       |  |  |  |  |  |  |
| Solís Grande   | Total de electores habilitados       |                  |             |  |  |       |  |  |  |  |  |  |

### Montevideo

#### Departamentales
| Partido                                                                                                   | Partido                        | Candidato                                                                                          | Resultados | Resultados | Resultados      | Resultados  | Resultados |
| Partido                                                                                                   | Partido                        | Candidato                                                                                          | Votos      | %          | Votos (partido) | % (partido) | Ediles     |
| --- | ------------------------------ | -------------------------------------------------------------------------------------------------- | ---------- | ---------- | --------------- | ----------- | ---------- |
| | Frente Amplio                  | Mario Bergara Suplentes: 1. Justo Onandi 2. Claudio Visillac 3. Fiorella Buzeta 4. Silvana Pissano | 250.488    | 28,50%     | 423.413         | 48,96%      |            |
| Verónica Piñeiro Suplentes: 1. Gustavo Cabrera 2. María Inés Obaldía 3. Lidia Villalba 4. Silvana Pisanno | Frente Amplio                  | 100.786                                                                                            | 11,38%     |            | 423.413         | 48,96%      |            |
| Salvador Schelotto Suplentes: 1. Miguel Fernández 2. Marla González 3. Mario Zelarayan 4. Silvana Pissano | Frente Amplio                  | 64.703                                                                                             | 7,35%      |            | 423.413         | 48,96%      |            |
| | Coalición Republicana          | Martín Lema Suplentes: 1. Matilde Antía 2. Juan López 3. Pablo Donnangelo 4. Eduardo Sánchez       | 296.138    | 33,76%     | 346.080         | 40,03%      |            |
| Virginia Cáceres Suplentes: 1. Luis Castillo 2. Gabriela Iribar 3. Matías Barreto 4. César Tartaglia      | Coalición Republicana          | 41.043                                                                                             | 4,57%      |            | 346.080         | 40,03%      |            |
| Roque García Suplentes: 1. Javier Cabo 2. Andrea Lerena 3. Pablo Hernández 4. Jamil Murad                 | Coalición Republicana          | 5.637                                                                                              | 0,65%      |            | 346.080         | 40,03%      |            |
| | Asamble Popular                | Eduardo Rubio Suplentes: 1. Camilo Marquez 2. Michael Dicmarch 3. Mónica Ramírez 4. Héctor Morales | 4.372      | 0,48%      |                 | 0,51%       |            |
| Votos anulados                                                                                            | Votos anulados                 | Votos anulados                                                                                     | 38.265     |            |                 |             |            |
| Votos en blanco                                                                                           | Votos en blanco                | Votos en blanco                                                                                    | 29.372     |            |                 |             |            |
| Total de votos válidos                                                                                    |                                | |            |            |                 |             |            |
| Total de votos emitidos                                                                                   | Total de votos emitidos        | Total de votos emitidos                                                                            | 869.113    | 869.113    | 869.113         | 869.113     | 869.113    |
| Total de electores habilitados                                                                            | Total de electores habilitados | Total de electores habilitados                                                                     | 1.023.853  | 1.023.853  | 1.023.853       | 1.023.853   | 1.023.853  |

#### Municipales
- Municipio A
- Municipio B
- Municipio C
- Municipio CH
- Municipio D
- Municipio E
- Municipio F
- Municipio G

| Municipio A                          |                                      | Frente Amplio         | Juan Carlos Plachot |             |  | 30.482 |        |  |  |  |  |  |  |
| Municipio A                          | Álvaro Pereyra                       | Frente Amplio         |                     |             |  | 30.482 |        |  |  |  |  |  |  |
| Municipio A                          | Otros (#)                            | Frente Amplio         |                     |             |  | 30.482 |        |  |  |  |  |  |  |
| Municipio A                          |                                      | Coalición Republicana | Candidato 1         |             |  | 11.496 |        |  |  |  |  |  |  |
| Municipio A                          | Candidato 2                          | Coalición Republicana |                     |             |  | 11.496 |        |  |  |  |  |  |  |
| Municipio A                          | Otros (#)                            | Coalición Republicana |                     |             |  | 11.496 |        |  |  |  |  |  |  |
| Municipio A                          |                                      | Asamblea Popular      | Candidato 1         |             |  | 329    |        |  |  |  |  |  |  |
| Municipio A                          | Candidato 2                          | Asamblea Popular      |                     |             |  | 329    |        |  |  |  |  |  |  |
| Municipio A                          | Otros (#)                            | Asamblea Popular      |                     |             |  | 329    |        |  |  |  |  |  |  |
| Municipio A                          | Votos anulados                       |                       |                     |             |  |        |        |  |  |  |  |  |  |
| Municipio A                          | Votos en blanco                      |                       |                     |             |  |        |        |  |  |  |  |  |  |
| Municipio A                          | Total de votos emitidos a candidatos |                       |                     |             |  |        |        |  |  |  |  |  |  |
| Municipio A                          | Total de votos emitidos              |                       |                     |             |  |        |        |  |  |  |  |  |  |
| Municipio A                          | Total de electores habilitados       |                       |                     |             |  |        |        |  |  |  |  |  |  |
|                                      |                                      |                       |                     |             |  |        |        |  |  |  |  |  |  |
| Municipio B                          |                                      | Frente Amplio         | Candidato 1         |             |  | 20.692 |        |  |  |  |  |  |  |
| Municipio B                          | Candidato 2                          | Frente Amplio         |                     |             |  | 20.692 |        |  |  |  |  |  |  |
| Municipio B                          | Otros (#)                            | Frente Amplio         |                     |             |  | 20.692 |        |  |  |  |  |  |  |
| Municipio B                          |                                      | Coalición Republicana | Candidato 1         |             |  | 18.907 |        |  |  |  |  |  |  |
| Municipio B                          | Candidato 2                          | Coalición Republicana |                     |             |  | 18.907 |        |  |  |  |  |  |  |
| Municipio B                          | Otros (#)                            | Coalición Republicana |                     |             |  | 18.907 |        |  |  |  |  |  |  |
| Municipio B                          |                                      | Asamblea Popular      | Candidato 1         |             |  | 355    |        |  |  |  |  |  |  |
| Municipio B                          | Candidato 2                          | Asamblea Popular      |                     |             |  | 355    |        |  |  |  |  |  |  |
| Municipio B                          | Otros (#)                            | Asamblea Popular      |                     |             |  | 355    |        |  |  |  |  |  |  |
| Municipio B                          | Votos anulados                       |                       |                     |             |  |        |        |  |  |  |  |  |  |
| Municipio B                          | Votos en blanco                      |                       |                     |             |  |        |        |  |  |  |  |  |  |
| Municipio B                          | Total de votos emitidos a candidatos |                       |                     |             |  |        |        |  |  |  |  |  |  |
| Municipio B                          | Total de votos emitidos              |                       |                     |             |  |        |        |  |  |  |  |  |  |
| Municipio B                          | Total de electores habilitados       |                       |                     |             |  |        |        |  |  |  |  |  |  |
|                                      |                                      |                       |                     |             |  |        |        |  |  |  |  |  |  |
| Municipio C                          |                                      | Frente Amplio         | Candidato 1         |             |  | 22.176 |        |  |  |  |  |  |  |
| Municipio C                          | Candidato 2                          | Frente Amplio         |                     |             |  | 22.176 |        |  |  |  |  |  |  |
| Municipio C                          | Otros (#)                            | Frente Amplio         |                     |             |  | 22.176 |        |  |  |  |  |  |  |
| Municipio C                          |                                      | Coalición Republicana | Candidato 1         |             |  | 16.874 |        |  |  |  |  |  |  |
| Municipio C                          | Candidato 2                          | Coalición Republicana |                     |             |  | 16.874 |        |  |  |  |  |  |  |
| Municipio C                          | Otros (#)                            | Coalición Republicana |                     |             |  | 16.874 |        |  |  |  |  |  |  |
| Municipio C                          |                                      | Asamblea Popular      | Candidato 1         |             |  | 301    |        |  |  |  |  |  |  |
| Municipio C                          | Candidato 2                          | Asamblea Popular      |                     |             |  | 301    |        |  |  |  |  |  |  |
| Municipio C                          | Otros (#)                            | Asamblea Popular      |                     |             |  | 301    |        |  |  |  |  |  |  |
| Municipio C                          | Votos anulados                       |                       |                     |             |  |        |        |  |  |  |  |  |  |
| Municipio C                          | Votos en blanco                      |                       |                     |             |  |        |        |  |  |  |  |  |  |
| Municipio C                          | Total de votos emitidos a candidatos |                       |                     |             |  |        |        |  |  |  |  |  |  |
| Municipio C                          | Total de votos emitidos              |                       |                     |             |  |        |        |  |  |  |  |  |  |
| Municipio C                          | Total de electores habilitados       |                       |                     |             |  |        |        |  |  |  |  |  |  |
|                                      |                                      |                       |                     |             |  |        |        |  |  |  |  |  |  |
| Municipio CH                         |                                      | Frente Amplio         | Mónica Caffa        |             |  |        |        |  |  |  |  |  |  |
| Municipio CH                         |                                      | Coalición Republicana | Matilde Antía       |             |  |        |        |  |  |  |  |  |  |
| Municipio CH                         | Javier Barrios Bove                  | Coalición Republicana |                     |             |  |        |        |  |  |  |  |  |  |
| Municipio CH                         | Bautista Gil Castillo                | Coalición Republicana |                     |             |  |        |        |  |  |  |  |  |  |
| Municipio CH                         | Julieta Lampariello                  | Coalición Republicana |                     |             |  |        |        |  |  |  |  |  |  |
| Municipio CH                         | Gonzalo Legaspi                      | Coalición Republicana |                     |             |  |        |        |  |  |  |  |  |  |
| Municipio CH                         |                                      | Asamblea Popular      | Arabela Chagas      |             |  |        |        |  |  |  |  |  |  |
| Municipio CH                         | Votos anulados                       |                       |                     |             |  |        |        |  |  |  |  |  |  |
| Municipio CH                         | Votos en blanco                      |                       |                     |             |  |        |        |  |  |  |  |  |  |
| Municipio CH                         | Total de votos emitidos a candidatos |                       |                     |             |  |        |        |  |  |  |  |  |  |
| Municipio CH                         | Total de votos emitidos              |                       |                     |             |  |        |        |  |  |  |  |  |  |
| Municipio CH                         | Total de electores habilitados       |                       |                     |             |  |        |        |  |  |  |  |  |  |
| Municipio CH                         |                                      |                       |                     |             |  |        |        |  |  |  |  |  |  |
| Municipio CH                         | Municipio D                          |                       | Frente Amplio       | Candidato 1 |  |        | 19.393 |  |  |  |  |  |  |
| Candidato 2                          | Municipio D                          |                       | Frente Amplio       |             |  |        | 19.393 |  |  |  |  |  |  |
| Otros (#)                            | Municipio D                          |                       | Frente Amplio       |             |  |        | 19.393 |  |  |  |  |  |  |
|                                      | Municipio D                          | Coalición Republicana | Fabiána Agoglia     |             |  | 16.833 |        |  |  |  |  |  |  |
| Candidato 2                          | Municipio D                          | Coalición Republicana |                     |             |  | 16.833 |        |  |  |  |  |  |  |
| Otros (#)                            | Municipio D                          | Coalición Republicana |                     |             |  | 16.833 |        |  |  |  |  |  |  |
|                                      | Municipio D                          | Asamblea Popular      | Candidato 1         |             |  | 251    |        |  |  |  |  |  |  |
| Candidato 2                          | Municipio D                          | Asamblea Popular      |                     |             |  | 251    |        |  |  |  |  |  |  |
| Otros (#)                            | Municipio D                          | Asamblea Popular      |                     |             |  | 251    |        |  |  |  |  |  |  |
| Votos anulados                       | Municipio D                          |                       |                     |             |  |        |        |  |  |  |  |  |  |
| Votos en blanco                      | Municipio D                          |                       |                     |             |  |        |        |  |  |  |  |  |  |
| Total de votos emitidos a candidatos | Municipio D                          |                       |                     |             |  |        |        |  |  |  |  |  |  |
| Total de votos emitidos              | Municipio D                          |                       |                     |             |  |        |        |  |  |  |  |  |  |
| Total de electores habilitados       | Municipio D                          |                       |                     |             |  |        |        |  |  |  |  |  |  |
|                                      |                                      |                       |                     |             |  |        |        |  |  |  |  |  |  |
| Municipio E                          |                                      | Frente Amplio         | Candidato 1         |             |  | 21.280 |        |  |  |  |  |  |  |
| Municipio E                          | Candidato 2                          | Frente Amplio         |                     |             |  | 21.280 |        |  |  |  |  |  |  |
| Municipio E                          | Otros (#)                            | Frente Amplio         |                     |             |  | 21.280 |        |  |  |  |  |  |  |
| Municipio E                          |                                      | Coalición Republicana | Candidato 1         |             |  | 28.178 |        |  |  |  |  |  |  |
| Municipio E                          | Candidato 2                          | Coalición Republicana |                     |             |  | 28.178 |        |  |  |  |  |  |  |
| Municipio E                          | Otros (#)                            | Coalición Republicana |                     |             |  | 28.178 |        |  |  |  |  |  |  |
| Municipio E                          |                                      | Asamblea Popular      | Candidato 1         |             |  | 227    |        |  |  |  |  |  |  |
| Municipio E                          | Candidato 2                          | Asamblea Popular      |                     |             |  | 227    |        |  |  |  |  |  |  |
| Municipio E                          | Otros (#)                            | Asamblea Popular      |                     |             |  | 227    |        |  |  |  |  |  |  |
| Municipio E                          | Votos anulados                       |                       |                     |             |  |        |        |  |  |  |  |  |  |
| Municipio E                          | Votos en blanco                      |                       |                     |             |  |        |        |  |  |  |  |  |  |
| Municipio E                          | Total de votos emitidos a candidatos |                       |                     |             |  |        |        |  |  |  |  |  |  |
| Municipio E                          | Total de votos emitidos              |                       |                     |             |  |        |        |  |  |  |  |  |  |
| Municipio E                          | Total de electores habilitados       |                       |                     |             |  |        |        |  |  |  |  |  |  |
|                                      |                                      |                       |                     |             |  |        |        |  |  |  |  |  |  |
| Municipio F                          |                                      | Frente Amplio         | Candidato 1         |             |  | 19.492 |        |  |  |  |  |  |  |
| Municipio F                          | Candidato 2                          | Frente Amplio         |                     |             |  | 19.492 |        |  |  |  |  |  |  |
| Municipio F                          | Otros (#)                            | Frente Amplio         |                     |             |  | 19.492 |        |  |  |  |  |  |  |
| Municipio F                          |                                      | Coalición Republicana | Candidato 1         |             |  | 18.942 |        |  |  |  |  |  |  |
| Municipio F                          | Candidato 2                          | Coalición Republicana |                     |             |  | 18.942 |        |  |  |  |  |  |  |
| Municipio F                          | Otros (#)                            | Coalición Republicana |                     |             |  | 18.942 |        |  |  |  |  |  |  |
| Municipio F                          |                                      | Asamblea Popular      | Candidato 1         |             |  | 178    |        |  |  |  |  |  |  |
| Municipio F                          | Candidato 2                          | Asamblea Popular      |                     |             |  | 178    |        |  |  |  |  |  |  |
| Municipio F                          | Otros (#)                            | Asamblea Popular      |                     |             |  | 178    |        |  |  |  |  |  |  |
| Municipio F                          | Votos anulados                       |                       |                     |             |  |        |        |  |  |  |  |  |  |
| Municipio F                          | Votos en blanco                      |                       |                     |             |  |        |        |  |  |  |  |  |  |
| Municipio F                          | Total de votos emitidos a candidatos |                       |                     |             |  |        |        |  |  |  |  |  |  |
| Municipio F                          | Total de votos emitidos              |                       |                     |             |  |        |        |  |  |  |  |  |  |
| Municipio F                          | Total de electores habilitados       |                       |                     |             |  |        |        |  |  |  |  |  |  |
|                                      |                                      |                       |                     |             |  |        |        |  |  |  |  |  |  |
| Municipio G                          |                                      | Frente Amplio         | Candidato 1         |             |  | 20.775 |        |  |  |  |  |  |  |
| Municipio G                          | Candidato 2                          | Frente Amplio         |                     |             |  | 20.775 |        |  |  |  |  |  |  |
| Municipio G                          | Otros (#)                            | Frente Amplio         |                     |             |  | 20.775 |        |  |  |  |  |  |  |
| Municipio G                          |                                      | Coalición Republicana | Candidato 1         |             |  | 13.642 |        |  |  |  |  |  |  |
| Municipio G                          | Candidato 2                          | Coalición Republicana |                     |             |  | 13.642 |        |  |  |  |  |  |  |
| Municipio G                          | Otros (#)                            | Coalición Republicana |                     |             |  | 13.642 |        |  |  |  |  |  |  |
| Municipio G                          |                                      | Asamblea Popular      | Candidato 1         |             |  | 225    |        |  |  |  |  |  |  |
| Municipio G                          | Candidato 2                          | Asamblea Popular      |                     |             |  | 225    |        |  |  |  |  |  |  |
| Municipio G                          | Otros (#)                            | Asamblea Popular      |                     |             |  | 225    |        |  |  |  |  |  |  |
| Municipio G                          | Votos anulados                       |                       |                     |             |  |        |        |  |  |  |  |  |  |
| Municipio G                          | Votos en blanco                      |                       |                     |             |  |        |        |  |  |  |  |  |  |
| Municipio G                          | Total de votos emitidos a candidatos |                       |                     |             |  |        |        |  |  |  |  |  |  |
| Municipio G                          | Total de votos emitidos              |                       |                     |             |  |        |        |  |  |  |  |  |  |
| Municipio G                          | Total de electores habilitados       |                       |                     |             |  |        |        |  |  |  |  |  |  |

### Paysandú

#### Departamentales
| Partido | Partido          | Candidato                                                                                              | Resultados | Resultados | Resultados      | Resultados  | Resultados |
| Partido | Partido          | Candidato                                                                                              | Votos      | %          | Votos (partido) | % (partido) | Ediles     |
| --- | ---------------- | --- | ---------- | ---------- | --------------- | ----------- | ---------- |
| | Partido Nacional | Jorge Larrañaga Suplentes: 1. María Álvarez 2. Ricardo Soares 3. Aparicio Larrañaga 4. Daniel Strozzi  |            |            | 49.095          |             |            |
| Nicolás Olivera Suplentes: 1. Fermín Farinha 2. Silbia Visoso 3. Ricardo Molinelli 4. Daniel Arciere          | Partido Nacional | |            |            | 49.095          |             |            |
| María Gómez Suplentes: 1. Aníbal Erramuspe 2. Eduardo Van Hoff 3. Ana Borjas 4. Jacqueline Alza               | Partido Nacional | |            |            | 49.095          |             |            |
| | Frente Amplio    | Mario Díaz Suplentes: 1. María Ines Firpo 2. Olga Rodríguez 3. Ricardo Fleitas 4. Juan Laca            |            |            | 26.202          |             |            |
| Guillermo Caraballo Suplentes: 1. Angela Almeida 2. Claudia Moroy 3. Federico Álvarez 4. Nestor Vanzini       | Frente Amplio    | |            |            | 26.202          |             |            |
| Natalia Martínez Suplentes: 1. Verónica Villarreal 2. Walter Caraballo 3. Mathías Machuca 4. Ana Beltranchini | Frente Amplio    | |            |            | 26.202          |             |            |
| | Partido Colorado | Franklin Belveder Suplentes: 1. Lorena Almirón 2. Andrés Klein 3. Estanislao Gossi 4. Renzo Vanzini    |            |            |                 |             |            |
| David Helguera Suplentes: 1. Ana Tabárez 2. Gabriela Meneses 3. Washington Meireles 4. Mauricio Facchin       | Partido Colorado | |            |            |                 |             |            |
| | Cabildo Abierto  | Luis Dungey Suplentes: 1. Dugal Cabrera 2. Soledad Leal 3. Elias Vidal 4. Ricardo Fans                 |            |            |                 |             |            |
| | Asamblea Popular | Martín Andrada Suplentes: 1. Ricardo García 2. Micaela Molinelli 3. Washington Acuña 4. María Da Cunda |            |            |                 |             |            |
| Votos anulados                                                                                                |                  | |            |            |                 |             |            |
| Votos en blanco                                                                                               |                  | |            |            |                 |             |            |
| Total de votos válidos                                                                                        |                  | |            |            |                 |             |            |
| Total de votos emitidos                                                                                       |                  | |            |            |                 |             |            |
| Total de electores habilitados                                                                                |                  | |            |            |                 |             |            |

#### Municipales
- Chapicuy
- El Eucalipto
- Guichón
- Lorenzo Geyres
- Piedras Coloradas
- Porvenir
- Quebracho
- Tambores

| Chapicuy          |                                      | Partido Nacional | Candidato 1 |  |  |  |  |  |  |  |  |  |
| Chapicuy          | Candidato 2                          | Partido Nacional |             |  |  |  |  |  |  |  |  |  |
| Chapicuy          | Otros (#)                            | Partido Nacional |             |  |  |  |  |  |  |  |  |  |
| Chapicuy          |                                      | Frente Amplio    | Candidato 1 |  |  |  |  |  |  |  |  |  |
| Chapicuy          | Candidato 2                          | Frente Amplio    |             |  |  |  |  |  |  |  |  |  |
| Chapicuy          | Otros (#)                            | Frente Amplio    |             |  |  |  |  |  |  |  |  |  |
| Chapicuy          |                                      | Partido Colorado | Candidato 1 |  |  |  |  |  |  |  |  |  |
| Chapicuy          | Candidato 2                          | Partido Colorado |             |  |  |  |  |  |  |  |  |  |
| Chapicuy          | Otros (#)                            | Partido Colorado |             |  |  |  |  |  |  |  |  |  |
| Chapicuy          |                                      | Cabildo Abierto  | Candidato 1 |  |  |  |  |  |  |  |  |  |
| Chapicuy          | Candidato 2                          | Cabildo Abierto  |             |  |  |  |  |  |  |  |  |  |
| Chapicuy          | Otros (#)                            | Cabildo Abierto  |             |  |  |  |  |  |  |  |  |  |
| Chapicuy          |                                      | Asamblea Popular | Candidato 1 |  |  |  |  |  |  |  |  |  |
| Chapicuy          | Candidato 2                          | Asamblea Popular |             |  |  |  |  |  |  |  |  |  |
| Chapicuy          | Otros (#)                            | Asamblea Popular |             |  |  |  |  |  |  |  |  |  |
| Chapicuy          | Votos anulados                       |                  |             |  |  |  |  |  |  |  |  |  |
| Chapicuy          | Votos en blanco                      |                  |             |  |  |  |  |  |  |  |  |  |
| Chapicuy          | Total de votos emitidos a candidatos |                  |             |  |  |  |  |  |  |  |  |  |
| Chapicuy          | Total de votos emitidos              |                  |             |  |  |  |  |  |  |  |  |  |
| Chapicuy          | Total de electores habilitados       |                  |             |  |  |  |  |  |  |  |  |  |
|                   |                                      |                  |             |  |  |  |  |  |  |  |  |  |
| 121x121px Guichón |                                      | Partido Nacional | Candidato 1 |  |  |  |  |  |  |  |  |  |
| 121x121px Guichón | Candidato 2                          | Partido Nacional |             |  |  |  |  |  |  |  |  |  |
| 121x121px Guichón | Otros (#)                            | Partido Nacional |             |  |  |  |  |  |  |  |  |  |
| 121x121px Guichón |                                      | Frente Amplio    | Candidato 1 |  |  |  |  |  |  |  |  |  |
| 121x121px Guichón | Candidato 2                          | Frente Amplio    |             |  |  |  |  |  |  |  |  |  |
| 121x121px Guichón | Otros (#)                            | Frente Amplio    |             |  |  |  |  |  |  |  |  |  |
| 121x121px Guichón |                                      | Partido Colorado | Candidato 1 |  |  |  |  |  |  |  |  |  |
| 121x121px Guichón | Candidato 2                          | Partido Colorado |             |  |  |  |  |  |  |  |  |  |
| 121x121px Guichón | Otros (#)                            | Partido Colorado |             |  |  |  |  |  |  |  |  |  |
| 121x121px Guichón |                                      | Cabildo Abierto  | Candidato 1 |  |  |  |  |  |  |  |  |  |
| 121x121px Guichón | Candidato 2                          | Cabildo Abierto  |             |  |  |  |  |  |  |  |  |  |
| 121x121px Guichón | Otros (#)                            | Cabildo Abierto  |             |  |  |  |  |  |  |  |  |  |
| 121x121px Guichón |                                      | Asamblea Popular | Candidato 1 |  |  |  |  |  |  |  |  |  |
| 121x121px Guichón | Candidato 2                          | Asamblea Popular |             |  |  |  |  |  |  |  |  |  |
| 121x121px Guichón | Otros (#)                            | Asamblea Popular |             |  |  |  |  |  |  |  |  |  |
| 121x121px Guichón | Votos anulados                       |                  |             |  |  |  |  |  |  |  |  |  |
| 121x121px Guichón | Votos en blanco                      |                  |             |  |  |  |  |  |  |  |  |  |
| 121x121px Guichón | Total de votos emitidos a candidatos |                  |             |  |  |  |  |  |  |  |  |  |
| 121x121px Guichón | Total de votos emitidos              |                  |             |  |  |  |  |  |  |  |  |  |
| 121x121px Guichón | Total de electores habilitados       |                  |             |  |  |  |  |  |  |  |  |  |
|                   |                                      |                  |             |  |  |  |  |  |  |  |  |  |
| Lorenzo Geyres    |                                      | Partido Nacional | Candidato 1 |  |  |  |  |  |  |  |  |  |
| Lorenzo Geyres    | Candidato 2                          | Partido Nacional |             |  |  |  |  |  |  |  |  |  |
| Lorenzo Geyres    | Otros (#)                            | Partido Nacional |             |  |  |  |  |  |  |  |  |  |
| Lorenzo Geyres    |                                      | Frente Amplio    | Candidato 1 |  |  |  |  |  |  |  |  |  |
| Lorenzo Geyres    | Candidato 2                          | Frente Amplio    |             |  |  |  |  |  |  |  |  |  |
| Lorenzo Geyres    | Otros (#)                            | Frente Amplio    |             |  |  |  |  |  |  |  |  |  |
| Lorenzo Geyres    |                                      | Partido Colorado | Candidato 1 |  |  |  |  |  |  |  |  |  |
| Lorenzo Geyres    | Candidato 2                          | Partido Colorado |             |  |  |  |  |  |  |  |  |  |
| Lorenzo Geyres    | Otros (#)                            | Partido Colorado |             |  |  |  |  |  |  |  |  |  |
| Lorenzo Geyres    |                                      | Cabildo Abierto  | Candidato 1 |  |  |  |  |  |  |  |  |  |
| Lorenzo Geyres    | Candidato 2                          | Cabildo Abierto  |             |  |  |  |  |  |  |  |  |  |
| Lorenzo Geyres    | Otros (#)                            | Cabildo Abierto  |             |  |  |  |  |  |  |  |  |  |
| Lorenzo Geyres    |                                      | Asamblea Popular | Candidato 1 |  |  |  |  |  |  |  |  |  |
| Lorenzo Geyres    | Candidato 2                          | Asamblea Popular |             |  |  |  |  |  |  |  |  |  |
| Lorenzo Geyres    | Otros (#)                            | Asamblea Popular |             |  |  |  |  |  |  |  |  |  |
| Lorenzo Geyres    | Votos anulados                       |                  |             |  |  |  |  |  |  |  |  |  |
| Lorenzo Geyres    | Votos en blanco                      |                  |             |  |  |  |  |  |  |  |  |  |
| Lorenzo Geyres    | Total de votos emitidos a candidatos |                  |             |  |  |  |  |  |  |  |  |  |
| Lorenzo Geyres    | Total de votos emitidos              |                  |             |  |  |  |  |  |  |  |  |  |
| Lorenzo Geyres    | Total de electores habilitados       |                  |             |  |  |  |  |  |  |  |  |  |
|                   |                                      |                  |             |  |  |  |  |  |  |  |  |  |
| Piedras Coloradas |                                      | Partido Nacional | Candidato 1 |  |  |  |  |  |  |  |  |  |
| Piedras Coloradas | Candidato 2                          | Partido Nacional |             |  |  |  |  |  |  |  |  |  |
| Piedras Coloradas | Otros (#)                            | Partido Nacional |             |  |  |  |  |  |  |  |  |  |
| Piedras Coloradas |                                      | Frente Amplio    | Candidato 1 |  |  |  |  |  |  |  |  |  |
| Piedras Coloradas | Candidato 2                          | Frente Amplio    |             |  |  |  |  |  |  |  |  |  |
| Piedras Coloradas | Otros (#)                            | Frente Amplio    |             |  |  |  |  |  |  |  |  |  |
| Piedras Coloradas |                                      | Partido Colorado | Candidato 1 |  |  |  |  |  |  |  |  |  |
| Piedras Coloradas | Candidato 2                          | Partido Colorado |             |  |  |  |  |  |  |  |  |  |
| Piedras Coloradas | Otros (#)                            | Partido Colorado |             |  |  |  |  |  |  |  |  |  |
| Piedras Coloradas |                                      | Cabildo Abierto  | Candidato 1 |  |  |  |  |  |  |  |  |  |
| Piedras Coloradas | Candidato 2                          | Cabildo Abierto  |             |  |  |  |  |  |  |  |  |  |
| Piedras Coloradas | Otros (#)                            | Cabildo Abierto  |             |  |  |  |  |  |  |  |  |  |
| Piedras Coloradas |                                      | Asamblea Popular | Candidato 1 |  |  |  |  |  |  |  |  |  |
| Piedras Coloradas | Candidato 2                          | Asamblea Popular |             |  |  |  |  |  |  |  |  |  |
| Piedras Coloradas | Otros (#)                            | Asamblea Popular |             |  |  |  |  |  |  |  |  |  |
| Piedras Coloradas | Votos anulados                       |                  |             |  |  |  |  |  |  |  |  |  |
| Piedras Coloradas | Votos en blanco                      |                  |             |  |  |  |  |  |  |  |  |  |
| Piedras Coloradas | Total de votos emitidos a candidatos |                  |             |  |  |  |  |  |  |  |  |  |
| Piedras Coloradas | Total de votos emitidos              |                  |             |  |  |  |  |  |  |  |  |  |
| Piedras Coloradas | Total de electores habilitados       |                  |             |  |  |  |  |  |  |  |  |  |
|                   |                                      |                  |             |  |  |  |  |  |  |  |  |  |
| Porvenir          |                                      | Partido Nacional | Candidato 1 |  |  |  |  |  |  |  |  |  |
| Porvenir          | Candidato 2                          | Partido Nacional |             |  |  |  |  |  |  |  |  |  |
| Porvenir          | Otros (#)                            | Partido Nacional |             |  |  |  |  |  |  |  |  |  |
| Porvenir          |                                      | Frente Amplio    | Candidato 1 |  |  |  |  |  |  |  |  |  |
| Porvenir          | Candidato 2                          | Frente Amplio    |             |  |  |  |  |  |  |  |  |  |
| Porvenir          | Otros (#)                            | Frente Amplio    |             |  |  |  |  |  |  |  |  |  |
| Porvenir          |                                      | Partido Colorado | Candidato 1 |  |  |  |  |  |  |  |  |  |
| Porvenir          | Candidato 2                          | Partido Colorado |             |  |  |  |  |  |  |  |  |  |
| Porvenir          | Otros (#)                            | Partido Colorado |             |  |  |  |  |  |  |  |  |  |
| Porvenir          |                                      | Cabildo Abierto  | Candidato 1 |  |  |  |  |  |  |  |  |  |
| Porvenir          | Candidato 2                          | Cabildo Abierto  |             |  |  |  |  |  |  |  |  |  |
| Porvenir          | Otros (#)                            | Cabildo Abierto  |             |  |  |  |  |  |  |  |  |  |
| Porvenir          |                                      | Asamblea Popular | Candidato 1 |  |  |  |  |  |  |  |  |  |
| Porvenir          | Candidato 2                          | Asamblea Popular |             |  |  |  |  |  |  |  |  |  |
| Porvenir          | Otros (#)                            | Asamblea Popular |             |  |  |  |  |  |  |  |  |  |
| Porvenir          | Votos anulados                       |                  |             |  |  |  |  |  |  |  |  |  |
| Porvenir          | Votos en blanco                      |                  |             |  |  |  |  |  |  |  |  |  |
| Porvenir          | Total de votos emitidos a candidatos |                  |             |  |  |  |  |  |  |  |  |  |
| Porvenir          | Total de votos emitidos              |                  |             |  |  |  |  |  |  |  |  |  |
| Porvenir          | Total de electores habilitados       |                  |             |  |  |  |  |  |  |  |  |  |
|                   |                                      |                  |             |  |  |  |  |  |  |  |  |  |
| Quebracho         |                                      | Partido Nacional | Candidato 1 |  |  |  |  |  |  |  |  |  |
| Quebracho         | Candidato 2                          | Partido Nacional |             |  |  |  |  |  |  |  |  |  |
| Quebracho         | Otros (#)                            | Partido Nacional |             |  |  |  |  |  |  |  |  |  |
| Quebracho         |                                      | Frente Amplio    | Candidato 1 |  |  |  |  |  |  |  |  |  |
| Quebracho         | Candidato 2                          | Frente Amplio    |             |  |  |  |  |  |  |  |  |  |
| Quebracho         | Otros (#)                            | Frente Amplio    |             |  |  |  |  |  |  |  |  |  |
| Quebracho         |                                      | Partido Colorado | Candidato 1 |  |  |  |  |  |  |  |  |  |
| Quebracho         | Candidato 2                          | Partido Colorado |             |  |  |  |  |  |  |  |  |  |
| Quebracho         | Otros (#)                            | Partido Colorado |             |  |  |  |  |  |  |  |  |  |
| Quebracho         |                                      | Cabildo Abierto  | Candidato 1 |  |  |  |  |  |  |  |  |  |
| Quebracho         | Candidato 2                          | Cabildo Abierto  |             |  |  |  |  |  |  |  |  |  |
| Quebracho         | Otros (#)                            | Cabildo Abierto  |             |  |  |  |  |  |  |  |  |  |
| Quebracho         |                                      | Asamblea Popular | Candidato 1 |  |  |  |  |  |  |  |  |  |
| Quebracho         | Candidato 2                          | Asamblea Popular |             |  |  |  |  |  |  |  |  |  |
| Quebracho         | Otros (#)                            | Asamblea Popular |             |  |  |  |  |  |  |  |  |  |
| Quebracho         | Votos anulados                       |                  |             |  |  |  |  |  |  |  |  |  |
| Quebracho         | Votos en blanco                      |                  |             |  |  |  |  |  |  |  |  |  |
| Quebracho         | Total de votos emitidos a candidatos |                  |             |  |  |  |  |  |  |  |  |  |
| Quebracho         | Total de votos emitidos              |                  |             |  |  |  |  |  |  |  |  |  |
| Quebracho         | Total de electores habilitados       |                  |             |  |  |  |  |  |  |  |  |  |
|                   |                                      |                  |             |  |  |  |  |  |  |  |  |  |
| Tambores          |                                      | Partido Nacional | Candidato 1 |  |  |  |  |  |  |  |  |  |
| Tambores          | Candidato 2                          | Partido Nacional |             |  |  |  |  |  |  |  |  |  |
| Tambores          | Otros (#)                            | Partido Nacional |             |  |  |  |  |  |  |  |  |  |
| Tambores          |                                      | Frente Amplio    | Candidato 1 |  |  |  |  |  |  |  |  |  |
| Tambores          | Candidato 2                          | Frente Amplio    |             |  |  |  |  |  |  |  |  |  |
| Tambores          | Otros (#)                            | Frente Amplio    |             |  |  |  |  |  |  |  |  |  |
| Tambores          |                                      | Partido Colorado | Candidato 1 |  |  |  |  |  |  |  |  |  |
| Tambores          | Candidato 2                          | Partido Colorado |             |  |  |  |  |  |  |  |  |  |
| Tambores          | Otros (#)                            | Partido Colorado |             |  |  |  |  |  |  |  |  |  |
| Tambores          |                                      | Cabildo Abierto  | Candidato 1 |  |  |  |  |  |  |  |  |  |
| Tambores          | Candidato 2                          | Cabildo Abierto  |             |  |  |  |  |  |  |  |  |  |
| Tambores          | Otros (#)                            | Cabildo Abierto  |             |  |  |  |  |  |  |  |  |  |
| Tambores          |                                      | Asamblea Popular | Candidato 1 |  |  |  |  |  |  |  |  |  |
| Tambores          | Candidato 2                          | Asamblea Popular |             |  |  |  |  |  |  |  |  |  |
| Tambores          | Otros (#)                            | Asamblea Popular |             |  |  |  |  |  |  |  |  |  |
| Tambores          | Votos anulados                       |                  |             |  |  |  |  |  |  |  |  |  |
| Tambores          | Votos en blanco                      |                  |             |  |  |  |  |  |  |  |  |  |
| Tambores          | Total de votos emitidos a candidatos |                  |             |  |  |  |  |  |  |  |  |  |
| Tambores          | Total de votos emitidos              |                  |             |  |  |  |  |  |  |  |  |  |
| Tambores          | Total de electores habilitados       |                  |             |  |  |  |  |  |  |  |  |  |

### Río Negro

#### Departamentales
| Partido                                                                                               | Partido          | Candidato                                                                                                   | Resultados | Resultados | Resultados      | Resultados  | Resultados |
| Partido                                                                                               | Partido          | Candidato                                                                                                   | Votos      | %          | Votos (partido) | % (partido) | Ediles     |
| --- | ---------------- | --- | ---------- | ---------- | --------------- | ----------- | ---------- |
| | Partido Nacional | Mercedes Long Suplentes: 1. Matías Amorín 2. Javier López 3. Mariana Mascareña 4. Guillermo Bordoli         |            |            | 11.948          |             |            |
| Elbio Godoy Suplentes: 1. Rony Bevegni 2. Griselda Crevoisier 3. Washington Laco 4. Darío Kulik       | Partido Nacional | |            |            | 11.948          |             |            |
| José Martínez Suplentes: 1. Victor Da Rosa 2. Karen Bocalandro 3. Álvaro Ithurbide 4. Carlos Acuña    | Partido Nacional | |            |            | 11.948          |             |            |
| | Frente Amplio    | Guillermo Levratto Suplentes: 1. Walter Cardozo 2. María José Olivera 3. Álvaro Martínez 4. Laura Zanuttini |            |            | 17.841          |             |            |
| Óscar Terzaghi Suplentes: 1. Carlos Laborde 2. Daniela Maquieira 3. María Tori 4. Flavia Padilla      | Frente Amplio    | |            |            | 17.841          |             |            |
| Sergio Milesi Suplentes: 1. Christian Echevarría 2. María Tonarelli 3. Jorge Techera 4. Vicky Bonilla | Frente Amplio    | |            |            | 17.841          |             |            |
| | Partido Colorado | Gualberto Carminatti Suplentes: 1. Andrés Cianciarullo 2. Álvaro Solari 3. Lila Tiscornia 4. Angel Pavloff  |            |            |                 |             |            |
| | Cabildo Abierto  | Horacio Labadie Suplentes: 1. Bibiana Nedor 2. Álvaro Blanco 3. María Fernández 4. Elbio Hernández          |            |            |                 |             |            |
| Cristian Nidegger Suplentes: 1. Elbio Fernández 2. Lorena Retamar 3. Samuel López 4. Dana Bustamante  | Cabildo Abierto  | |            |            |                 |             |            |
| Votos anulados                                                                                        |                  | |            |            |                 |             |            |
| Votos en blanco                                                                                       |                  | |            |            |                 |             |            |
| Total de votos válidos                                                                                |                  | |            |            |                 |             |            |
| Total de votos emitidos                                                                               |                  | |            |            |                 |             |            |
| Total de electores habilitados                                                                        |                  | |            |            |                 |             |            |

#### Municipales
- Nuevo Berlín
- San Javier
- Young

| Nuevo Berlín |                                      | Partido Nacional | Candidato 1 |  |  |       |  |  |  |  |  |  |
| Nuevo Berlín | Candidato 2                          | Partido Nacional |             |  |  |       |  |  |  |  |  |  |
| Nuevo Berlín | Otros (#)                            | Partido Nacional |             |  |  |       |  |  |  |  |  |  |
| Nuevo Berlín |                                      | Frente Amplio    | Candidato 1 |  |  |       |  |  |  |  |  |  |
| Nuevo Berlín | Candidato 2                          | Frente Amplio    |             |  |  |       |  |  |  |  |  |  |
| Nuevo Berlín | Otros (#)                            | Frente Amplio    |             |  |  |       |  |  |  |  |  |  |
| Nuevo Berlín |                                      | Partido Colorado | Candidato 1 |  |  |       |  |  |  |  |  |  |
| Nuevo Berlín | Candidato 2                          | Partido Colorado |             |  |  |       |  |  |  |  |  |  |
| Nuevo Berlín | Otros (#)                            | Partido Colorado |             |  |  |       |  |  |  |  |  |  |
| Nuevo Berlín |                                      | Cabildo Abierto  | Candidato 1 |  |  |       |  |  |  |  |  |  |
| Nuevo Berlín | Candidato 2                          | Cabildo Abierto  |             |  |  |       |  |  |  |  |  |  |
| Nuevo Berlín | Otros (#)                            | Cabildo Abierto  |             |  |  |       |  |  |  |  |  |  |
| Nuevo Berlín | Votos anulados                       |                  |             |  |  |       |  |  |  |  |  |  |
| Nuevo Berlín | Votos en blanco                      |                  |             |  |  |       |  |  |  |  |  |  |
| Nuevo Berlín | Total de votos emitidos a candidatos |                  |             |  |  |       |  |  |  |  |  |  |
| Nuevo Berlín | Total de votos emitidos              |                  |             |  |  |       |  |  |  |  |  |  |
| Nuevo Berlín | Total de electores habilitados       |                  |             |  |  |       |  |  |  |  |  |  |
|              |                                      |                  |             |  |  |       |  |  |  |  |  |  |
| San Javier   |                                      | Partido Nacional | Candidato 1 |  |  |       |  |  |  |  |  |  |
| San Javier   | Candidato 2                          | Partido Nacional |             |  |  |       |  |  |  |  |  |  |
| San Javier   | Otros (#)                            | Partido Nacional |             |  |  |       |  |  |  |  |  |  |
| San Javier   |                                      | Frente Amplio    | Candidato 1 |  |  |       |  |  |  |  |  |  |
| San Javier   | Candidato 2                          | Frente Amplio    |             |  |  |       |  |  |  |  |  |  |
| San Javier   | Otros (#)                            | Frente Amplio    |             |  |  |       |  |  |  |  |  |  |
| San Javier   |                                      | Partido Colorado | Candidato 1 |  |  |       |  |  |  |  |  |  |
| San Javier   | Candidato 2                          | Partido Colorado |             |  |  |       |  |  |  |  |  |  |
| San Javier   | Otros (#)                            | Partido Colorado |             |  |  |       |  |  |  |  |  |  |
| San Javier   |                                      | Cabildo Abierto  | Candidato 1 |  |  |       |  |  |  |  |  |  |
| San Javier   | Candidato 2                          | Cabildo Abierto  |             |  |  |       |  |  |  |  |  |  |
| San Javier   | Otros (#)                            | Cabildo Abierto  |             |  |  |       |  |  |  |  |  |  |
| San Javier   | Votos anulados                       |                  |             |  |  |       |  |  |  |  |  |  |
| San Javier   | Votos en blanco                      |                  |             |  |  |       |  |  |  |  |  |  |
| San Javier   | Total de votos emitidos a candidatos |                  |             |  |  |       |  |  |  |  |  |  |
| San Javier   | Total de votos emitidos              |                  |             |  |  |       |  |  |  |  |  |  |
| San Javier   | Total de electores habilitados       |                  |             |  |  |       |  |  |  |  |  |  |
|              |                                      |                  |             |  |  |       |  |  |  |  |  |  |
| Young        |                                      | Partido Nacional | Candidato 1 |  |  | 3.522 |  |  |  |  |  |  |
| Young        | Candidato 2                          | Partido Nacional |             |  |  | 3.522 |  |  |  |  |  |  |
| Young        | Otros (#)                            | Partido Nacional |             |  |  | 3.522 |  |  |  |  |  |  |
| Young        |                                      | Frente Amplio    | Candidato 1 |  |  | 3.809 |  |  |  |  |  |  |
| Young        | Candidato 2                          | Frente Amplio    |             |  |  | 3.809 |  |  |  |  |  |  |
| Young        | Otros (#)                            | Frente Amplio    |             |  |  | 3.809 |  |  |  |  |  |  |
| Young        |                                      | Partido Colorado | Candidato 1 |  |  | 1.697 |  |  |  |  |  |  |
| Young        | Candidato 2                          | Partido Colorado |             |  |  | 1.697 |  |  |  |  |  |  |
| Young        | Otros (#)                            | Partido Colorado |             |  |  | 1.697 |  |  |  |  |  |  |
| Young        |                                      | Cabildo Abierto  | Candidato 1 |  |  |       |  |  |  |  |  |  |
| Young        | Candidato 2                          | Cabildo Abierto  |             |  |  |       |  |  |  |  |  |  |
| Young        | Otros (#)                            | Cabildo Abierto  |             |  |  |       |  |  |  |  |  |  |
| Young        | Votos anulados                       |                  |             |  |  |       |  |  |  |  |  |  |
| Young        | Votos en blanco                      |                  |             |  |  |       |  |  |  |  |  |  |
| Young        | Total de votos emitidos a candidatos |                  |             |  |  |       |  |  |  |  |  |  |
| Young        | Total de votos emitidos              |                  |             |  |  |       |  |  |  |  |  |  |
| Young        | Total de electores habilitados       |                  |             |  |  |       |  |  |  |  |  |  |

### Rivera

#### Departamentales
| Partido | Partido          | Candidato                                                                                                  | Resultados | Resultados | Resultados      | Resultados  | Resultados |
| Partido | Partido          | Candidato                                                                                                  | Votos      | %          | Votos (partido) | % (partido) | Ediles     |
| --- | ---------------- | --- | ---------- | ---------- | --------------- | ----------- | ---------- |
| | Partido Colorado | Richard Sander Suplentes: 1. Martín García 2. Santiago Esteves 3. Daniela Porto 4. Giovani Conti           |            |            | 43.606          |             |            |
| Mauricio González Suplentes: 1. Sergio Rauduviniche 2. Anabella Traverso 3. Heber Díaz 4. Mariela Figueroa | Partido Colorado | |            |            | 43.606          |             |            |
| José Beis Suplentes: 1. Juan Cupparo 2. María del Carmen Pedezer 3. Juan Alberto Beis 4. Marcelo Osorio    | Partido Colorado | |            |            | 43.606          |             |            |
| | Partido Nacional | Natalia López Suplentes: 1. Santiago Camargo 2. Lilian Padern 3. Ismael Antúnez 4. María Gonçalves         |            |            | 16.542          |             |            |
| Ricardo Araujo Suplentes: 1. José Vargas 2. Alfredo Valerio 3. Silvia Zabalveytia 4. Luis Alberto Coutinho | Partido Nacional | |            |            | 16.542          |             |            |
| Milton Machado Suplentes: 1. Valentina Lópéz 2. Carlos Esteves 3. Analucy Siñeriz 4. Mariano Camacho       | Partido Nacional | |            |            | 16.542          |             |            |
| | Frente Amplio    | Carlos Cabrera Suplentes: 1. Carla Perez 2. Marta Diniz 3. Alexis Corrales 4. María Bentacurt              |            |            | 10.363          |             |            |
| Adriana Tavares Suplentes: 1. Washington Umpierre 2. Carla Pérez 3. Leonardo Grosso 4. Marta Diniz         | Frente Amplio    | |            |            | 10.363          |             |            |
| Ricardo Esteves Suplentes: 1. Marta Diniz 2. Carla Pérez 3. Ricardo Giorello 4. José Arias                 | Frente Amplio    | |            |            | 10.363          |             |            |
| | Asamblea Popular | Henrique Ramos Suplentes: 1. Fernando Espíndola 2. Claudia Fleitas 3. Wilder Lacuesta 4. Valeria De Bellis |            |            | 130             |             |            |
| Votos anulados                                                                                             |                  | |            |            |                 |             |            |
| Votos en blanco                                                                                            |                  | |            |            |                 |             |            |
| Total de votos válidos                                                                                     |                  | |            |            |                 |             |            |
| Total de votos emitidos                                                                                    |                  | |            |            |                 |             |            |
| Total de electores habilitados                                                                             |                  | |            |            |                 |             |            |

#### Municipales
- Minas de Corrales
- Tranqueras
- Vichadero

| Minas de Corrales |                                      | Partido Colorado | Candidato 1 |  |  |  |  |  |  |  |  |  |
| Minas de Corrales | Candidato 2                          | Partido Colorado |             |  |  |  |  |  |  |  |  |  |
| Minas de Corrales | Otros (#)                            | Partido Colorado |             |  |  |  |  |  |  |  |  |  |
| Minas de Corrales |                                      | Partido Nacional | Candidato 1 |  |  |  |  |  |  |  |  |  |
| Minas de Corrales | Candidato 2                          | Partido Nacional |             |  |  |  |  |  |  |  |  |  |
| Minas de Corrales | Otros (#)                            | Partido Nacional |             |  |  |  |  |  |  |  |  |  |
| Minas de Corrales |                                      | Frente Amplio    | Candidato 1 |  |  |  |  |  |  |  |  |  |
| Minas de Corrales | Candidato 2                          | Frente Amplio    |             |  |  |  |  |  |  |  |  |  |
| Minas de Corrales | Otros (#)                            | Frente Amplio    |             |  |  |  |  |  |  |  |  |  |
| Minas de Corrales |                                      | Asamblea Popular | Candidato 1 |  |  |  |  |  |  |  |  |  |
| Minas de Corrales | Candidato 2                          | Asamblea Popular |             |  |  |  |  |  |  |  |  |  |
| Minas de Corrales | Otros (#)                            | Asamblea Popular |             |  |  |  |  |  |  |  |  |  |
| Minas de Corrales | Votos anulados                       |                  |             |  |  |  |  |  |  |  |  |  |
| Minas de Corrales | Votos en blanco                      |                  |             |  |  |  |  |  |  |  |  |  |
| Minas de Corrales | Total de votos emitidos a candidatos |                  |             |  |  |  |  |  |  |  |  |  |
| Minas de Corrales | Total de votos emitidos              |                  |             |  |  |  |  |  |  |  |  |  |
| Minas de Corrales | Total de electores habilitados       |                  |             |  |  |  |  |  |  |  |  |  |
|                   |                                      |                  |             |  |  |  |  |  |  |  |  |  |
| Tranqueras        |                                      | Partido Colorado | Candidato 1 |  |  |  |  |  |  |  |  |  |
| Tranqueras        | Candidato 2                          | Partido Colorado |             |  |  |  |  |  |  |  |  |  |
| Tranqueras        | Otros (#)                            | Partido Colorado |             |  |  |  |  |  |  |  |  |  |
| Tranqueras        |                                      | Partido Nacional | Candidato 1 |  |  |  |  |  |  |  |  |  |
| Tranqueras        | Candidato 2                          | Partido Nacional |             |  |  |  |  |  |  |  |  |  |
| Tranqueras        | Otros (#)                            | Partido Nacional |             |  |  |  |  |  |  |  |  |  |
| Tranqueras        |                                      | Frente Amplio    | Candidato 1 |  |  |  |  |  |  |  |  |  |
| Tranqueras        | Candidato 2                          | Frente Amplio    |             |  |  |  |  |  |  |  |  |  |
| Tranqueras        | Otros (#)                            | Frente Amplio    |             |  |  |  |  |  |  |  |  |  |
| Tranqueras        |                                      | Asamblea Popular | Candidato 1 |  |  |  |  |  |  |  |  |  |
| Tranqueras        | Candidato 2                          | Asamblea Popular |             |  |  |  |  |  |  |  |  |  |
| Tranqueras        | Otros (#)                            | Asamblea Popular |             |  |  |  |  |  |  |  |  |  |
| Tranqueras        | Votos anulados                       |                  |             |  |  |  |  |  |  |  |  |  |
| Tranqueras        | Votos en blanco                      |                  |             |  |  |  |  |  |  |  |  |  |
| Tranqueras        | Total de votos emitidos a candidatos |                  |             |  |  |  |  |  |  |  |  |  |
| Tranqueras        | Total de votos emitidos              |                  |             |  |  |  |  |  |  |  |  |  |
| Tranqueras        | Total de electores habilitados       |                  |             |  |  |  |  |  |  |  |  |  |
|                   |                                      |                  |             |  |  |  |  |  |  |  |  |  |
| Vichadero         |                                      | Partido Colorado | Candidato 1 |  |  |  |  |  |  |  |  |  |
| Vichadero         | Eliana González                      | Partido Colorado |             |  |  |  |  |  |  |  |  |  |
| Vichadero         | Otros (#)                            | Partido Colorado |             |  |  |  |  |  |  |  |  |  |
| Vichadero         |                                      | Partido Nacional | Heber Mario |  |  |  |  |  |  |  |  |  |
| Vichadero         | Candidato 2                          | Partido Nacional |             |  |  |  |  |  |  |  |  |  |
| Vichadero         | Otros (#)                            | Partido Nacional |             |  |  |  |  |  |  |  |  |  |
| Vichadero         |                                      | Frente Amplio    | Candidato 1 |  |  |  |  |  |  |  |  |  |
| Vichadero         | Candidato 2                          | Frente Amplio    |             |  |  |  |  |  |  |  |  |  |
| Vichadero         | Otros (#)                            | Frente Amplio    |             |  |  |  |  |  |  |  |  |  |
| Vichadero         |                                      | Asamblea Popular | Candidato 1 |  |  |  |  |  |  |  |  |  |
| Vichadero         | Candidato 2                          | Asamblea Popular |             |  |  |  |  |  |  |  |  |  |
| Vichadero         | Otros (#)                            | Asamblea Popular |             |  |  |  |  |  |  |  |  |  |
| Vichadero         | Votos anulados                       |                  |             |  |  |  |  |  |  |  |  |  |
| Vichadero         | Votos en blanco                      |                  |             |  |  |  |  |  |  |  |  |  |
| Vichadero         | Total de votos emitidos a candidatos |                  |             |  |  |  |  |  |  |  |  |  |
| Vichadero         | Total de votos emitidos              |                  |             |  |  |  |  |  |  |  |  |  |
| Vichadero         | Total de electores habilitados       |                  |             |  |  |  |  |  |  |  |  |  |

### Rocha

#### Departamentales
| Partido                                                                                             | Partido          | Candidato                                                                                             | Resultados | Resultados | Resultados      | Resultados  | Resultados |
| Partido                                                                                             | Partido          | Candidato                                                                                             | Votos      | %          | Votos (partido) | % (partido) | Ediles     |
| --------------------------------------------------------------------------------------------------- | ---------------- | --- | ---------- | ---------- | --------------- | ----------- | ---------- |
| | Partido Nacional | Alejo Umpiérrez Suplentes: 1. Valentín Martínez 2. Raquel Nieves 3. Laureano Moreira 4. Gloria Acosta |            |            | 29.361          |             |            |
| Néstor Fernández Suplentes: 1. José Luis Molina 2. Mariela Viera 3. Mario Núñez 4. María Inés Rocha | Partido Nacional | |            |            | 29.361          |             |            |
| Eduardo Píriz Suplentes: 1. Edgardo Saint 2. Claudia Rodríguez 3. Roberto Rodríguez 4. Henry Faget  | Partido Nacional | |            |            | 29.361          |             |            |
| | Frente Amplio    | Flavia Coelho Suplentes: 1. Pilar Altez 2. Eudoxia Franco 3. Flora Vero 4. José Vaselli               |            |            | 19.861          |             |            |
| Anibal Pereyra Suplentes: 1. Laura Arambillete 2. Soledad Ghione 3. José Olivera 4. Javier Goñi     | Frente Amplio    | |            |            | 19.861          |             |            |
| | Partido Colorado | Patricia Sánchez Suplentes: 1. Antonia Saroba 2. José Chirico 3. Ana Rodríguez 4. Richard Quintián    |            |            |                 |             |            |
| Roberto Méndez Suplentes: 1. María Fossati 2. Juan Gabito 3. Hugo Gallo 4. Odra Rodríguez           | Partido Colorado | |            |            |                 |             |            |
| | Asamblea Popular | Miguel Sosa Suplentes: 1. Julio De La Llana 2. Silvia Martínez 3. Daniel Hernández 4. Alfonso Pereyra |            |            |                 |             |            |
| Votos anulados                                                                                      |                  | |            |            |                 |             |            |
| Votos en blanco                                                                                     |                  | |            |            |                 |             |            |
| Total de votos válidos                                                                              |                  | |            |            |                 |             |            |
| Total de votos emitidos                                                                             |                  | |            |            |                 |             |            |
| Total de electores habilitados                                                                      |                  | |            |            |                 |             |            |

#### Municipales
- Castillos
- Chuy
- La Paloma
- Lascano

| Castillos |                                      | Partido Nacional | Candidato 1 |  |  |       |  |  |  |  |  |  |
| Castillos | Candidato 2                          | Partido Nacional |             |  |  |       |  |  |  |  |  |  |
| Castillos | Otros (#)                            | Partido Nacional |             |  |  |       |  |  |  |  |  |  |
| Castillos |                                      | Frente Amplio    | Candidato 1 |  |  |       |  |  |  |  |  |  |
| Castillos | Candidato 2                          | Frente Amplio    |             |  |  |       |  |  |  |  |  |  |
| Castillos | Otros (#)                            | Frente Amplio    |             |  |  |       |  |  |  |  |  |  |
| Castillos |                                      | Partido Colorado | Candidato 1 |  |  |       |  |  |  |  |  |  |
| Castillos | Candidato 2                          | Partido Colorado |             |  |  |       |  |  |  |  |  |  |
| Castillos | Otros (#)                            | Partido Colorado |             |  |  |       |  |  |  |  |  |  |
| Castillos |                                      | Asamblea Popular | Candidato 1 |  |  |       |  |  |  |  |  |  |
| Castillos | Candidato 2                          | Asamblea Popular |             |  |  |       |  |  |  |  |  |  |
| Castillos | Otros (#)                            | Asamblea Popular |             |  |  |       |  |  |  |  |  |  |
| Castillos | Votos anulados                       |                  |             |  |  |       |  |  |  |  |  |  |
| Castillos | Votos en blanco                      |                  |             |  |  |       |  |  |  |  |  |  |
| Castillos | Total de votos emitidos a candidatos |                  |             |  |  |       |  |  |  |  |  |  |
| Castillos | Total de votos emitidos              |                  |             |  |  |       |  |  |  |  |  |  |
| Castillos | Total de electores habilitados       |                  |             |  |  |       |  |  |  |  |  |  |
|           |                                      |                  |             |  |  |       |  |  |  |  |  |  |
| Chuy      |                                      | Partido Nacional | Candidato 1 |  |  |       |  |  |  |  |  |  |
| Chuy      | Candidato 2                          | Partido Nacional |             |  |  |       |  |  |  |  |  |  |
| Chuy      | Otros (#)                            | Partido Nacional |             |  |  |       |  |  |  |  |  |  |
| Chuy      |                                      | Frente Amplio    | Candidato 1 |  |  |       |  |  |  |  |  |  |
| Chuy      | Candidato 2                          | Frente Amplio    |             |  |  |       |  |  |  |  |  |  |
| Chuy      | Otros (#)                            | Frente Amplio    |             |  |  |       |  |  |  |  |  |  |
| Chuy      |                                      | Partido Colorado | Candidato 1 |  |  |       |  |  |  |  |  |  |
| Chuy      | Candidato 2                          | Partido Colorado |             |  |  |       |  |  |  |  |  |  |
| Chuy      | Otros (#)                            | Partido Colorado |             |  |  |       |  |  |  |  |  |  |
| Chuy      |                                      | Asamblea Popular | Candidato 1 |  |  |       |  |  |  |  |  |  |
| Chuy      | Candidato 2                          | Asamblea Popular |             |  |  |       |  |  |  |  |  |  |
| Chuy      | Otros (#)                            | Asamblea Popular |             |  |  |       |  |  |  |  |  |  |
| Chuy      | Votos anulados                       |                  |             |  |  |       |  |  |  |  |  |  |
| Chuy      | Votos en blanco                      |                  |             |  |  |       |  |  |  |  |  |  |
| Chuy      | Total de votos emitidos a candidatos |                  |             |  |  |       |  |  |  |  |  |  |
| Chuy      | Total de votos emitidos              |                  |             |  |  |       |  |  |  |  |  |  |
| Chuy      | Total de electores habilitados       |                  |             |  |  |       |  |  |  |  |  |  |
|           |                                      |                  |             |  |  |       |  |  |  |  |  |  |
| La Paloma |                                      | Partido Nacional | Candidato 1 |  |  | 2.024 |  |  |  |  |  |  |
| La Paloma | Candidato 2                          | Partido Nacional |             |  |  | 2.024 |  |  |  |  |  |  |
| La Paloma | Otros (#)                            | Partido Nacional |             |  |  | 2.024 |  |  |  |  |  |  |
| La Paloma |                                      | Frente Amplio    | Candidato 1 |  |  | 2.269 |  |  |  |  |  |  |
| La Paloma | Candidato 2                          | Frente Amplio    |             |  |  | 2.269 |  |  |  |  |  |  |
| La Paloma | Otros (#)                            | Frente Amplio    |             |  |  | 2.269 |  |  |  |  |  |  |
| La Paloma |                                      | Partido Colorado | Candidato 1 |  |  |       |  |  |  |  |  |  |
| La Paloma | Candidato 2                          | Partido Colorado |             |  |  |       |  |  |  |  |  |  |
| La Paloma | Otros (#)                            | Partido Colorado |             |  |  |       |  |  |  |  |  |  |
| La Paloma |                                      | Asamblea Popular | Candidato 1 |  |  |       |  |  |  |  |  |  |
| La Paloma | Candidato 2                          | Asamblea Popular |             |  |  |       |  |  |  |  |  |  |
| La Paloma | Otros (#)                            | Asamblea Popular |             |  |  |       |  |  |  |  |  |  |
| La Paloma | Votos anulados                       |                  |             |  |  |       |  |  |  |  |  |  |
| La Paloma | Votos en blanco                      |                  |             |  |  |       |  |  |  |  |  |  |
| La Paloma | Total de votos emitidos a candidatos |                  |             |  |  |       |  |  |  |  |  |  |
| La Paloma | Total de votos emitidos              |                  |             |  |  |       |  |  |  |  |  |  |
| La Paloma | Total de electores habilitados       |                  |             |  |  |       |  |  |  |  |  |  |
|           |                                      |                  |             |  |  |       |  |  |  |  |  |  |
| Lascano   |                                      | Partido Nacional | Candidato 1 |  |  |       |  |  |  |  |  |  |
| Lascano   | Candidato 2                          | Partido Nacional |             |  |  |       |  |  |  |  |  |  |
| Lascano   | Otros (#)                            | Partido Nacional |             |  |  |       |  |  |  |  |  |  |
| Lascano   |                                      | Frente Amplio    | Candidato 1 |  |  |       |  |  |  |  |  |  |
| Lascano   | Candidato 2                          | Frente Amplio    |             |  |  |       |  |  |  |  |  |  |
| Lascano   | Otros (#)                            | Frente Amplio    |             |  |  |       |  |  |  |  |  |  |
| Lascano   |                                      | Partido Colorado | Candidato 1 |  |  |       |  |  |  |  |  |  |
| Lascano   | Candidato 2                          | Partido Colorado |             |  |  |       |  |  |  |  |  |  |
| Lascano   | Otros (#)                            | Partido Colorado |             |  |  |       |  |  |  |  |  |  |
| Lascano   |                                      | Asamblea Popular | Candidato 1 |  |  |       |  |  |  |  |  |  |
| Lascano   | Candidato 2                          | Asamblea Popular |             |  |  |       |  |  |  |  |  |  |
| Lascano   | Otros (#)                            | Asamblea Popular |             |  |  |       |  |  |  |  |  |  |
| Lascano   | Votos anulados                       |                  |             |  |  |       |  |  |  |  |  |  |
| Lascano   | Votos en blanco                      |                  |             |  |  |       |  |  |  |  |  |  |
| Lascano   | Total de votos emitidos a candidatos |                  |             |  |  |       |  |  |  |  |  |  |
| Lascano   | Total de votos emitidos              |                  |             |  |  |       |  |  |  |  |  |  |
| Lascano   | Total de electores habilitados       |                  |             |  |  |       |  |  |  |  |  |  |

### Salto

#### Departamentales
| Partido                                                                                                  | Partido               | Candidato                                                                                         | Resultados | Resultados | Resultados      | Resultados  | Resultados |
| Partido                                                                                                  | Partido               | Candidato                                                                                         | Votos      | %          | Votos (partido) | % (partido) | Ediles     |
| --- | --------------------- | ------------------------------------------------------------------------------------------------- | ---------- | ---------- | --------------- | ----------- | ---------- |
| | Frente Amplio         | Álvaro Lima Suplentes: 1. César Sánchez 2. Ana Verme 3. María Julia Ruggeri 4. Ingrid Urroz       |            |            | 37.249          |             |            |
| Ramón Fonticiella Suplentes: 1. Mónica Cabrera 2. Mijail Pastorino 3. Daniela Zanotta 4. Alison Silveira | Frente Amplio         |                                                                                                   |            |            | 37.249          |             |            |
| Gustavo Chiriff Suplentes: 1. Elbio Machado 2. Elena Biassini 3. César Bentos 4. Marcela Da Col          | Frente Amplio         |                                                                                                   |            |            | 37.249          |             |            |
| | Coalición Republicana | Carlos Albisu Suplentes: 1. Francisco Blardoni 2. Walter Texeira 3. Lucía Minutti 4. Myrna Haller |            |            | 51.157          |             |            |
| Marcelo Malaquina Suplentes: 1. Gabriel Rodríguez 2. Emilio Silva 3. María Orihuela 4. Nicolás Albertoni | Coalición Republicana |                                                                                                   |            |            | 51.157          |             |            |
| Votos anulados                                                                                           |                       |                                                                                                   |            |            |                 |             |            |
| Votos en blanco                                                                                          |                       |                                                                                                   |            |            |                 |             |            |
| Total de votos válidos                                                                                   |                       |                                                                                                   |            |            |                 |             |            |
| Total de votos emitidos                                                                                  |                       |                                                                                                   |            |            |                 |             |            |
| Total de electores habilitados                                                                           |                       |                                                                                                   |            |            |                 |             |            |

#### Municipales
- Belén
- Colonia Lavalleja
- Mataojo
- San Antonio
- Rincón de Valentín
- Villa Constitución

| Municipio          | Partido                              | Partido               | Candidato   | Resultados | Resultados | Resultados      | Resultados  |
| Municipio          | Partido                              | Partido               | Candidato   | Votos      | %          | Votos (partido) | % (partido) |
| ------------------ | ------------------------------------ | --------------------- | ----------- | ---------- | ---------- | --------------- | ----------- |
| Belén              |                                      | Frente Amplio         | Candidato 1 |            |            | 847             |             |
| Belén              | Candidato 2                          | Frente Amplio         |             |            |            | 847             |             |
| Belén              | Otros (#)                            | Frente Amplio         |             |            |            | 847             |             |
| Belén              |                                      | Coalición Republicana | Candidato 1 |            |            | 695             |             |
| Belén              | Candidato 2                          | Coalición Republicana |             |            |            | 695             |             |
| Belén              | Otros (#)                            | Coalición Republicana |             |            |            | 695             |             |
| Belén              | Votos anulados                       |                       |             |            |            |                 |             |
| Belén              | Votos en blanco                      |                       |             |            |            |                 |             |
| Belén              | Total de votos emitidos a candidatos |                       |             |            |            |                 |             |
| Belén              | Total de votos emitidos              |                       |             |            |            |                 |             |
| Belén              | Total de electores habilitados       |                       |             |            |            |                 |             |
|                    |                                      |                       |             |            |            |                 |             |
| Colonia Lavalleja  |                                      | Frente Amplio         | Candidato 1 |            |            |                 |             |
| Colonia Lavalleja  | Candidato 2                          | Frente Amplio         |             |            |            |                 |             |
| Colonia Lavalleja  | Otros (#)                            | Frente Amplio         |             |            |            |                 |             |
| Colonia Lavalleja  |                                      | Coalición Republicana | Candidato 1 |            |            |                 |             |
| Colonia Lavalleja  | Candidato 2                          | Coalición Republicana |             |            |            |                 |             |
| Colonia Lavalleja  | Otros (#)                            | Coalición Republicana |             |            |            |                 |             |
| Colonia Lavalleja  | Votos anulados                       |                       |             |            |            |                 |             |
| Colonia Lavalleja  | Votos en blanco                      |                       |             |            |            |                 |             |
| Colonia Lavalleja  | Total de votos emitidos a candidatos |                       |             |            |            |                 |             |
| Colonia Lavalleja  | Total de votos emitidos              |                       |             |            |            |                 |             |
| Colonia Lavalleja  | Total de electores habilitados       |                       |             |            |            |                 |             |
|                    |                                      |                       |             |            |            |                 |             |
| Mataojo            |                                      | Frente Amplio         | Candidato 1 |            |            | 397             |             |
| Mataojo            | Candidato 2                          | Frente Amplio         |             |            |            | 397             |             |
| Mataojo            | Otros (#)                            | Frente Amplio         |             |            |            | 397             |             |
| Mataojo            |                                      | Coalición Republicana | Candidato 1 |            |            | 386             |             |
| Mataojo            | Candidato 2                          | Coalición Republicana |             |            |            | 386             |             |
| Mataojo            | Otros (#)                            | Coalición Republicana |             |            |            | 386             |             |
| Mataojo            | Votos anulados                       |                       |             |            |            |                 |             |
| Mataojo            | Votos en blanco                      |                       |             |            |            |                 |             |
| Mataojo            | Total de votos emitidos a candidatos |                       |             |            |            |                 |             |
| Mataojo            | Total de votos emitidos              |                       |             |            |            |                 |             |
| Mataojo            | Total de electores habilitados       |                       |             |            |            |                 |             |
|                    |                                      |                       |             |            |            |                 |             |
| San Antonio        |                                      | Frente Amplio         | Candidato 1 |            |            |                 |             |
| San Antonio        | Candidato 2                          | Frente Amplio         |             |            |            |                 |             |
| San Antonio        | Otros (#)                            | Frente Amplio         |             |            |            |                 |             |
| San Antonio        |                                      | Coalición Republicana | Candidato 1 |            |            |                 |             |
| San Antonio        | Candidato 2                          | Coalición Republicana |             |            |            |                 |             |
| San Antonio        | Otros (#)                            | Coalición Republicana |             |            |            |                 |             |
| San Antonio        | Votos anulados                       |                       |             |            |            |                 |             |
| San Antonio        | Votos en blanco                      |                       |             |            |            |                 |             |
| San Antonio        | Total de votos emitidos a candidatos |                       |             |            |            |                 |             |
| San Antonio        | Total de votos emitidos              |                       |             |            |            |                 |             |
| San Antonio        | Total de electores habilitados       |                       |             |            |            |                 |             |
|                    |                                      |                       |             |            |            |                 |             |
| Rincón de Valentín |                                      | Frente Amplio         | Candidato 1 |            |            | 554             |             |
| Rincón de Valentín | Candidato 2                          | Frente Amplio         |             |            |            | 554             |             |
| Rincón de Valentín | Otros (#)                            | Frente Amplio         |             |            |            | 554             |             |
| Rincón de Valentín |                                      | Coalición Republicana | Candidato 1 |            |            | 435             |             |
| Rincón de Valentín | Candidato 2                          | Coalición Republicana |             |            |            | 435             |             |
| Rincón de Valentín | Otros (#)                            | Coalición Republicana |             |            |            | 435             |             |
| Rincón de Valentín | Votos anulados                       |                       |             |            |            |                 |             |
| Rincón de Valentín | Votos en blanco                      |                       |             |            |            |                 |             |
| Rincón de Valentín | Total de votos emitidos a candidatos |                       |             |            |            |                 |             |
| Rincón de Valentín | Total de votos emitidos              |                       |             |            |            |                 |             |
| Rincón de Valentín | Total de electores habilitados       |                       |             |            |            |                 |             |
|                    |                                      |                       |             |            |            |                 |             |
| Villa Constitución |                                      | Frente Amplio         | Candidato 1 |            |            | 1.385           |             |
| Villa Constitución | Candidato 2                          | Frente Amplio         |             |            |            | 1.385           |             |
| Villa Constitución | Otros (#)                            | Frente Amplio         |             |            |            | 1.385           |             |
| Villa Constitución |                                      | Coalición Republicana | Candidato 1 |            |            | 1.106           |             |
| Villa Constitución | Candidato 2                          | Coalición Republicana |             |            |            | 1.106           |             |
| Villa Constitución | Otros (#)                            | Coalición Republicana |             |            |            | 1.106           |             |
| Villa Constitución | Votos anulados                       |                       |             |            |            |                 |             |
| Villa Constitución | Votos en blanco                      |                       |             |            |            |                 |             |
| Villa Constitución | Total de votos emitidos a candidatos |                       |             |            |            |                 |             |
| Villa Constitución | Total de votos emitidos              |                       |             |            |            |                 |             |
| Villa Constitución | Total de electores habilitados       |                       |             |            |            |                 |             |

### San José

#### Departamentales
| Partido | Partido          | Candidato                                                                                                | Resultados | Resultados | Resultados      | Resultados  | Resultados |
| Partido | Partido          | Candidato                                                                                                | Votos      | %          | Votos (partido) | % (partido) | Ediles     |
| --- | ---------------- | --- | ---------- | ---------- | --------------- | ----------- | ---------- |
| | Partido Nacional | Ana Bentaberri Suplentes: 1. José Luis Falero 2. Carlos Fajardo 3. Ana María Quevedo 4. Leonardo Giménez |            |            | 38.940          |             |            |
| Ruben Bacigalupe Suplentes: 1. Pedro Bidegain 2. Carolina Hornes 3. Marianita Fonseca 4. Sebastián Ferrero | Partido Nacional | |            |            | 38.940          |             |            |
| | Frente Amplio    | María Battaglino Suplentes: 1. Mario Maldonado 2. Ana Peñeyrua 3. María Ceballos 4. Baltasar Aguilar     |            |            | 27.206          |             |            |
| Federico Diana Suplentes: 1. Carla Deleón 2. Nelson Orsi 3. Gloria Soria 4. Mauricio Montero               | Frente Amplio    | |            |            | 27.206          |             |            |
| Ofelia Umpierrez Suplentes: 1. Juan Pedreira 2. Gladys Rodriguez 3. Giovana Camatti 4. Luis Fernandez      | Frente Amplio    | |            |            | 27.206          |             |            |
| | Partido Colorado | Alfredo Lago Suplentes: 1. Gonzalo Magnou 2. Fabiana Acosta 3. Cecilia Acosta 4. José Ramos              |            |            |                 |             |            |
| | Asamblea Popular | Darío Camilo Suplentes: 1. Dardo Petre 2. Alejandro Sesser 3. Mabel Fernández 4. Miguel Angelo           |            |            |                 |             |            |
| Votos anulados                                                                                             |                  | |            |            |                 |             |            |
| Votos en blanco                                                                                            |                  | |            |            |                 |             |            |
| Total de votos válidos                                                                                     |                  | |            |            |                 |             |            |
| Total de votos emitidos                                                                                    |                  | |            |            |                 |             |            |
| Total de electores habilitados                                                                             |                  | |            |            |                 |             |            |

#### Municipales
- Ciudad del Plata
- Ecilda Paullier
- Libertad
- Rodríguez

| Ciudad del Plata |                                      | Partido Nacional | Denis Hornos    |  |  | 5.574 |  |  |  |  |  |  |
| Ciudad del Plata | Milton Pastorini                     | Partido Nacional |                 |  |  | 5.574 |  |  |  |  |  |  |
| Ciudad del Plata | Mauro Sellanes                       | Partido Nacional |                 |  |  | 5.574 |  |  |  |  |  |  |
| Ciudad del Plata |                                      | Frente Amplio    | Richard Mariani |  |  | 6.742 |  |  |  |  |  |  |
| Ciudad del Plata | Elianna Pascual                      | Frente Amplio    |                 |  |  | 6.742 |  |  |  |  |  |  |
| Ciudad del Plata | Juan José Olivera                    | Frente Amplio    |                 |  |  | 6.742 |  |  |  |  |  |  |
| Ciudad del Plata |                                      | Partido Colorado | Teresa Díaz     |  |  |       |  |  |  |  |  |  |
| Ciudad del Plata | Fátima Barboza                       | Partido Colorado |                 |  |  |       |  |  |  |  |  |  |
| Ciudad del Plata | Otros (#)                            | Partido Colorado |                 |  |  |       |  |  |  |  |  |  |
| Ciudad del Plata |                                      | Asamblea Popular | Eduardo Veleda  |  |  |       |  |  |  |  |  |  |
| Ciudad del Plata | Candidato 2                          | Asamblea Popular |                 |  |  |       |  |  |  |  |  |  |
| Ciudad del Plata | Otros (#)                            | Asamblea Popular |                 |  |  |       |  |  |  |  |  |  |
| Ciudad del Plata | Votos anulados                       |                  |                 |  |  |       |  |  |  |  |  |  |
| Ciudad del Plata | Votos en blanco                      |                  |                 |  |  |       |  |  |  |  |  |  |
| Ciudad del Plata | Total de votos emitidos a candidatos |                  |                 |  |  |       |  |  |  |  |  |  |
| Ciudad del Plata | Total de votos emitidos              |                  |                 |  |  |       |  |  |  |  |  |  |
| Ciudad del Plata | Total de electores habilitados       |                  |                 |  |  |       |  |  |  |  |  |  |
|                  |                                      |                  |                 |  |  |       |  |  |  |  |  |  |
| Ecilda Paullier  |                                      | Partido Nacional |                 |  |  |       |  |  |  |  |  |  |
| Ecilda Paullier  | Candidato 2                          | Partido Nacional |                 |  |  |       |  |  |  |  |  |  |
| Ecilda Paullier  | Otros (#)                            | Partido Nacional |                 |  |  |       |  |  |  |  |  |  |
| Ecilda Paullier  |                                      | Frente Amplio    | Candidato 1     |  |  |       |  |  |  |  |  |  |
| Ecilda Paullier  | Candidato 2                          | Frente Amplio    |                 |  |  |       |  |  |  |  |  |  |
| Ecilda Paullier  | Otros (#)                            | Frente Amplio    |                 |  |  |       |  |  |  |  |  |  |
| Ecilda Paullier  |                                      | Partido Colorado | Candidato 1     |  |  |       |  |  |  |  |  |  |
| Ecilda Paullier  | Candidato 2                          | Partido Colorado |                 |  |  |       |  |  |  |  |  |  |
| Ecilda Paullier  | Otros (#)                            | Partido Colorado |                 |  |  |       |  |  |  |  |  |  |
| Ecilda Paullier  |                                      | Asamblea Popular | Candidato 1     |  |  |       |  |  |  |  |  |  |
| Ecilda Paullier  | Candidato 2                          | Asamblea Popular |                 |  |  |       |  |  |  |  |  |  |
| Ecilda Paullier  | Otros (#)                            | Asamblea Popular |                 |  |  |       |  |  |  |  |  |  |
| Ecilda Paullier  | Votos anulados                       |                  |                 |  |  |       |  |  |  |  |  |  |
| Ecilda Paullier  | Votos en blanco                      |                  |                 |  |  |       |  |  |  |  |  |  |
| Ecilda Paullier  | Total de votos emitidos a candidatos |                  |                 |  |  |       |  |  |  |  |  |  |
| Ecilda Paullier  | Total de votos emitidos              |                  |                 |  |  |       |  |  |  |  |  |  |
| Ecilda Paullier  | Total de electores habilitados       |                  |                 |  |  |       |  |  |  |  |  |  |
|                  |                                      |                  |                 |  |  |       |  |  |  |  |  |  |
| Libertad         |                                      | Partido Nacional | Matías Santos   |  |  |       |  |  |  |  |  |  |
| Libertad         | Candidato 2                          | Partido Nacional |                 |  |  |       |  |  |  |  |  |  |
| Libertad         | Otros (#)                            | Partido Nacional |                 |  |  |       |  |  |  |  |  |  |
| Libertad         |                                      | Frente Amplio    | Candidato 1     |  |  |       |  |  |  |  |  |  |
| Libertad         | Candidato 2                          | Frente Amplio    |                 |  |  |       |  |  |  |  |  |  |
| Libertad         | Otros (#)                            | Frente Amplio    |                 |  |  |       |  |  |  |  |  |  |
| Libertad         |                                      | Partido Colorado | Candidato 1     |  |  |       |  |  |  |  |  |  |
| Libertad         | Candidato 2                          | Partido Colorado |                 |  |  |       |  |  |  |  |  |  |
| Libertad         | Otros (#)                            | Partido Colorado |                 |  |  |       |  |  |  |  |  |  |
| Libertad         |                                      | Asamblea Popular | Candidato 1     |  |  |       |  |  |  |  |  |  |
| Libertad         | Candidato 2                          | Asamblea Popular |                 |  |  |       |  |  |  |  |  |  |
| Libertad         | Otros (#)                            | Asamblea Popular |                 |  |  |       |  |  |  |  |  |  |
| Libertad         | Votos anulados                       |                  |                 |  |  |       |  |  |  |  |  |  |
| Libertad         | Votos en blanco                      |                  |                 |  |  |       |  |  |  |  |  |  |
| Libertad         | Total de votos emitidos a candidatos |                  |                 |  |  |       |  |  |  |  |  |  |
| Libertad         | Total de votos emitidos              |                  |                 |  |  |       |  |  |  |  |  |  |
| Libertad         | Total de electores habilitados       |                  |                 |  |  |       |  |  |  |  |  |  |
|                  |                                      |                  |                 |  |  |       |  |  |  |  |  |  |
| Rodríguez        |                                      | Partido Nacional | Candidato 1     |  |  |       |  |  |  |  |  |  |
| Rodríguez        | Candidato 2                          | Partido Nacional |                 |  |  |       |  |  |  |  |  |  |
| Rodríguez        | Otros (#)                            | Partido Nacional |                 |  |  |       |  |  |  |  |  |  |
| Rodríguez        |                                      | Frente Amplio    | Candidato 1     |  |  |       |  |  |  |  |  |  |
| Rodríguez        | Candidato 2                          | Frente Amplio    |                 |  |  |       |  |  |  |  |  |  |
| Rodríguez        | Otros (#)                            | Frente Amplio    |                 |  |  |       |  |  |  |  |  |  |
| Rodríguez        |                                      | Partido Colorado | Candidato 1     |  |  |       |  |  |  |  |  |  |
| Rodríguez        | Candidato 2                          | Partido Colorado |                 |  |  |       |  |  |  |  |  |  |
| Rodríguez        | Otros (#)                            | Partido Colorado |                 |  |  |       |  |  |  |  |  |  |
| Rodríguez        |                                      | Asamblea Popular | Candidato 1     |  |  |       |  |  |  |  |  |  |
| Rodríguez        | Candidato 2                          | Asamblea Popular |                 |  |  |       |  |  |  |  |  |  |
| Rodríguez        | Otros (#)                            | Asamblea Popular |                 |  |  |       |  |  |  |  |  |  |
| Rodríguez        | Votos anulados                       |                  |                 |  |  |       |  |  |  |  |  |  |
| Rodríguez        | Votos en blanco                      |                  |                 |  |  |       |  |  |  |  |  |  |
| Rodríguez        | Total de votos emitidos a candidatos |                  |                 |  |  |       |  |  |  |  |  |  |
| Rodríguez        | Total de votos emitidos              |                  |                 |  |  |       |  |  |  |  |  |  |
| Rodríguez        | Total de electores habilitados       |                  |                 |  |  |       |  |  |  |  |  |  |

### Soriano

#### Departamentales
| Partido                                                                                                   | Partido                                  | Candidato                                                                                           | Resultados | Resultados | Resultados      | Resultados  | Resultados |
| Partido                                                                                                   | Partido                                  | Candidato                                                                                           | Votos      | %          | Votos (partido) | % (partido) | Ediles     |
| --- | ---------------------------------------- | --------------------------------------------------------------------------------------------------- | ---------- | ---------- | --------------- | ----------- | ---------- |
| | Partido Nacional                         | Guillermo Besozzi Suplentes: 1. Andrea Aunchayna 2. Raúl Bruno 3. Fernando Carrasquera 4. Adul Nebu |            |            | 29.135          |             |            |
| Federico García Suplentes: 1. José Luis Gómez 2. Claudia Bertalot 3. Néstor Formiliano 4. Joaquín Gómez   | Partido Nacional                         | |            |            | 29.135          |             |            |
| María Sarutte Suplentes: 1. Maylen Laborda 2. Verónica Trujillo 3. Juan Correa 4. Ángel García            | Partido Nacional                         | |            |            | 29.135          |             |            |
| | Frente Amplio                            | Carla Di Stasio Suplentes: 1. Eduardo Poloni 2. Elsa Barolín 3. Gustavo Cazalas 4. Marina Gross     |            |            | 20.026          |             |            |
| Pablo Ponce Suplentes: 1. María José Huelmo 2. Milton Mastandrea 3. María Victoria Vuan 4. Huamani Millán | Frente Amplio                            | |            |            | 20.026          |             |            |
| Carlos Sorondo Suplentes: 1. Daniela Saravia 2. Yanina Mondada 3. Agustín Tio 4. Nerina Bionda            | Frente Amplio                            | |            |            | 20.026          |             |            |
| | Partido Colorado                         | Martín Melazzi Suplentes: 1. Stella Caputto 2. Sergio Falcón 3. Ana María Monnet 4. Pablo Waskman   |            |            |                 |             |            |
| Néstor Causa Suplentes: 1. Ángela Odriozola 2. María Altamirano 3. Raúl Balao 4. Diego Raccioppe          | Partido Colorado                         | |            |            |                 |             |            |
| Andrés Centurión Suplentes: 1. Enriko Gasperi 2. Aníbal Espinell 3. María Devotto 4. Ciro Garabot         | Partido Colorado                         | |            |            |                 |             |            |
| | Cabildo Abierto                          | Martín Sande Suplentes: 1. Ileana Viera 2. Elías Perdomo 3. Osvald Hillmann 4. Marta Castro         |            |            |                 |             |            |
| Andrés Bachini Suplentes: 1. Gerardo Rodríguez 2. Julio Hado 3. Isabel Villalva 4. Martín Harreguy        | Cabildo Abierto                          | |            |            |                 |             |            |
| | Partido Ecologista Radical Intransigente | Alejandro Cairús Suplentes: 1. Dorian Armand 2. Gloria Slavica 3. Anahia Nicolich 4. Robert Ramos   |            |            |                 |             |            |
| | Asamblea Popular                         | Raúl Perdomo Suplentes: 1. Carlos Bastos 2. Julio Rodríguez 3. Cinthia Perdomo 4. Mario Rey         |            |            |                 |             |            |
| Votos anulados                                                                                            |                                          | |            |            |                 |             |            |
| Votos en blanco                                                                                           |                                          | |            |            |                 |             |            |
| Total de votos válidos                                                                                    |                                          | |            |            |                 |             |            |
| Total de votos emitidos                                                                                   |                                          | |            |            |                 |             |            |
| Total de electores habilitados                                                                            |                                          | |            |            |                 |             |            |

#### Municipales
- Cardona
- Dolores
- José Enrique Rodó
- Palmitas
- Villa Soriano

| Cardona           |                                      | Partido Nacional                         | Candidato 1 |  |  |  |  |  |  |  |  |  |
| Cardona           | Candidato 2                          | Partido Nacional                         |             |  |  |  |  |  |  |  |  |  |
| Cardona           | Otros (#)                            | Partido Nacional                         |             |  |  |  |  |  |  |  |  |  |
| Cardona           |                                      | Frente Amplio                            | Candidato 1 |  |  |  |  |  |  |  |  |  |
| Cardona           | Candidato 2                          | Frente Amplio                            |             |  |  |  |  |  |  |  |  |  |
| Cardona           | Otros (#)                            | Frente Amplio                            |             |  |  |  |  |  |  |  |  |  |
| Cardona           |                                      | Partido Colorado                         | Candidato 1 |  |  |  |  |  |  |  |  |  |
| Cardona           | Candidato 2                          | Partido Colorado                         |             |  |  |  |  |  |  |  |  |  |
| Cardona           | Otros (#)                            | Partido Colorado                         |             |  |  |  |  |  |  |  |  |  |
| Cardona           |                                      | Cabildo Abierto                          | Candidato 1 |  |  |  |  |  |  |  |  |  |
| Cardona           | Candidato 2                          | Cabildo Abierto                          |             |  |  |  |  |  |  |  |  |  |
| Cardona           | Otros (#)                            | Cabildo Abierto                          |             |  |  |  |  |  |  |  |  |  |
| Cardona           |                                      | Partido Ecologista Radical Intransigente | Candidato 1 |  |  |  |  |  |  |  |  |  |
| Cardona           | Candidato 2                          | Partido Ecologista Radical Intransigente |             |  |  |  |  |  |  |  |  |  |
| Cardona           | Otros (#)                            | Partido Ecologista Radical Intransigente |             |  |  |  |  |  |  |  |  |  |
| Cardona           |                                      | Asamblea Popular                         | Candidato 1 |  |  |  |  |  |  |  |  |  |
| Cardona           | Candidato 2                          | Asamblea Popular                         |             |  |  |  |  |  |  |  |  |  |
| Cardona           | Otros (#)                            | Asamblea Popular                         |             |  |  |  |  |  |  |  |  |  |
| Cardona           | Votos anulados                       |                                          |             |  |  |  |  |  |  |  |  |  |
| Cardona           | Votos en blanco                      |                                          |             |  |  |  |  |  |  |  |  |  |
| Cardona           | Total de votos emitidos a candidatos |                                          |             |  |  |  |  |  |  |  |  |  |
| Cardona           | Total de votos emitidos              |                                          |             |  |  |  |  |  |  |  |  |  |
| Cardona           | Total de electores habilitados       |                                          |             |  |  |  |  |  |  |  |  |  |
|                   |                                      |                                          |             |  |  |  |  |  |  |  |  |  |
| Dolores           |                                      | Partido Nacional                         | Candidato 1 |  |  |  |  |  |  |  |  |  |
| Dolores           | Candidato 2                          | Partido Nacional                         |             |  |  |  |  |  |  |  |  |  |
| Dolores           | Otros (#)                            | Partido Nacional                         |             |  |  |  |  |  |  |  |  |  |
| Dolores           |                                      | Frente Amplio                            | Candidato 1 |  |  |  |  |  |  |  |  |  |
| Dolores           | Candidato 2                          | Frente Amplio                            |             |  |  |  |  |  |  |  |  |  |
| Dolores           | Otros (#)                            | Frente Amplio                            |             |  |  |  |  |  |  |  |  |  |
| Dolores           |                                      | Partido Colorado                         | Candidato 1 |  |  |  |  |  |  |  |  |  |
| Dolores           | Candidato 2                          | Partido Colorado                         |             |  |  |  |  |  |  |  |  |  |
| Dolores           | Otros (#)                            | Partido Colorado                         |             |  |  |  |  |  |  |  |  |  |
| Dolores           |                                      | Cabildo Abierto                          | Candidato 1 |  |  |  |  |  |  |  |  |  |
| Dolores           | Candidato 2                          | Cabildo Abierto                          |             |  |  |  |  |  |  |  |  |  |
| Dolores           | Otros (#)                            | Cabildo Abierto                          |             |  |  |  |  |  |  |  |  |  |
| Dolores           |                                      | Partido Ecologista Radical Intransigente | Candidato 1 |  |  |  |  |  |  |  |  |  |
| Dolores           | Candidato 2                          | Partido Ecologista Radical Intransigente |             |  |  |  |  |  |  |  |  |  |
| Dolores           | Otros (#)                            | Partido Ecologista Radical Intransigente |             |  |  |  |  |  |  |  |  |  |
| Dolores           |                                      | Asamblea Popular                         | Candidato 1 |  |  |  |  |  |  |  |  |  |
| Dolores           | Candidato 2                          | Asamblea Popular                         |             |  |  |  |  |  |  |  |  |  |
| Dolores           | Otros (#)                            | Asamblea Popular                         |             |  |  |  |  |  |  |  |  |  |
| Dolores           | Votos anulados                       |                                          |             |  |  |  |  |  |  |  |  |  |
| Dolores           | Votos en blanco                      |                                          |             |  |  |  |  |  |  |  |  |  |
| Dolores           | Total de votos emitidos a candidatos |                                          |             |  |  |  |  |  |  |  |  |  |
| Dolores           | Total de votos emitidos              |                                          |             |  |  |  |  |  |  |  |  |  |
| Dolores           | Total de electores habilitados       |                                          |             |  |  |  |  |  |  |  |  |  |
|                   |                                      |                                          |             |  |  |  |  |  |  |  |  |  |
| José Enrique Rodó |                                      | Partido Nacional                         | Candidato 1 |  |  |  |  |  |  |  |  |  |
| José Enrique Rodó | Candidato 2                          | Partido Nacional                         |             |  |  |  |  |  |  |  |  |  |
| José Enrique Rodó | Otros (#)                            | Partido Nacional                         |             |  |  |  |  |  |  |  |  |  |
| José Enrique Rodó |                                      | Frente Amplio                            | Candidato 1 |  |  |  |  |  |  |  |  |  |
| José Enrique Rodó | Candidato 2                          | Frente Amplio                            |             |  |  |  |  |  |  |  |  |  |
| José Enrique Rodó | Otros (#)                            | Frente Amplio                            |             |  |  |  |  |  |  |  |  |  |
| José Enrique Rodó |                                      | Partido Colorado                         | Candidato 1 |  |  |  |  |  |  |  |  |  |
| José Enrique Rodó | Candidato 2                          | Partido Colorado                         |             |  |  |  |  |  |  |  |  |  |
| José Enrique Rodó | Otros (#)                            | Partido Colorado                         |             |  |  |  |  |  |  |  |  |  |
| José Enrique Rodó |                                      | Cabildo Abierto                          | Candidato 1 |  |  |  |  |  |  |  |  |  |
| José Enrique Rodó | Candidato 2                          | Cabildo Abierto                          |             |  |  |  |  |  |  |  |  |  |
| José Enrique Rodó | Otros (#)                            | Cabildo Abierto                          |             |  |  |  |  |  |  |  |  |  |
| José Enrique Rodó |                                      | Partido Ecologista Radical Intransigente | Candidato 1 |  |  |  |  |  |  |  |  |  |
| José Enrique Rodó | Candidato 2                          | Partido Ecologista Radical Intransigente |             |  |  |  |  |  |  |  |  |  |
| José Enrique Rodó | Otros (#)                            | Partido Ecologista Radical Intransigente |             |  |  |  |  |  |  |  |  |  |
| José Enrique Rodó |                                      | Asamblea Popular                         | Candidato 1 |  |  |  |  |  |  |  |  |  |
| José Enrique Rodó | Candidato 2                          | Asamblea Popular                         |             |  |  |  |  |  |  |  |  |  |
| José Enrique Rodó | Otros (#)                            | Asamblea Popular                         |             |  |  |  |  |  |  |  |  |  |
| José Enrique Rodó | Votos anulados                       |                                          |             |  |  |  |  |  |  |  |  |  |
| José Enrique Rodó | Votos en blanco                      |                                          |             |  |  |  |  |  |  |  |  |  |
| José Enrique Rodó | Total de votos emitidos a candidatos |                                          |             |  |  |  |  |  |  |  |  |  |
| José Enrique Rodó | Total de votos emitidos              |                                          |             |  |  |  |  |  |  |  |  |  |
| José Enrique Rodó | Total de electores habilitados       |                                          |             |  |  |  |  |  |  |  |  |  |
|                   |                                      |                                          |             |  |  |  |  |  |  |  |  |  |
| Palmitas          |                                      | Partido Nacional                         | Candidato 1 |  |  |  |  |  |  |  |  |  |
| Palmitas          | Candidato 2                          | Partido Nacional                         |             |  |  |  |  |  |  |  |  |  |
| Palmitas          | Otros (#)                            | Partido Nacional                         |             |  |  |  |  |  |  |  |  |  |
| Palmitas          |                                      | Frente Amplio                            | Candidato 1 |  |  |  |  |  |  |  |  |  |
| Palmitas          | Candidato 2                          | Frente Amplio                            |             |  |  |  |  |  |  |  |  |  |
| Palmitas          | Otros (#)                            | Frente Amplio                            |             |  |  |  |  |  |  |  |  |  |
| Palmitas          |                                      | Partido Colorado                         | Candidato 1 |  |  |  |  |  |  |  |  |  |
| Palmitas          | Candidato 2                          | Partido Colorado                         |             |  |  |  |  |  |  |  |  |  |
| Palmitas          | Otros (#)                            | Partido Colorado                         |             |  |  |  |  |  |  |  |  |  |
| Palmitas          |                                      | Cabildo Abierto                          | Candidato 1 |  |  |  |  |  |  |  |  |  |
| Palmitas          | Candidato 2                          | Cabildo Abierto                          |             |  |  |  |  |  |  |  |  |  |
| Palmitas          | Otros (#)                            | Cabildo Abierto                          |             |  |  |  |  |  |  |  |  |  |
| Palmitas          |                                      | Partido Ecologista Radical Intransigente | Candidato 1 |  |  |  |  |  |  |  |  |  |
| Palmitas          | Candidato 2                          | Partido Ecologista Radical Intransigente |             |  |  |  |  |  |  |  |  |  |
| Palmitas          | Otros (#)                            | Partido Ecologista Radical Intransigente |             |  |  |  |  |  |  |  |  |  |
| Palmitas          |                                      | Asamblea Popular                         | Candidato 1 |  |  |  |  |  |  |  |  |  |
| Palmitas          | Candidato 2                          | Asamblea Popular                         |             |  |  |  |  |  |  |  |  |  |
| Palmitas          | Otros (#)                            | Asamblea Popular                         |             |  |  |  |  |  |  |  |  |  |
| Palmitas          | Votos anulados                       |                                          |             |  |  |  |  |  |  |  |  |  |
| Palmitas          | Votos en blanco                      |                                          |             |  |  |  |  |  |  |  |  |  |
| Palmitas          | Total de votos emitidos a candidatos |                                          |             |  |  |  |  |  |  |  |  |  |
| Palmitas          | Total de votos emitidos              |                                          |             |  |  |  |  |  |  |  |  |  |
| Palmitas          | Total de electores habilitados       |                                          |             |  |  |  |  |  |  |  |  |  |

### Tacuarembó

#### Departamentales
|  | 38.22 % |

|  | 66.09 % |

|  | 27.63 % |

|  | 10.21 % |

|  | 21.41 % |

|  | 5.50 % |

|  | 5.40 % |

|  | 7.44 % |

|  | 7.44 % |

#### Municipales
- Ansina
- Paso de los Toros
- San Gregorio de Polanco
- Villa Caraguatá

| Ansina                  |                                      | Partido Nacional | Candidato 1 |  |  |  |  |  |  |  |  |  |
| Ansina                  | Candidato 2                          | Partido Nacional |             |  |  |  |  |  |  |  |  |  |
| Ansina                  | Otros (#)                            | Partido Nacional |             |  |  |  |  |  |  |  |  |  |
| Ansina                  |                                      | Frente Amplio    | Candidato 1 |  |  |  |  |  |  |  |  |  |
| Ansina                  | Candidato 2                          | Frente Amplio    |             |  |  |  |  |  |  |  |  |  |
| Ansina                  | Otros (#)                            | Frente Amplio    |             |  |  |  |  |  |  |  |  |  |
| Ansina                  |                                      | Partido Colorado | Candidato 1 |  |  |  |  |  |  |  |  |  |
| Ansina                  | Candidato 2                          | Partido Colorado |             |  |  |  |  |  |  |  |  |  |
| Ansina                  | Otros (#)                            | Partido Colorado |             |  |  |  |  |  |  |  |  |  |
| Ansina                  | Votos anulados                       |                  |             |  |  |  |  |  |  |  |  |  |
| Ansina                  | Votos en blanco                      |                  |             |  |  |  |  |  |  |  |  |  |
| Ansina                  | Total de votos emitidos a candidatos |                  |             |  |  |  |  |  |  |  |  |  |
| Ansina                  | Total de votos emitidos              |                  |             |  |  |  |  |  |  |  |  |  |
| Ansina                  | Total de electores habilitados       |                  |             |  |  |  |  |  |  |  |  |  |
|                         |                                      |                  |             |  |  |  |  |  |  |  |  |  |
| Paso de los Toros       |                                      | Partido Nacional | Candidato 1 |  |  |  |  |  |  |  |  |  |
| Paso de los Toros       | Candidato 2                          | Partido Nacional |             |  |  |  |  |  |  |  |  |  |
| Paso de los Toros       | Otros (#)                            | Partido Nacional |             |  |  |  |  |  |  |  |  |  |
| Paso de los Toros       |                                      | Frente Amplio    | Candidato 1 |  |  |  |  |  |  |  |  |  |
| Paso de los Toros       | Candidato 2                          | Frente Amplio    |             |  |  |  |  |  |  |  |  |  |
| Paso de los Toros       | Otros (#)                            | Frente Amplio    |             |  |  |  |  |  |  |  |  |  |
| Paso de los Toros       |                                      | Partido Colorado | Candidato 1 |  |  |  |  |  |  |  |  |  |
| Paso de los Toros       | Candidato 2                          | Partido Colorado |             |  |  |  |  |  |  |  |  |  |
| Paso de los Toros       | Otros (#)                            | Partido Colorado |             |  |  |  |  |  |  |  |  |  |
| Paso de los Toros       | Votos anulados                       |                  |             |  |  |  |  |  |  |  |  |  |
| Paso de los Toros       | Votos en blanco                      |                  |             |  |  |  |  |  |  |  |  |  |
| Paso de los Toros       | Total de votos emitidos a candidatos |                  |             |  |  |  |  |  |  |  |  |  |
| Paso de los Toros       | Total de votos emitidos              |                  |             |  |  |  |  |  |  |  |  |  |
| Paso de los Toros       | Total de electores habilitados       |                  |             |  |  |  |  |  |  |  |  |  |
|                         |                                      |                  |             |  |  |  |  |  |  |  |  |  |
| San Gregorio de Polanco |                                      | Partido Nacional | Candidato 1 |  |  |  |  |  |  |  |  |  |
| San Gregorio de Polanco | Candidato 2                          | Partido Nacional |             |  |  |  |  |  |  |  |  |  |
| San Gregorio de Polanco | Otros (#)                            | Partido Nacional |             |  |  |  |  |  |  |  |  |  |
| San Gregorio de Polanco |                                      | Frente Amplio    | Candidato 1 |  |  |  |  |  |  |  |  |  |
| San Gregorio de Polanco | Candidato 2                          | Frente Amplio    |             |  |  |  |  |  |  |  |  |  |
| San Gregorio de Polanco | Otros (#)                            | Frente Amplio    |             |  |  |  |  |  |  |  |  |  |
| San Gregorio de Polanco |                                      | Partido Colorado | Candidato 1 |  |  |  |  |  |  |  |  |  |
| San Gregorio de Polanco | Candidato 2                          | Partido Colorado |             |  |  |  |  |  |  |  |  |  |
| San Gregorio de Polanco | Otros (#)                            | Partido Colorado |             |  |  |  |  |  |  |  |  |  |
| San Gregorio de Polanco | Votos anulados                       |                  |             |  |  |  |  |  |  |  |  |  |
| San Gregorio de Polanco | Votos en blanco                      |                  |             |  |  |  |  |  |  |  |  |  |
| San Gregorio de Polanco | Total de votos emitidos a candidatos |                  |             |  |  |  |  |  |  |  |  |  |
| San Gregorio de Polanco | Total de votos emitidos              |                  |             |  |  |  |  |  |  |  |  |  |
| San Gregorio de Polanco | Total de electores habilitados       |                  |             |  |  |  |  |  |  |  |  |  |
|                         |                                      |                  |             |  |  |  |  |  |  |  |  |  |
| Villa Caraguatá         |                                      | Partido Nacional | Candidato 1 |  |  |  |  |  |  |  |  |  |
| Villa Caraguatá         | Candidato 2                          | Partido Nacional |             |  |  |  |  |  |  |  |  |  |
| Villa Caraguatá         | Otros (#)                            | Partido Nacional |             |  |  |  |  |  |  |  |  |  |
| Villa Caraguatá         |                                      | Frente Amplio    | Candidato 1 |  |  |  |  |  |  |  |  |  |
| Villa Caraguatá         | Candidato 2                          | Frente Amplio    |             |  |  |  |  |  |  |  |  |  |
| Villa Caraguatá         | Otros (#)                            | Frente Amplio    |             |  |  |  |  |  |  |  |  |  |
| Villa Caraguatá         |                                      | Partido Colorado | Candidato 1 |  |  |  |  |  |  |  |  |  |
| Villa Caraguatá         | Candidato 2                          | Partido Colorado |             |  |  |  |  |  |  |  |  |  |
| Villa Caraguatá         | Otros (#)                            | Partido Colorado |             |  |  |  |  |  |  |  |  |  |
| Villa Caraguatá         | Votos anulados                       |                  |             |  |  |  |  |  |  |  |  |  |
| Villa Caraguatá         | Votos en blanco                      |                  |             |  |  |  |  |  |  |  |  |  |
| Villa Caraguatá         | Total de votos emitidos a candidatos |                  |             |  |  |  |  |  |  |  |  |  |
| Villa Caraguatá         | Total de votos emitidos              |                  |             |  |  |  |  |  |  |  |  |  |
| Villa Caraguatá         | Total de electores habilitados       |                  |             |  |  |  |  |  |  |  |  |  |

### Treinta y Tres

#### Departamentales
| Partido                                                                                          | Partido                        | Candidato                                                                                            | Resultados | Resultados | Resultados      | Resultados  | Resultados |
| Partido                                                                                          | Partido                        | Candidato                                                                                            | Votos      | %          | Votos (partido) | % (partido) | Ediles     |
| ------------------------------------------------------------------------------------------------ | ------------------------------ | --- | ---------- | ---------- | --------------- | ----------- | ---------- |
|                                                                                                  | Partido Nacional               | Mario Silvera Suplentes: 1. Francisco Ortiz 2. Ana Lemes 3. Horacio Bordón 4. Washington Pereyra     | 11.930     |            | 25.802          |             |            |
| Analia Larrañaga Suplentes: 1. Fernando Cuello 2. José Olano 3. María Ituarte 4. Wilson Ferreira | Partido Nacional               | 8.384                                                                                                |            |            | 25.802          |             |            |
| Ramón Da Silva Suplentes: 1. José González 2. Nidia Vera 3. Elías Fuentes 4. Oscar Viera         | Partido Nacional               | 5.365                                                                                                |            |            | 25.802          |             |            |
|                                                                                                  | Frente Amplio                  | Gerardo Amaral Suplentes: 1. Marco Suárez 2. Andrea Olascuaga 3. Alicia Castillo 4. Jhon Acosta      | 4.999      |            | 6.815           |             |            |
| Sergio Mier Suplentes: 1. Miguel Roses 2. Ana Palacio 3. Ildemaro Becerra 4. Cristina Márquez    | Frente Amplio                  | 1.747                                                                                                |            |            | 6.815           |             |            |
|                                                                                                  | Partido Colorado               | Hugo Lima Suplentes: 1. Mercedes Fernández 2. Ángel Camacho 3. María Roda 4. María Victoria González | 519        |            | 949             |             |            |
| Martín Techera Suplentes: 1. Rubén Becerra 2. Sandra Conde 3. María Zuluaga 4. José Saravia      | Partido Colorado               | 416                                                                                                  |            |            | 949             |             |            |
| Votos anulados                                                                                   | Votos anulados                 | Votos anulados                                                                                       | 716        |            |                 |             |            |
| Votos en blanco                                                                                  | Votos en blanco                | Votos en blanco                                                                                      | 770        |            |                 |             |            |
| Total de votos válidos                                                                           |                                | |            |            |                 |             |            |
| Total de votos emitidos                                                                          | Total de votos emitidos        | Total de votos emitidos                                                                              | 36.300     | 36.300     | 36.300          | 36.300      | 36.300     |
| Total de electores habilitados                                                                   | Total de electores habilitados | Total de electores habilitados                                                                       | 42.586     | 42.586     | 42.586          | 42.586      | 42.586     |

#### Municipales
- Cerro Chato
- General Enrique Martínez
- Rincón
- Santa Clara de Olimar
- Vergara
- Villa Sara

| Cerro Chato              |                                      | Partido Nacional | Candidato 1 |  |  |  |  |  |  |  |  |  |
| Cerro Chato              | Candidato 2                          | Partido Nacional |             |  |  |  |  |  |  |  |  |  |
| Cerro Chato              | Otros (#)                            | Partido Nacional |             |  |  |  |  |  |  |  |  |  |
| Cerro Chato              |                                      | Frente Amplio    | Candidato 1 |  |  |  |  |  |  |  |  |  |
| Cerro Chato              | Candidato 2                          | Frente Amplio    |             |  |  |  |  |  |  |  |  |  |
| Cerro Chato              | Otros (#)                            | Frente Amplio    |             |  |  |  |  |  |  |  |  |  |
| Cerro Chato              |                                      | Partido Colorado | Candidato 1 |  |  |  |  |  |  |  |  |  |
| Cerro Chato              | Candidato 2                          | Partido Colorado |             |  |  |  |  |  |  |  |  |  |
| Cerro Chato              | Otros (#)                            | Partido Colorado |             |  |  |  |  |  |  |  |  |  |
| Cerro Chato              | Votos anulados                       |                  |             |  |  |  |  |  |  |  |  |  |
| Cerro Chato              | Votos en blanco                      |                  |             |  |  |  |  |  |  |  |  |  |
| Cerro Chato              | Total de votos emitidos a candidatos |                  |             |  |  |  |  |  |  |  |  |  |
| Cerro Chato              | Total de votos emitidos              |                  |             |  |  |  |  |  |  |  |  |  |
| Cerro Chato              | Total de electores habilitados       |                  |             |  |  |  |  |  |  |  |  |  |
|                          |                                      |                  |             |  |  |  |  |  |  |  |  |  |
| General Enrique Martínez |                                      | Partido Nacional | Candidato 1 |  |  |  |  |  |  |  |  |  |
| General Enrique Martínez | Candidato 2                          | Partido Nacional |             |  |  |  |  |  |  |  |  |  |
| General Enrique Martínez | Otros (#)                            | Partido Nacional |             |  |  |  |  |  |  |  |  |  |
| General Enrique Martínez |                                      | Frente Amplio    | Candidato 1 |  |  |  |  |  |  |  |  |  |
| General Enrique Martínez | Candidato 2                          | Frente Amplio    |             |  |  |  |  |  |  |  |  |  |
| General Enrique Martínez | Otros (#)                            | Frente Amplio    |             |  |  |  |  |  |  |  |  |  |
| General Enrique Martínez |                                      | Partido Colorado | Candidato 1 |  |  |  |  |  |  |  |  |  |
| General Enrique Martínez | Candidato 2                          | Partido Colorado |             |  |  |  |  |  |  |  |  |  |
| General Enrique Martínez | Otros (#)                            | Partido Colorado |             |  |  |  |  |  |  |  |  |  |
| General Enrique Martínez | Votos anulados                       |                  |             |  |  |  |  |  |  |  |  |  |
| General Enrique Martínez | Votos en blanco                      |                  |             |  |  |  |  |  |  |  |  |  |
| General Enrique Martínez | Total de votos emitidos a candidatos |                  |             |  |  |  |  |  |  |  |  |  |
| General Enrique Martínez | Total de votos emitidos              |                  |             |  |  |  |  |  |  |  |  |  |
| General Enrique Martínez | Total de electores habilitados       |                  |             |  |  |  |  |  |  |  |  |  |
|                          |                                      |                  |             |  |  |  |  |  |  |  |  |  |
| Rincón                   |                                      | Partido Nacional | Candidato 1 |  |  |  |  |  |  |  |  |  |
| Rincón                   | Candidato 2                          | Partido Nacional |             |  |  |  |  |  |  |  |  |  |
| Rincón                   | Otros (#)                            | Partido Nacional |             |  |  |  |  |  |  |  |  |  |
| Rincón                   |                                      | Frente Amplio    | Candidato 1 |  |  |  |  |  |  |  |  |  |
| Rincón                   | Candidato 2                          | Frente Amplio    |             |  |  |  |  |  |  |  |  |  |
| Rincón                   | Otros (#)                            | Frente Amplio    |             |  |  |  |  |  |  |  |  |  |
| Rincón                   |                                      | Partido Colorado | Candidato 1 |  |  |  |  |  |  |  |  |  |
| Rincón                   | Candidato 2                          | Partido Colorado |             |  |  |  |  |  |  |  |  |  |
| Rincón                   | Otros (#)                            | Partido Colorado |             |  |  |  |  |  |  |  |  |  |
| Rincón                   | Votos anulados                       |                  |             |  |  |  |  |  |  |  |  |  |
| Rincón                   | Votos en blanco                      |                  |             |  |  |  |  |  |  |  |  |  |
| Rincón                   | Total de votos emitidos a candidatos |                  |             |  |  |  |  |  |  |  |  |  |
| Rincón                   | Total de votos emitidos              |                  |             |  |  |  |  |  |  |  |  |  |
| Rincón                   | Total de electores habilitados       |                  |             |  |  |  |  |  |  |  |  |  |
|                          |                                      |                  |             |  |  |  |  |  |  |  |  |  |
| Santa Clara de Olimar    |                                      | Partido Nacional | Candidato 1 |  |  |  |  |  |  |  |  |  |
| Santa Clara de Olimar    | Candidato 2                          | Partido Nacional |             |  |  |  |  |  |  |  |  |  |
| Santa Clara de Olimar    | Otros (#)                            | Partido Nacional |             |  |  |  |  |  |  |  |  |  |
| Santa Clara de Olimar    |                                      | Frente Amplio    | Candidato 1 |  |  |  |  |  |  |  |  |  |
| Santa Clara de Olimar    | Candidato 2                          | Frente Amplio    |             |  |  |  |  |  |  |  |  |  |
| Santa Clara de Olimar    | Otros (#)                            | Frente Amplio    |             |  |  |  |  |  |  |  |  |  |
| Santa Clara de Olimar    |                                      | Partido Colorado | Candidato 1 |  |  |  |  |  |  |  |  |  |
| Santa Clara de Olimar    | Candidato 2                          | Partido Colorado |             |  |  |  |  |  |  |  |  |  |
| Santa Clara de Olimar    | Otros (#)                            | Partido Colorado |             |  |  |  |  |  |  |  |  |  |
| Santa Clara de Olimar    | Votos anulados                       |                  |             |  |  |  |  |  |  |  |  |  |
| Santa Clara de Olimar    | Votos en blanco                      |                  |             |  |  |  |  |  |  |  |  |  |
| Santa Clara de Olimar    | Total de votos emitidos a candidatos |                  |             |  |  |  |  |  |  |  |  |  |
| Santa Clara de Olimar    | Total de votos emitidos              |                  |             |  |  |  |  |  |  |  |  |  |
| Santa Clara de Olimar    | Total de electores habilitados       |                  |             |  |  |  |  |  |  |  |  |  |
|                          |                                      |                  |             |  |  |  |  |  |  |  |  |  |
| Vergara                  |                                      | Partido Nacional | Candidato 1 |  |  |  |  |  |  |  |  |  |
| Vergara                  | Candidato 2                          | Partido Nacional |             |  |  |  |  |  |  |  |  |  |
| Vergara                  | Otros (#)                            | Partido Nacional |             |  |  |  |  |  |  |  |  |  |
| Vergara                  |                                      | Frente Amplio    | Candidato 1 |  |  |  |  |  |  |  |  |  |
| Vergara                  | Candidato 2                          | Frente Amplio    |             |  |  |  |  |  |  |  |  |  |
| Vergara                  | Otros (#)                            | Frente Amplio    |             |  |  |  |  |  |  |  |  |  |
| Vergara                  |                                      | Partido Colorado | Candidato 1 |  |  |  |  |  |  |  |  |  |
| Vergara                  | Candidato 2                          | Partido Colorado |             |  |  |  |  |  |  |  |  |  |
| Vergara                  | Otros (#)                            | Partido Colorado |             |  |  |  |  |  |  |  |  |  |
| Vergara                  | Votos anulados                       |                  |             |  |  |  |  |  |  |  |  |  |
| Vergara                  | Votos en blanco                      |                  |             |  |  |  |  |  |  |  |  |  |
| Vergara                  | Total de votos emitidos a candidatos |                  |             |  |  |  |  |  |  |  |  |  |
| Vergara                  | Total de votos emitidos              |                  |             |  |  |  |  |  |  |  |  |  |
| Vergara                  | Total de electores habilitados       |                  |             |  |  |  |  |  |  |  |  |  |
|                          |                                      |                  |             |  |  |  |  |  |  |  |  |  |
| Villa Sara               |                                      | Partido Nacional | Candidato 1 |  |  |  |  |  |  |  |  |  |
| Villa Sara               | Candidato 2                          | Partido Nacional |             |  |  |  |  |  |  |  |  |  |
| Villa Sara               | Otros (#)                            | Partido Nacional |             |  |  |  |  |  |  |  |  |  |
| Villa Sara               |                                      | Frente Amplio    | Candidato 1 |  |  |  |  |  |  |  |  |  |
| Villa Sara               | Candidato 2                          | Frente Amplio    |             |  |  |  |  |  |  |  |  |  |
| Villa Sara               | Otros (#)                            | Frente Amplio    |             |  |  |  |  |  |  |  |  |  |
| Villa Sara               |                                      | Partido Colorado | Candidato 1 |  |  |  |  |  |  |  |  |  |
| Villa Sara               | Candidato 2                          | Partido Colorado |             |  |  |  |  |  |  |  |  |  |
| Villa Sara               | Otros (#)                            | Partido Colorado |             |  |  |  |  |  |  |  |  |  |
| Villa Sara               | Votos anulados                       |                  |             |  |  |  |  |  |  |  |  |  |
| Villa Sara               | Votos en blanco                      |                  |             |  |  |  |  |  |  |  |  |  |
| Villa Sara               | Total de votos emitidos a candidatos |                  |             |  |  |  |  |  |  |  |  |  |
| Villa Sara               | Total de votos emitidos              |                  |             |  |  |  |  |  |  |  |  |  |
| Villa Sara               | Total de electores habilitados       |                  |             |  |  |  |  |  |  |  |  |  |